# 日系アメリカ人の歴史
日系アメリカ人の歴史（にっけいアメリカじんのれきし）では、主に明治維新から現代にかけて、日本からアメリカ合衆国に移住した、在米日本人及びその子孫である日系アメリカ人（ハワイにおける日本人移民を含める）の歴史について記述する。

## 移住の始まり

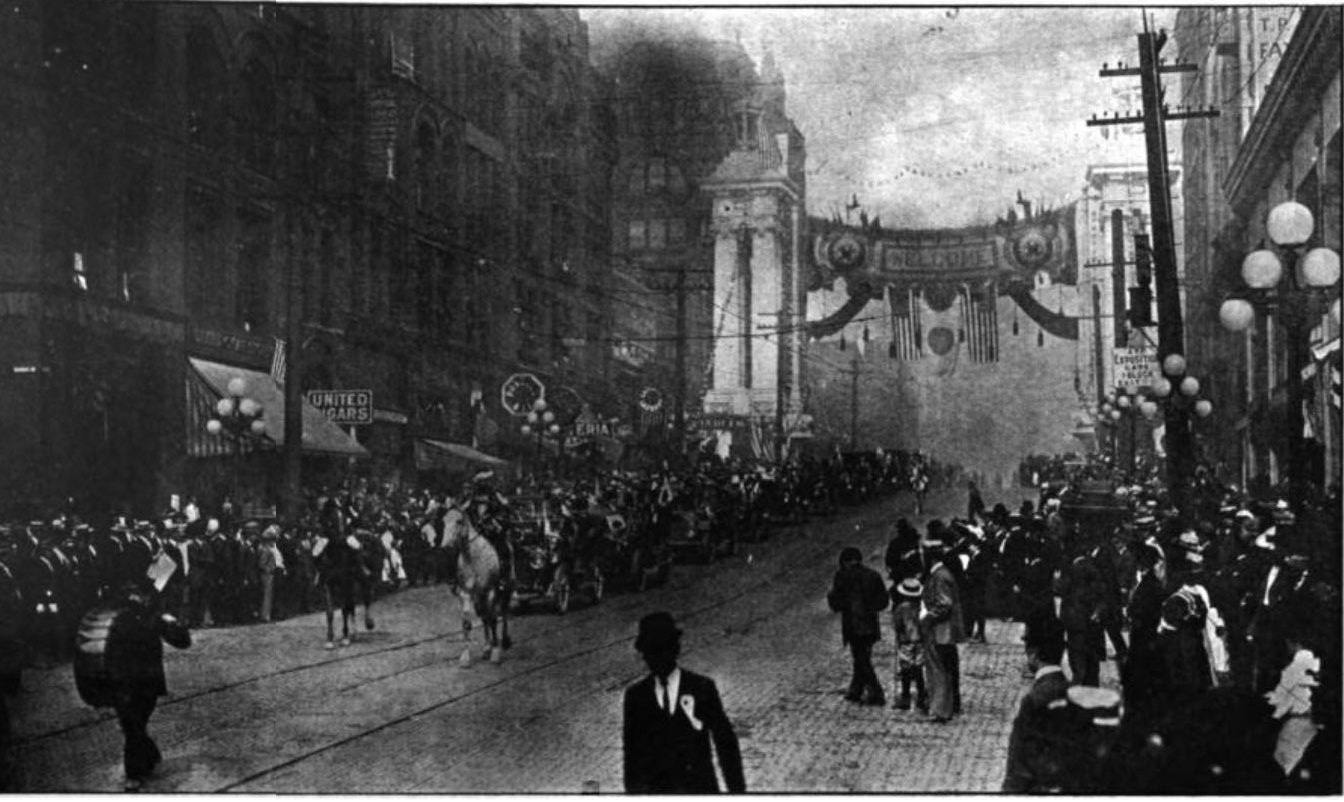
シアトルで開催されたアラスカ・ユーコン太平洋博覧会の「日本日」におけるパレードの様子（1909年9月4日撮影）

記録上残っている北米に初めて上陸した日本人は、1587年10月にフランシスコ会の宣教師であるマルティン・イグナシオ・デ・ロヨラに同行した少年だったとされている。
具体的な氏名が記録されている事例としては、1610年の田中勝介によるものが、最古のものとされている。
小栗重吉は、1815年にカリフォルニア州へ、音吉を含めた宝順丸の船員3名は、1834年にワシントン州へあたる地域に降り立った、それぞれ初めての日本人だった。
1853年のマシュー・ペリーによる黒船来航を期に、日米両国は和親条約と修好通商条約を締結し、鎖国は撤廃される事となった。
日本からのアメリカ合衆国への移住は、主に経済的な動機によるものだった。日本の人口密度は、1872年は91.2人だったものから、1903年には119.3人にまで増加。これに伴い、労働者の失業率と生活環境は、悪化の一途を辿っていた。こうした経済状況の停滞を背景に、多くの日本人がより良い生活を求めて、国外へ新天地を求めるようになった。「理想郷」において、移住者達が相次いで成功を収めているという風聞は、アメリカへの移民の増加を後押しする事となった。特に、日本では長子相続の慣例が、根強く残っているという背景もあって、海外で大金を稼ぎ「故郷に錦を飾る」事を目的とした、農家の次男以下による移民が、増加するようになった。1870年の時点で、アメリカに居住している日本人は、僅か55名だったものの、1890年までに約2,000人が、新たに到着する事となった。
1882年に制定され、1902年に恒久的な措置となった『中国人排斥法』は、日本人が中国人に取って代わる「安価な労働力」としての需要を、高める要因となった。結果として、1901年から1908年にかけて、約12万7,000人の日本人が渡米する事となった。
特に、日露戦争後に起きた戦後恐慌の影響により、1907年には1年間当たり3万人もの日本人移民が、アメリカ本土へ渡った。彼等は、カリフォルニア州を中心とした西海岸へ居住するようになった。
出稼ぎ労働者以外にも、著しい経済発展を遂げるアメリカで、日本の近代化に役立たせる事の出来る知識や技術を習得する事を目的とした「書生」が、1881年頃から個人で西海岸へ渡航し始めた。1890年には、約4,000人の日本人書生が、主にサンフランシスコやオークランドに居住するようになった。ただ、その大半が所持金もないまま渡米した為、数人で「穴蔵同様の地下部屋」を借りて、労働の合間に勉学を続けるという、苦学生活を送っていた。また彼等は、同地でキリスト教系の「福音会」や自由民権運動派の「日本人愛国同盟」をはじめとする、宗教的・政治的な団体を創設した。
こうした書生達は、在米時に学んだ事や体験を活かして、帰国後には日本社会の各方面で活躍するようになった。一方で、アメリカに留まる道を選んだ者達は、総じて日系コミュニティにおける指導者となった。日本人の出稼ぎ労働者が、ハワイや西海岸に定住する覚悟を決めた際、アメリカの事情に精通し、英語に堪能な「居残り書生」が、日系コミュニティにおいて果たした役割は、非常に大きいと言える。

## 排日機運の高まり

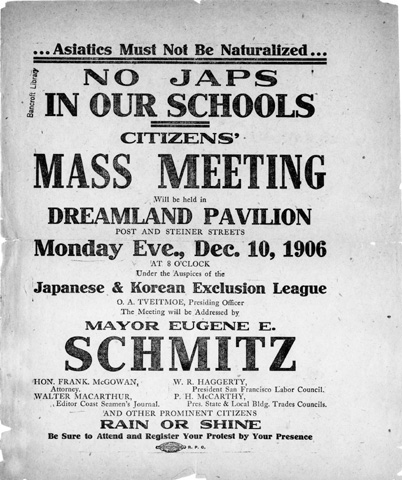
アジア排斥同盟が、サンフランシスコ市民に向け、日系人学童を地元公立学校から隔離させる事を、呼び掛ける為に配布したリーフレット

しかしながら、日本人移民を厳しく制限したアメリカの移民法は、法に基づいた同国における差別の歴史を象徴するものであった。日本人移民の数が増えるにつれ、農業分野において次々と成功を収める姿に対する反感と「黄禍論」の台頭が、嘗て中国人移民が直面したものと類似した、反日運動の高まりに繋がる事となった。
「アジア排斥同盟」とサンフランシスコ教育委員会からの圧力により、セオドア・ルーズベルト大統領は、1907年に「日米紳士協約」に関する交渉に取り組む事となった。これに伴い、日本国政府は、アメリカへの労働移民を目的とした日本国民には、パスポートを新規発行しない事に合意し、日本からアメリカへの新規移民を、事実上排除する事となった。同時に、アメリカ側は、
- 既に居住している日本人移民の存在を受け入れる。
- 日本人移民の妻・子供・両親の移民を許可する。
- 永住を目的としない、留学生やビジネス関係者の渡米を許可する。
- カリフォルニア州の学校における、日系人の子供に対する法的差別を回避する。

事などに同意した。
これに伴い、独身である日本人移民の男性が、アメリカにおいて家庭を築き、日系コミュニティを存続させる為には、写真・履歴書などを交換するだけで、実際には面識のないまま入籍し、ビザを取得するという法の抜け道を利用した「写真花嫁」に頼らざるを得なくなった。これにより、1908年から1920年にかけて、『「写真結婚婦人」呼び寄せ証明書』を発給された約2万人の日本人女性が、ハワイを含めたアメリカへ渡る事となった。
しかし、排日論者達はこうした「写真婚」を「愛と道徳に欠けた、野蛮・非文明的・反道徳的な習慣」と非難した。その為「写真花嫁」を呼び寄せようとする1世の男性達は、暫くすると必然的に、自ら日本に一時帰国し、結婚の手続きを行うようになった。
それに伴う形で、日本人移民の家庭に出生する、アメリカ市民権を持つ子供が増加。また、各種宗教施設・婦人会・日本語学校などが設立されるようになった事で、日系コミュニティの生活は拡大した。こうした背景を基に、1世達の間には、アメリカに定住する決意が、芽生える事となった。
因みに、アメリカの日系コミュニティにおける女性の比率は、1900年には4%だったものが、1910年には12.6%、1920年には34.5%、1930年には41.1%にまで上昇した。
1924年に連邦議会において『排日移民法』が可決された事で、写真花嫁を含めたアメリカへの日本人移民の送出は、事実上停止される事となった。

## 「日本人会」の取り組み

### 地方日本人会
日本人移民が、アメリカにおいて「安価な労働力」として歓迎されていた時期は、これといった排日問題は起こらなかった。しかし、日露戦争を境に、日本という国家がアメリカにとっての脅威と見なされるようになると、日本人移民は一転して、排斥の対象となった。こうした情勢に対処すべく、サンフランシスコの「在米日本人連合協議会」、ワシントン州の「ワシントン州日本人会」に代表される地方日本人会が、各地で多く結成された。
地方日本人会の主な業務としては、
- アメリカへの再入国や、親族の呼び寄せに必要となる、証明保証書類の作成
- 生活困窮者の救済
- 日本人の為の児童養護施設や日本語学校への補助
- 天長節奉祝行事の主催
- 日本人墓地の整備

など、日常生活に密着したものの他、
- 日本から著名人や帝国海軍の練習艦隊が来訪・寄港した際、大規模な歓迎会を催す。
- 独立記念日をはじめとした、国や州の祝祭日に、日米の友好親善をイメージした山車を曳き出す。

といった「良き“大日本帝国臣民”かつ“定住外国人”」であろうと心掛けるその姿勢を、日米両国に周知させる為の活動にも、取り組んでいた。
また、シアトルの「北米日本人会」は、1921年にはアメリカにおける初の2世組織となる「シアトル革新市民連盟」の発足を支援。この事が、2世グループによる連絡網の整備を促進しただけでなく、後に「日系アメリカ人市民同盟 (JACL)」が発足するきっかけともなった。

### 連絡日本人会
アメリカにおける太平洋沿岸地域の日本人会は、管内に住む日本人が、領事館に願い出る各種証明の保証を請け負うにあたって、互いに連絡を取る「連絡日本人会体制」を築いた。例えば、ワシントン州の地方日本人会は「米国北西部連絡日本人会」に属していたが、同連絡日本人会は、15の地方日本人会を束ねていた。
活動内容としては、第一には、現地の日本人が領事館に提出する各種書類の記載内容を、保証する事であった。大日本帝国憲法下において、在米日本人はあくまでも「大日本帝国臣民」であった。「日米紳士協約」に基づく厳しい出入国制限を行っていた日本国政府は、在米日本人への監視を怠らなかった。その為、在米日本人は、移民として渡米する事が叶っても、
- 在留証明書 - 徴兵猶予を願い出る際、または日本に一時帰国し、アメリカへ再入国する際に必要。
- 身分証明書 - 家族を日本から呼び寄せるに際して、身分確実である事を示す。
- 営業証明書 - 家族を呼び寄せる、または一時帰国後に再渡米する際に、願書の住所に居住し、それ相応の事業に従事している事を証明する。

などを、必要に応じて領事館から受ける事が、義務付けられていた。こうした証明書の発行に際して、領事館は記載事項における真偽の確認を、地方日本人会と連絡日本人会に委ねた。これが、日本人会による証明保証制度である。日本人会は、申請者の記載事項に誤り無しと保証する事で、当人が領事館の査定にかなう人物である事を担保。その見返りとして、手数料を徴収した。手数料による収入は、日本人会財政の約70%にまで達し、主要な財源となっていた。こうした制度も、1926年3月を以て廃止される事となった。
第二には、帰化訴訟委員会・米化委員会・教育調査委員会などの専門委員会を設置し、日系コミュニティを取り巻く各種問題への対処にあたった事が挙げられる。帰化訴訟委員会は、上部組織である「太平洋沿岸日本人会協議会」による、小沢孝雄の帰化権訴訟を支援する決議を踏まえ、設置されたものだった。鈴木音高委員長のもと、在米日本人のアメリカにおける法的地位の向上を目指した取り組みにあたった。米化委員会は、アメリカニズムというアメリカの国家主義に対応すべく設置されたものだった。アメリカ社会の文化・価値観・習慣に適応し、それらを主体的に受容する事で、自己の変革を図っていこうとする運動を進めた。1921年に、ワシントン州において外国人土地法が成立すると、その違憲性を訴える訴訟活動を展開した。教育調査委員会については、後述を参照されたし。

### 太平洋沿岸日本人会協議会
1914年には、カナダからカリフォルニア南部に至る沿岸地域における各連絡団体を結集させる協議機関として「太平洋沿岸日本人会協議会」が発足した。
主な活動内容としては、アメリカに対するものとしては、上述した通り、小沢孝雄の帰化権訴訟への支援であった。日本に対するものとしては、アメリカに居住する「大日本帝国臣民」の法的地位の改善と保護を訴えたものが多かった。特に、アメリカで生まれた2世の日米二重国籍状態を解決する為の、当時の日本における国籍法の改正運動が、その代表例と言える。この運動は、2世は徴兵義務に関わりなく、本人の意思により、自由に日本国籍を放棄・離脱できるようにと、同法の一部改正を目指したものだった。1924年の衆議院選挙にあたっては、自身達の運動に賛同してくれる代議士を送り出すべく、数千枚の応援ビラをアメリカ西海岸から日本に送り届けるなど、地方日本人会→連絡団体→協議会→日本という、移民ネットワークを駆使したロビー活動を展開した。
こうした取り組みが功を奏し、同年11月に国籍法は「海外でも、生後14日以内に内務大臣（あるいは日本国政府の現地出先機関）に届け出なければ、日本国籍は有しない」とされたうえ「14歳未満の2世は両親か保護者代理が、15歳以上の2世は自らが（国籍の放棄に関する）手続きを出来る」ように改正。2世は自らを「“完全なアメリカ人”である」と言い切れる、法的な根拠を得る事となった。
この協議会も、小沢訴訟での敗訴が確定した事と、日本の国籍法改正という目標を達成した事で、その役割を終了。1929年のJACL発足に伴い、発展的解消を遂げる事となった。

## 「出稼ぎ」から「定住」へのシフト

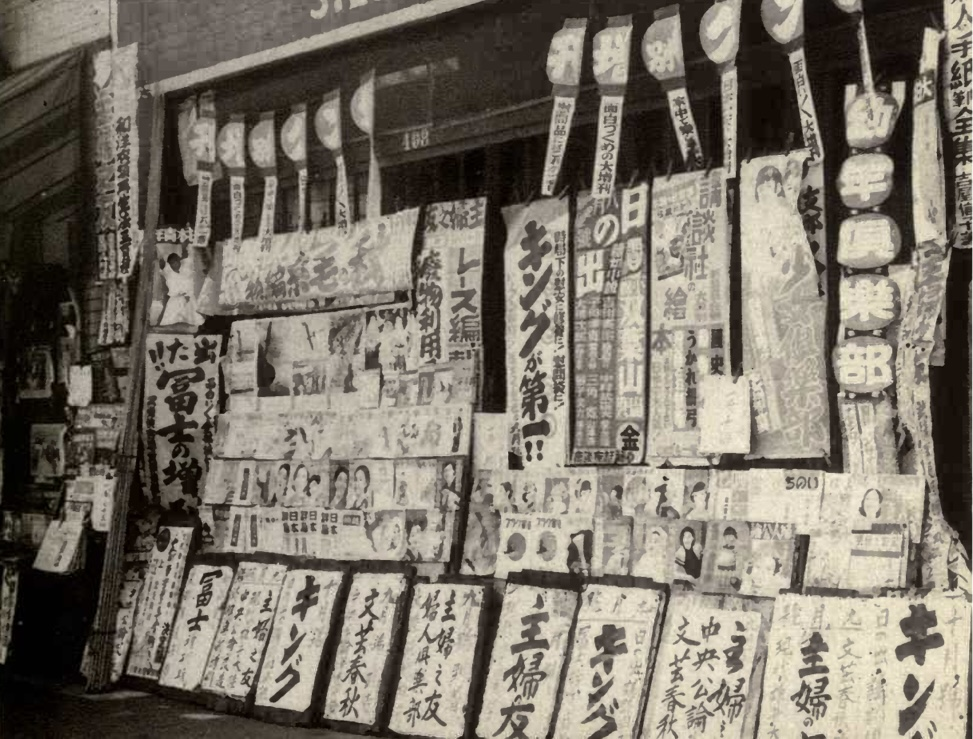
戦前のリトル・トーキョーで、とある商店の軒先を写した一枚

上述したような、アメリカ国内における排日感情が高まり始めた情勢の中でも、当初は帰国を前提とした「出稼ぎ」を想定していた日本人移民の多くが、徐々に「定住」を想定した経済的・家庭的基盤を作る事に努めるようになった。こうした背景には、
1. 日本の農村部における経済事情が、渡米の前と後とでは、大きく変化した。日本人移民達が、当初アメリカで稼ぐ事を想定していた貯蓄額では、仮に帰国が叶っても、渡米前に望んでいた自身や家族の生活向上には「焼け石に水」の状態となった。これにより、目標達成の為に、滞在の延長を余儀なくされた。
2. 日露戦争での戦勝に伴い、日本が「列強」の仲間入りを果たし、近代化を成功させた、と自負するようになった。これにより、日本人移民達の多くは、黄禍論に基づく日本人への人種差別を、そのまま聞き入れる事は、屈辱であると捉えた。加えて、上述した小沢訴訟での敗訴により、日本人は「帰化不能外国人」と認定された事で、「在米日本人」という新たなアイデンティティを獲得。逆境の中でも、敢えてアメリカに根を下ろす事を決意した。
3. アメリカ市民権を持つ子供が生まれ、その子供達がアメリカの地で生きる事を望み、ここをおいて自分達の居場所は無いのでは、といった思いが募るようになった。

事などが挙げられる。
ここに至って、「手段」であったアメリカでの生活は、それ自体が長期的視野に立って、生活を維持していくという、一つの「目標」へと様変わりする事となった。
例えば、日本郵船が定期航路を開設していたシアトルでは、1930年代までに全人口368,583人のうち、日系人の人口は8,448人に達し、住民を各々が自認する出身国ごとに区分した場合、非白人としては最大、白人を含めても4番目に多い民族集団であった。第二次世界大戦前の時点で、シアトルの日本町は、北米西海岸では、ロサンゼルスのリトル・トーキョーに次ぐ日本人街であった。
日本人移民による在米への指向が、「出稼ぎ」から「定住」へシフトするにつれ、日系コミュニティにおいて世代による明確なグループが形成されるようになった。排日移民法が施行される以前は、主に日本で生まれ育ち、移民として渡米した「1世」と、その1世を親に持ち、アメリカで生まれた「2世」が存在した。1世と2世は、子供時代に日米のどちらで学校教育を受けたか、といった事などに起因する母語や価値観の違い、アメリカ市民権の有無などの面で、世間一般で言われるジェネレーションギャップ以上の相違に、苛まれる事となった。そして、異人種間結婚禁止法の存在といった法的側面や、人種差別の風潮から、成人した2世の多くが、同胞同士で結婚した事により、生粋のアメリカ人としての「3世」が誕生するようになった。

## 日本語教育への取り組み
黎明期の在米日本人移民社会では、未成年者は出生地が日本かアメリカかを問わず、居住地の公立学校に通うのが通例であった。しかし、20世紀に入ると、当時まだ永住目的を持っていなかった日本人の子供達の教育に関して、人種事情・言語・生活習慣が異なる異国の地において、初等教育を現地のそれに一任する事への懸念の声が、親世代から挙がるようになった。その結果、1902年にシアトルで、北米では初となる日本語学校となる「シアトル日本人会付属小学校」が開校。1907年には「シアトル国語学校」と改称した。こうして、在シアトル日本人移民の子供達の多くが、平日は日中にアメリカ人の育成を目的とする現地の公立小学校、放課後は日本的精神の涵養を目的とする国語学校に通うといった、二重のナショナリズム教育を受けさせられる、過酷な生活を送る事となった。
当初国語学校では、国語と地理歴史においては、日本の国定教科書が使用されていた。しかし、アメリカ国内の排日機運の高まりを受け、連絡日本人会の教育調査委員会は、国定教科書に代わる独自の教科書を編纂する事を決定。ワシントン州では、1921年から全8巻に及ぶ『日本語読本』を使用するようになった。同書の特徴は、アメリカで生活する子供達の感覚に合わせた教材を、多く取り入れた事だった。例えば、金額を表記する場合は“弗（ドル）”・“仙（セント）”の単位、手紙文に関しては、日本に住む祖父母へ、アメリカの近況を知らせるものが、それぞれ用いられていた。歴史上の人物に関しては、フランクリンやナイチンゲール、ナポレオンなどが取り上げられるなど、日本主義的なものは極力控えられていた。
その後、日本の文部省が仮名遣いと常用漢字の改訂を進めた事を受けて、1928年にワシントン州では、『日本語読本』の改訂版が編纂された。こうした、日本人移民による教科書作りから見えてくる事は、
- 祖国である日本から「棄民」の烙印を押されまいと、常にその動向を見据え、敏感かつ積極的に対応しながら、アメリカの地で生き抜いていこうとした生き様。
- アメリカの教育に適応しつつ、第二言語として日本語を学んでいた2世の負担を軽減し、学習意欲を継続させたい。また、彼等を「忠実なアメリカ市民」に育て上げ、アメリカ社会にもその事を認知させたい、という思い。

を体現したものであったと言える。
しかし、戦後になり、日系コミュニティが、アメリカで生まれ育ち、白人社会への同化が進んだ2~3世の世代になると、日本は自分達の故郷ではなく、アイデンティティの拠り所として意識する事も無くなった。その為、日本語で子供達とコミュニケーションを取っていた1世とは異なり、英語本意で育った2世は、3世となる我が子達に、日本語教育を施す事は、殆ど無かった。こうした時代の流れから、1950年代に入ると、戦前の日本語学校の姿は、完全に失われる事となった。

## 第一次産業への関わり

### 農業分野への貢献

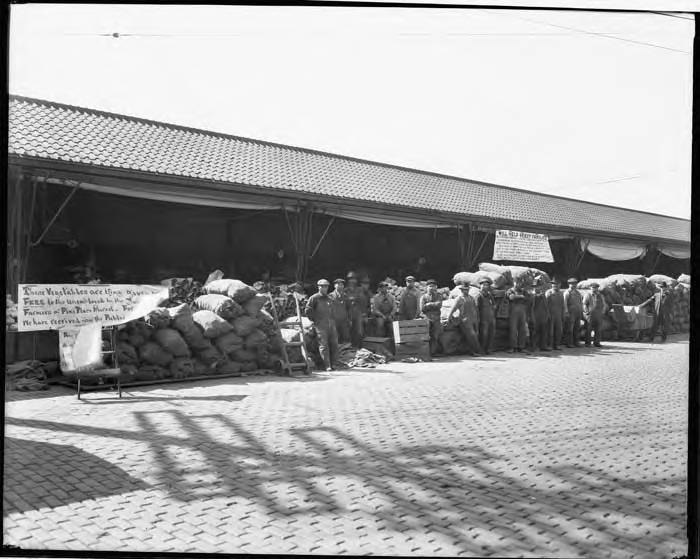
シアトルで、地元の貧困層へ向け、無償で野菜を配布する日本人農民（1922年撮影）

アメリカに渡った日本人農民達は、土壌・肥料・開墾・灌漑・排水といった、栽培に関する高度な知識と技術を持ち込んだ事により、同国の西海岸地域における農業の発展に、多大な貢献をもたらした。
ヨーロッパ系の入植者と同様に、大部分が若い成人男性であった1世は、より良い生活を求めてアメリカに移住した。その大半は、西海岸に定住し、鉄道施設・製材所・缶詰工場・農場などで働くようになった。そして、アメリカでの生活にも慣れ、ある程度の貯蓄が出来ると、その多くが州内の郊外都市に移り住み、白人地主から土地を借りる形で、農業を始めるようになった。
しかし期待とは裏腹に、1世達は政治・経済・社会のあらゆる面で、差別に晒される事となった。農業に従事する者達の場合は、外国人土地法によって、日本人は土地を所有できず、借用も3年以内に制限された。出生地主義に基づき、アメリカ市民権を持つ子供の名義を用い、土地を購入するといった、法の抜け道を利用する者もいた。しかし、こうした方法も、アジア系移民の排斥を目的とした各法により、制限される事となった。
土地の所有が困難な日本人移民は、主に花・果物・セロリ・ジャガイモ・タマネギ・カブ・レタス・キャベツといった、短期間で収穫できるものを栽培するようになった。例えばガーデナは、南カリフォルニアにおけるイチゴの一大産地として知られるようになった。1906年に、ロサンゼルス近郊の日系人農家は、新しい技術・労働力・設備などを共有する為の協会を創設し、1910年には「ロサンゼルス地域の中で、1エーカー当たり最高の収穫高」を誇るようになった。

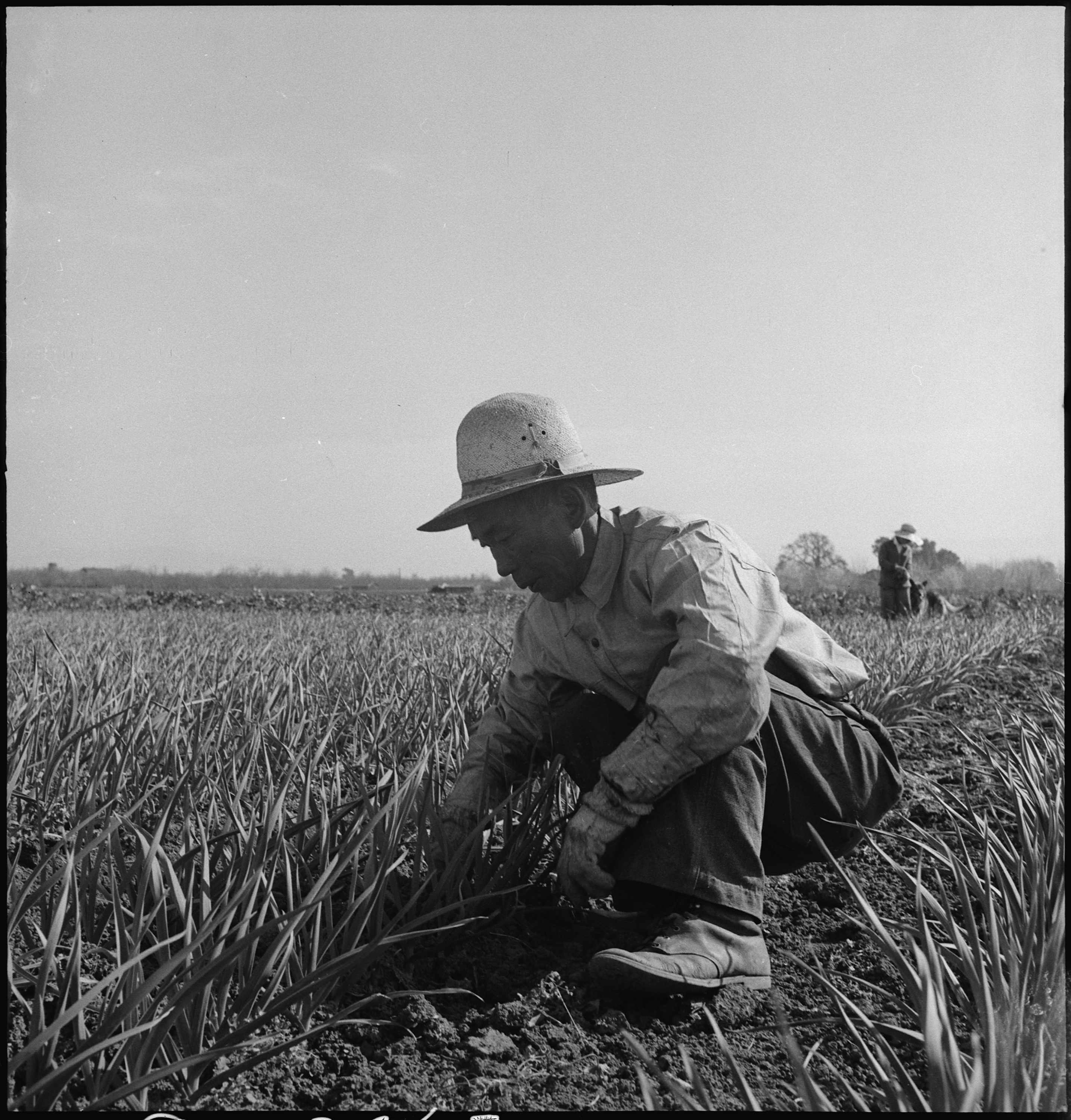
ニンニク畑で除草作業を行う日本人農民（1942年3月30日、ドロシア・ラング撮影）

このように、それまで荒れ地だった土地を、豊かな農地へと変貌させる事に成功した要因としては、上述した栽培に関する高度な知識と技術だけではなく、自然との共生・勤勉・チームワークを尊重する、日本人の気質も大きかったと言える。中には、資金を出し合って土地をリースする事で、小作農へと移行する者もいた。また、労働力を配分し、地主に支払う地代の集金や、労働者への賃金の分配を担当する組織もあった。こうした仕組みは、地主にとっても都合が良く、土地を所有しない日本人にも、農場経営者になる道が開かれる事となった。
1900年の時点では、カリフォルニア州で日本人が経営する農場は37園しかなかった。だが1910年には、同州で働く日系農家は、1816軒にまで増加した。1941年になると、日本人移民と日系人は「カリフォルニア州で栽培される商用作物の、30~35%を生産する」程の成功を収めるようになった。

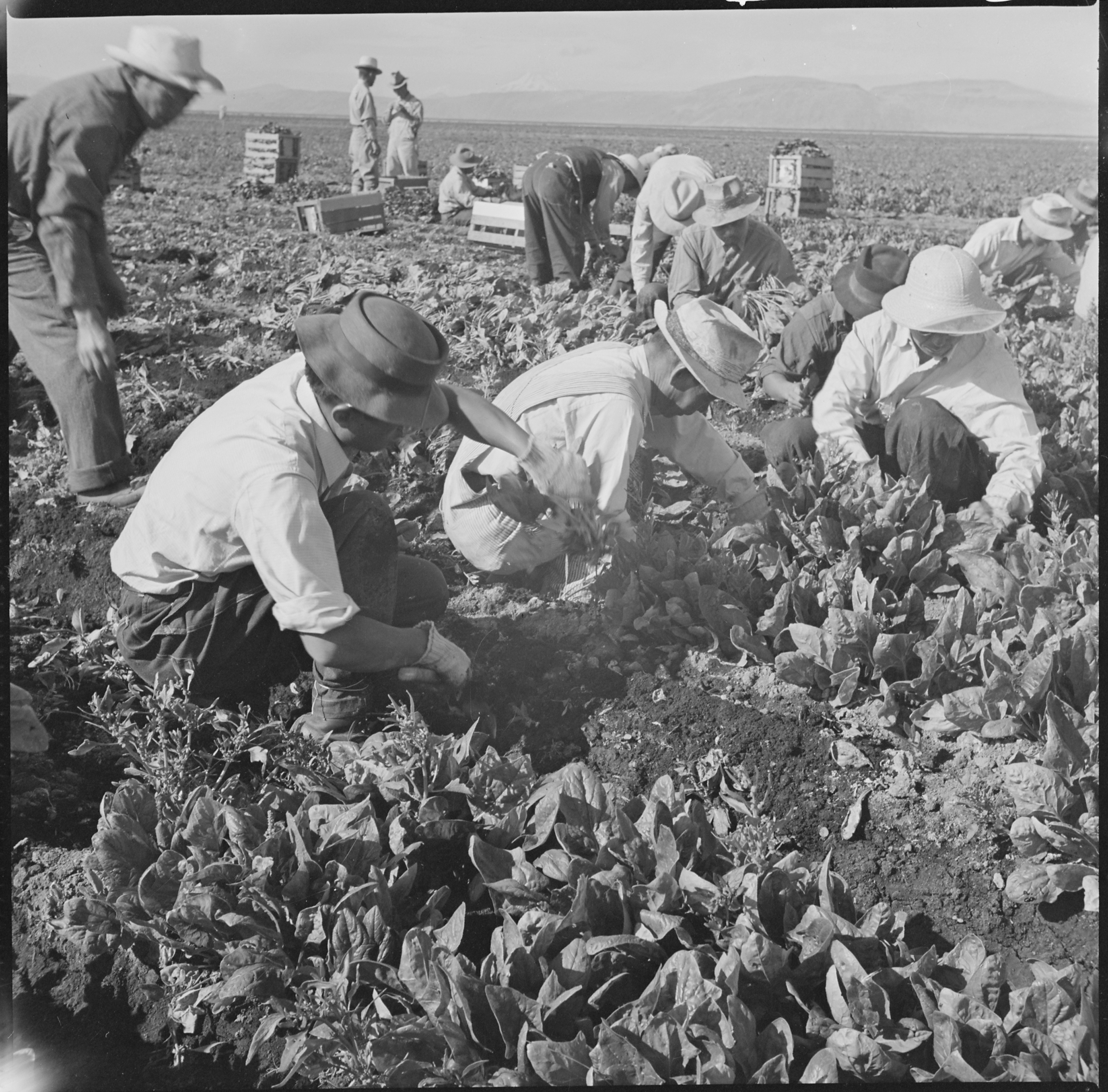
トゥーリーレイク収容所内の農場で、ホウレンソウの収穫に勤しむ日系人達（1942年9月8日撮影）

ところが、太平洋戦争の開戦に伴い、1942年に実施された、日系人に対する強制収容（後述参照）に伴い、多くの人々がそれまでの事業と農場を失う事となった。それでも、日系人にとっての農業は、収容所においても、強いアイデンティティとしての機能を発揮する事となった。収容所での農業プログラムは、収容者による消費を前提とした食料を、生産する為に設けられた。また、戦争遂行の為の「戦時作物」の栽培という、副次的な目的もあった。収容所は、総じて砂漠の中の荒涼とした場所に置かれていた。その為、農業を始めるにあたっては、過酷な気候条件をはじめとして、多くの課題に直面する事となった。しかし、1世達による長年の経験に基づいた熟練のノウハウは、そうした困難を物ともせず、収容所における農業への取り組みは、押し並べて成功を収める事となった。
こうした背景もあって、当時の収容者達が育てた農地の一部は、戦後敢えて元の居住地に帰還せず、収容所の近郊に居住する事を選択した者達も含めた地元住民によって、現在でも活用され続けている。無論、西海岸に帰還した日系人農業従事者とその子孫達も、各州の農業において、今尚重要な役割を果たしている。

### カリフォルニア州における漁業コミュニティの形成と崩壊
アメリカにおける日本人移民による漁業への従事は、1892年にカリフォルニア州のモントレー湾から始まった。
これ以降、同州で日本人労働者の斡旋や開墾の請負などに携わっていた、佐賀県出身の野田音三郎が、1895年に同湾が豊かなアワビの漁場である事に気付き、和歌山県出身の漁師を集め、小さな漁村を創った。そのうえで野田は、日本の農商務省に、技術者の派遣を要請する手紙を送ったところ、1897年12月に、千葉県から大日本水産伝習所（現：東京海洋大学）を卒業した技術者である小谷仲治郎と、3人の男性海人が渡米。仲治郎は、先に渡米していた兄・源之助と同地の地主であるA・M・アレンの3名で、1902年に湾の南部にあるポイントロボスで、アワビ缶詰会社を創業。仲治郎自身は、1906年に帰国したものの、以降も南房総の漁業従事者を、アメリカへ送り続けた。
しかし、缶詰会社の事業は、日露戦争において日本が勝利した事で、アメリカ国内で反日感情が高まった事により、1915年にカリフォルニア州外へ、全てのアワビ製品を持ち出す事が禁じられる事となった。しかし、ドイツ系移民のポップ・アーネストが、アワビステーキを開発した事で、当時の牛肉不足も相まって、アワビ料理が同州に定着。同社は、事業を継続する事が叶った。
結果として、モントレー湾の漁業は、長らく日本人移民が独占するようになった。1930年代半ばには、日本人所有の魚市場やアワビ加工施設が、モントレー埠頭における事業の8割を占めるまでに至った。

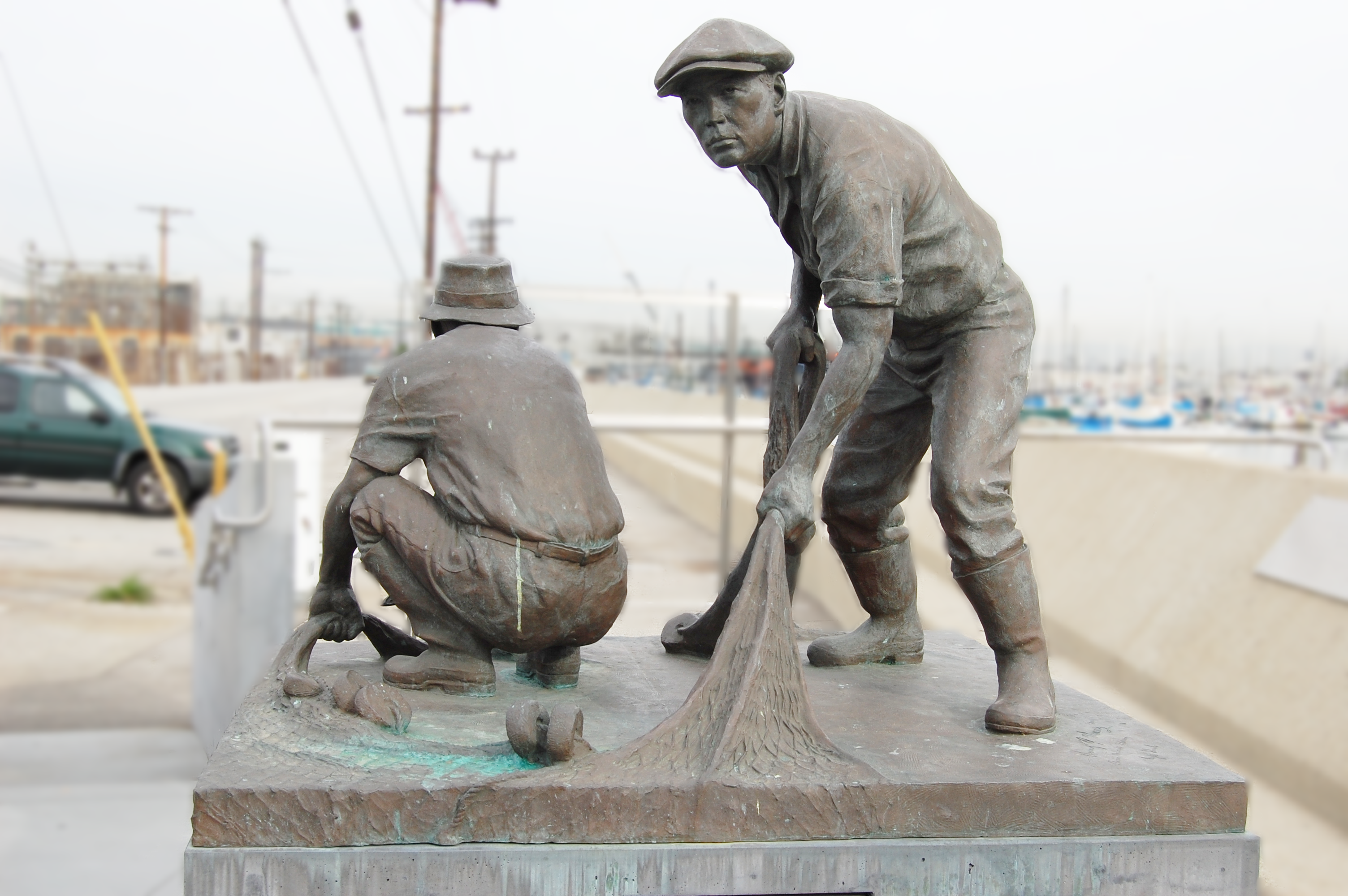
ターミナル・アイランドにおける記念碑。画像では確認できないが、神額に「大漁」と刻まれている鳥居のレプリカと、巽幸雄による「沖は黒潮 魚もおどる 父母の辛苦を 偲びつヽ 永遠に称えん いにしえの里」という和歌が記されているガラス製の歌碑も、並び建てられている。

また、同じカリフォルニア州のロサンゼルス郡にある人工島であるターミナル・アイランドでも、和歌山県出身者を主とした日本人移民による漁業コミュニティが、1906年頃から形成されるようになった。戦前の最盛期には、約3,500人にも及ぶ漁師や缶詰工場の従業員と、その家族が居住する、アメリカ国内でも最大の日系漁村にまで発展した。
ターミナル・アイランドは、地理的に孤立している事もあって、各種商店や飲食店が軒を並べるようになり、島内で全ての事が足りていたという。また、住民の殆どが日本人移民の家族であった事から、同島で生まれた子供達は、英語と親達が話す紀州弁が合わさった「ターミナル弁」と呼ばれる、島独自のピジン言語で会話をしていた。
しかし、太平洋戦争が開戦すると、前述した通り、日系漁村の住民達は、収容所へ送致される事となった。特にターミナル・アイランドでは、海軍の乾ドックに程近い場所だった事もあり、1942年2月9日には1世の男性全員が、FBIに逮捕された。その10日後に『大統領令9066号』が発令されると、残る全ての日系人も、48時間以内に退去させられる事となった。また、残された施設の全ては、当局によって撤去・破壊された。その為、戦後に収容所から解放された元漁師達は、庭師をはじめとする他業種への転職を余儀なくされ、カリフォルニア州における日系漁業コミュニティが、その後再建される事は無かった。
1994年になると、小谷兄弟が嘗てアワビ事業を始めたポイントロボスの居住跡地が、「コダニ・ビレッジ」と命名され、アメリカにおいて日本人の名前に由来する、唯一の州立公園となった。ターミナル・アイランドでも、2人の日本人漁師を象った記念碑が、2002年に建立された。

## 強制収容の実施

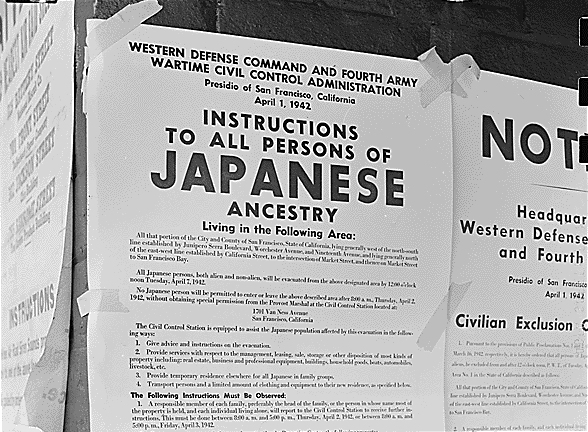
日系人をサンフランシスコから追い出す旨の公報（1942年4月1日撮影）

太平洋戦争（大東亜戦争）の開戦に伴い、フランクリン・ルーズベルト大統領は、1942年2月19日に『大統領令9066号』へ署名。これにより、西海岸に居住する約12万人の日本人移民・日系人は、1人当たりに各々が両手で抱えられる荷物の所持だけが許可された以外は、それまでに築いた財産の大部分を放棄せざるを得なくされたうえで、国内10ヶ所に設置された収容所に抑留される事となった。
日系人に対する抑留は、アメリカ市民権を持つ2~3世の子供までが対象となるなど、個々人の政治的な思想や活動ではなく、明らかに人種差別に基づくものだった。こうした、連邦政府による日系人達に対する措置に、実施前後の時点で、明確に反対の声を挙げていたのは、公職の立場からは、FBI長官のJ・エドガー・フーヴァーやコロラド州知事のラルフ・L・カー、戦後駐日大使となるエドウィン・O・ライシャワー、私人の立場でも、全米黒人地位向上協会や全米ユダヤ女性評議会、黒人ジャーナリストのジョージ・スカイラーなど、極少数だった。特にスカイラーは、『大統領令9066号』の発令に際して、黒人向け週刊紙『ピッツバーグ・クーリエ』の紙面で、
| 政府が日系人に対して、このような真似が出来るのであれば、全てのアメリカ国民が、同じ目に遭わされる可能性がある事になる筈だ。彼等の闘いは、我々の闘いでもある。 |

と警告した。
収容所の敷地は、鉄条網で包囲されているうえ、武装した兵士が、監視塔から常に目を光らせながら、収容者へ向けて銃口を向けているような環境だった。そうした中でも、日系人達は気力を奮い起こし、殺風景な景観の改善と砂塵の防止を兼ねて、植栽に取り掛かっただけでなく、野菜の栽培も始めるなど、居住環境の整備に着手した。戦時転住局は、収容所内に売店を設け、缶詰・新聞・反物などを売った。その収益は、所内の住民達に還元され、様々な活動予算に充てられた。他にも、市民保全部隊が放出した衣類が配分され、ダルマストーブも各居所に設置された。
収容所内の設備が整ってくると、日系人達は自治会を設置するようになった。そのうえで、責任者を選出し、タウンミーティングを適時開催するなどして、機能する社会を収容所内で作り上げた。収容所内の日系人達は、学童を除く全員が労働に従事し、月に12~19ドルの報酬を得た。やがて男性達は、その大半が外出許可証を手に、現行レートの賃金を得るべく、極度の労働力不足に悩む近場の農場へ、働きに行くようになった。また、様々な教育コースを運用したほか、1世の中には、暇に任せて絵画・俳句・詩吟・日本舞踊などの趣味サークルを立ち上げ、レクリエーションに興じる者も多かった。
また、収容所では周囲が日系人ばかりだった事もあって、戦後には「初めて、周囲からの差別を気にせず生活できた。精神的にここまで楽な生活は、それまで経験した事が無かった」と証言する元収容者も、少なくなかった。特に、戦前は毎日寝る間も無く働いていた1世達は、押し並べて「3年間仕事もせずに、食べさせてもらって、あんなに楽な時期は無かった」と述懐したという。マンザナー収容所では、有志者の手によって、枯山水の日本庭園まで造り上げられた、との記録も残っている。

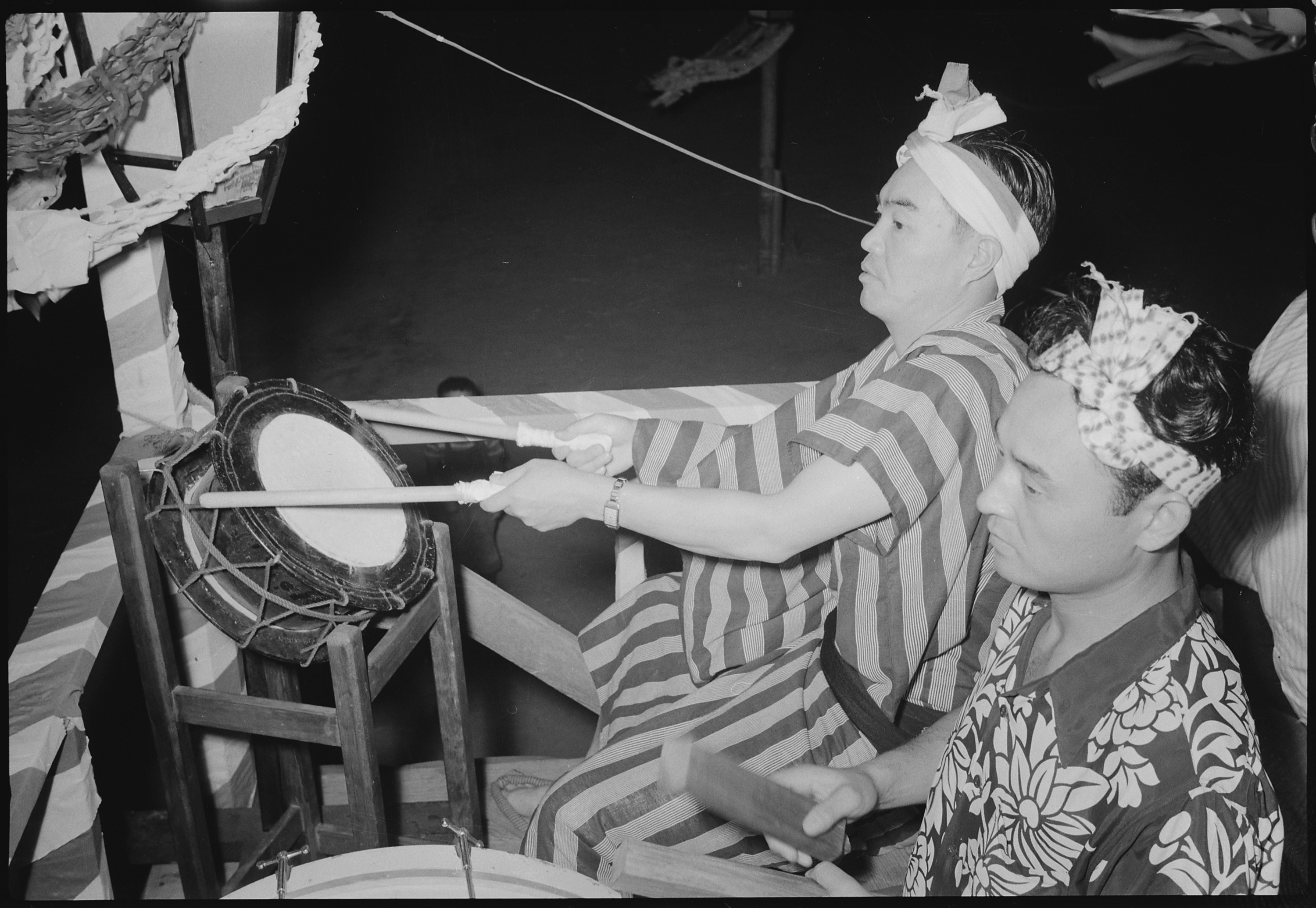
アマチ収容所の盆踊り大会で、太鼓を叩く日系人達（1943年8月14日撮影）

そうした中で、1942年4月にカリフォルニア州陸運局を解雇された遠藤美津江が、JACLとジェームズ・パーセル弁護士の支援を受け、陸軍の違法な拘留により、就労する権利を奪われたとして、同年7月12日に北カリフォルニア地区連邦裁判所へ、人身保護令状を請求した。この請求は棄却されたものの、連邦最高裁に上告され、1944年10月に審議が開始された。同年12月18日に、連邦最高裁は「忠誠な市民の身体を拘束しておく事は、憲法違反である」として、遠藤の主張を全会一致で認めた（エンドウ事件）。
これにより、収容所に抑留されている日系人達は、1945年1月2日より、申請した行き先への片道切符と、1人当たり25ドルを渡されたうえで、順次解放され、全米各地で生活の再建を図る事となった。

## 第二次世界大戦への従軍

### 日系人部隊

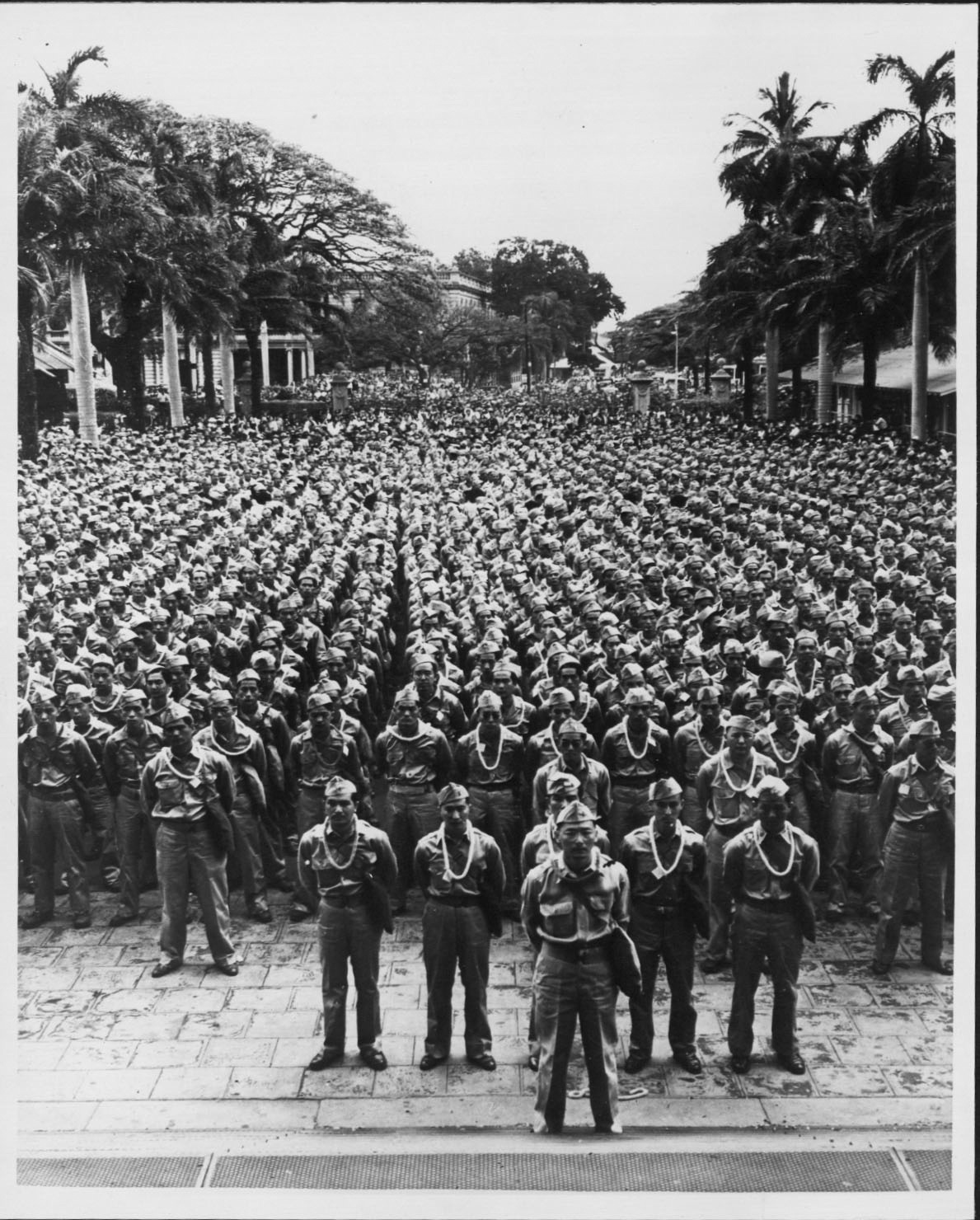
ハワイ全域から集まった2,686名の志願兵の為に、イオラニ宮殿前で行われた壮行会「アロハセレモニー」の様子（1943年3月28日撮影）

日本軍による真珠湾攻撃がなされた12月7日の午後に、ハワイ準州防衛隊に所属する日系人兵士達が、海岸の警備・瓦礫の撤去・献血・負傷者の救援などの活動を開始した。しかし、非日系人の間における、日系人に対する不忠誠の嫌疑は、日増しに高まる事となった。1942年1月19日には、ハワイ大学において予備役将校訓練課程 (ROTC) を受けていた317名の日系人学生を含めた、約2,000人の日系兵が「4-C（徴兵不可の外国人）」という、軍から受け入れを拒否される最低の徴兵資格に落とされ、何の説明もないまま、除隊させられる事となった。
それでも、除隊させられた2世達は、デロス・エモンズ中将に、祖国への奉仕を熱望する旨の嘆願書を送付した。これを受けて、1942年2月25日に「大学勝利奉仕団 (VVV)」が編成される事となった。同年6月5日には、第一陣となる1,432名の日系兵が、ハワイを出発。6月12日にカリフォルニア州オークランドに到着した事に伴い、「第100歩兵大隊」が創設された。

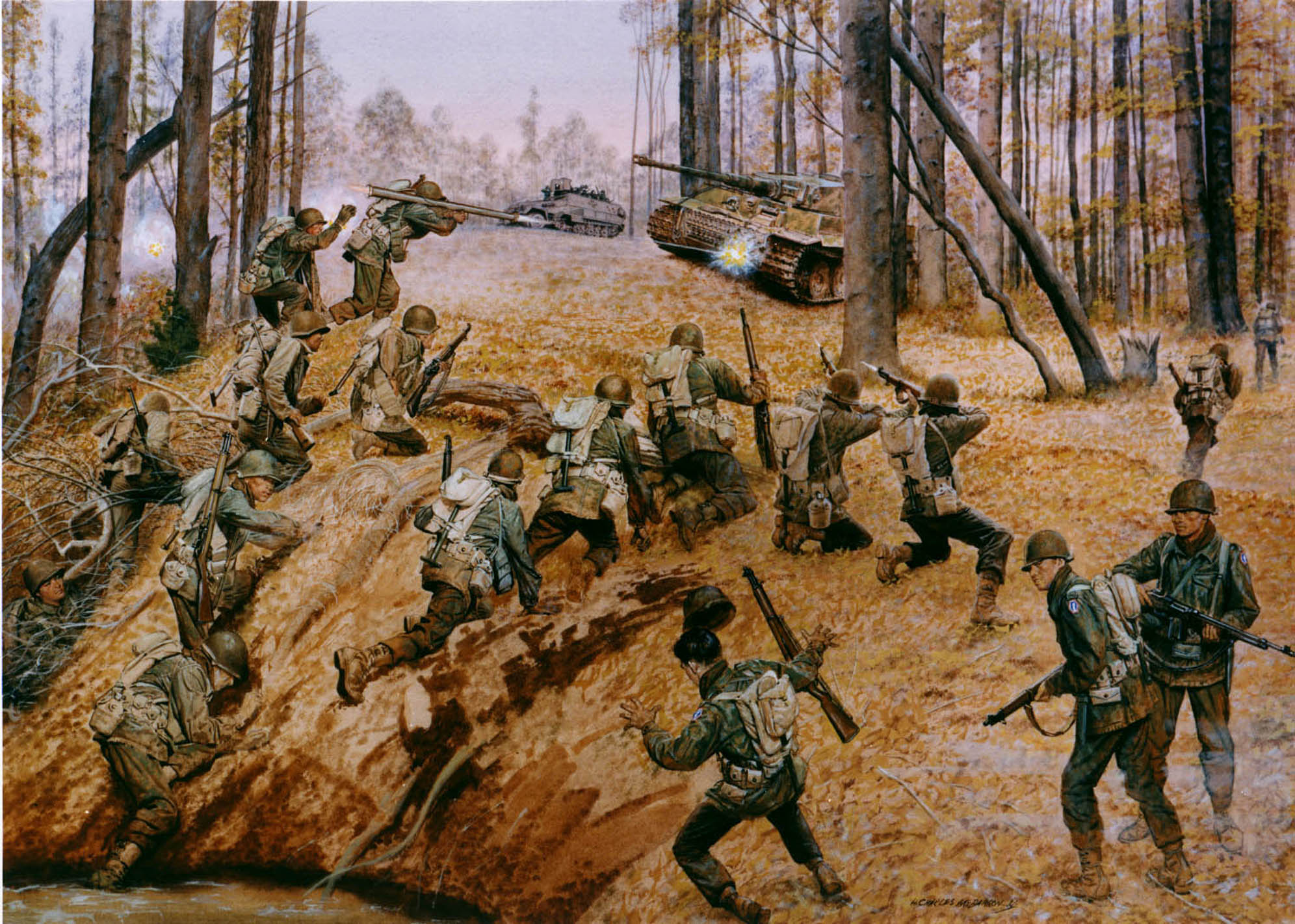
ヴォージュ山脈で敢行された「失われた大隊」救出作戦にて、ドイツ陸軍と交戦する442連隊の様子を描いた絵画

1943年1月28日には、本土の収容所からも志願を募る方針を掲げた「第442連隊戦闘団」が、編成される事が発表された。当初、収容所の日系人から志願兵を募集する事は、ドワイト・D・アイゼンハワー連合国遠征軍最高司令官によって反対されたものの、最終的にはマーク・W・クラーク中将が司令官を務める第5軍が、その指揮を引き受ける事となった。ヨーロッパに到着してから2週間後の1944年6月26日に、100大隊を編入した442連隊は、「失われた大隊」の救出作戦だけでなく、隷下の第522野戦砲兵大隊が、ダッハウ強制収容所の解放を成功させた事をはじめとして、ヨーロッパ西部戦線において獅子奮迅の活躍を見せた。
結果として442連隊は、兵士個人では、
- 名誉勲章：21
- 殊勲十字章：29

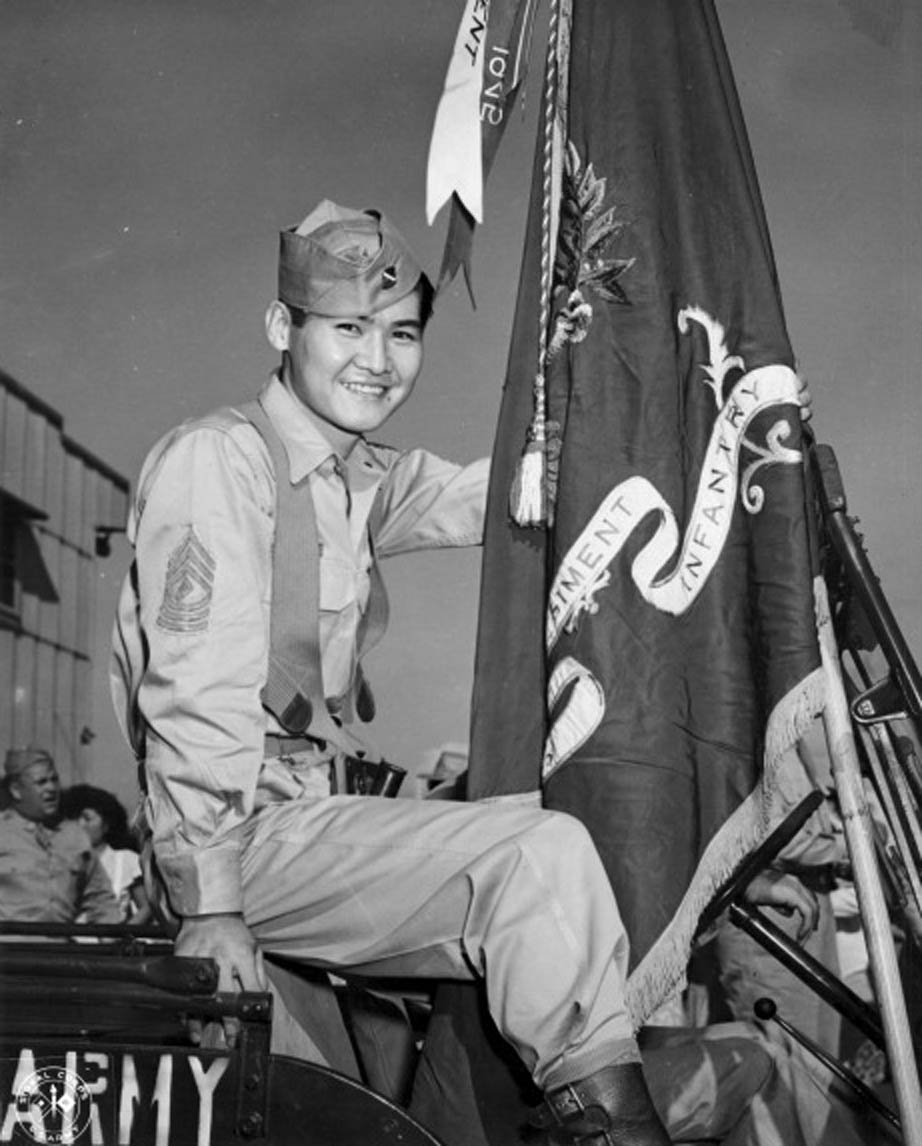
故郷のハワイで、442連隊旗と大統領部隊感状を掲げる針本トーマス進1等軍曹

- 銀星章：560（それとは別に、複数回獲得を表す樫葉章（英語版）付きが28）
- 勲功章：22
- 軍人褒章：15
- 青銅星章：約4,000（それとは別に、樫葉章付きが約1,200）
- 航空勲章：1[注釈 6]
- 名誉戦傷章：9,486
- 陸軍表彰勲章（英語版）：36
- 戦争十字章 (フランス)（英語版）：約100
- 戦功十字章 (イタリア)（英語版）：2
- 武功青銅勲章 (イタリア)（英語版）：2

を獲得。部隊としても、
- アメリカ合衆国大統領部隊感状：7枚
- 功労部隊表彰（英語版）：2回

を授与され、225日という実質戦闘期間と規模に比して、アメリカ史上最も多くの勲章を授与された部隊の栄誉に輝いた。同時に、戦死者が860名、行方不明者が67名、重傷・身体障害を負った者が約1,700人、累積戦死傷率314%を記録し、全米軍部隊中、最も損害を受けた部隊としても、記憶される事となった。
また、442連隊の奮戦ぶりは、在ドイツ日本国大使館の耳にも届いていた。井上ダニエル建元大尉の証言によると、終戦直後に発見された機密文書には、大戦中に駐独特命全権大使を務めていた大島浩帝国陸軍中将は、ドイツ政府に対して、1人でも日系2世の兵士を捕虜として拘束した場合、ベルリンまで連行して面会させるように要請していた、と記述されていたという。

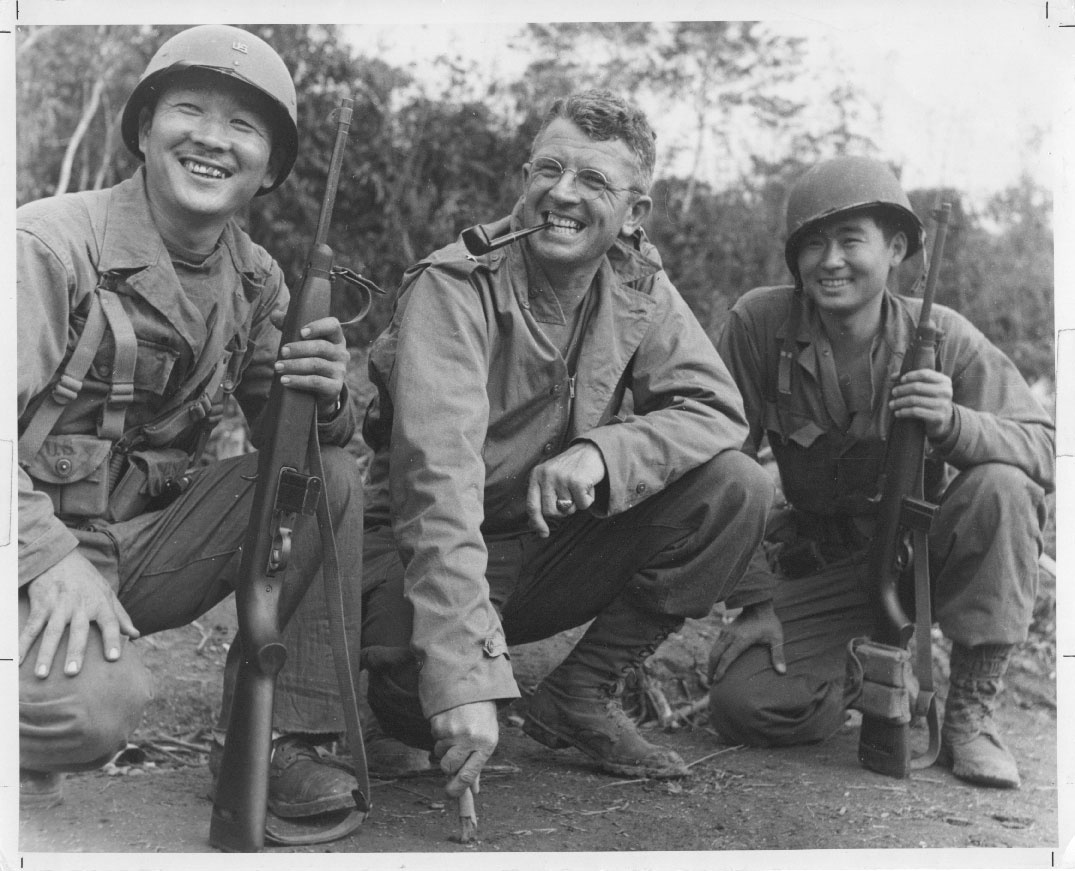
ビルマ戦線のジャングルにおいて、宮崎ハーバート吉喜（左）と吉村秋治（右）の両技術軍曹と共に、束の間の休息を取るフランク・メリル准将（1944年5月1日撮影）

幼少期に、日本で教育を受けた「帰米2世」の多くは、主に「陸軍情報部 (MIS)」に所属し、太平洋戦線において戦略的・戦術的情報の収集・分析へ従事した。陸軍航空軍 (USAAF) へ出向した者も多く、爆撃作戦において、日本軍による通信の傍受と、その翻訳にあたった。著名な作戦事例としては、セブ島の抗日ゲリラが、福留繁連合艦隊参謀長から奪取した「新Z号作戦」の計画書を翻訳。帝国海軍が航空母艦の大半を失う事となった、マリアナ沖海戦やレイテ沖海戦での勝利に貢献した。他にも、海軍情報局 (ONI) へ派遣されていたMISの無線通信士は、山本五十六連合艦隊司令長官が前線視察に赴く旨の暗号電文を傍受。山本が搭乗していた一式陸上攻撃機を、ブーゲンビル島上空で待ち構えていたUSAAFのP-38ライトニング16機により、撃墜させる事に成功した。
ドイツ降伏後には、442連隊から4名の将校と194名の下士官・兵卒が、MISへの転属を申し出て、語学兵として太平洋戦線へ向かった。中でも、「陸軍情報部日本語学校 (MISLS)」で教育を受けた経験のある十数名は、戦略情報局 (OSS) に抜擢。インド・ビルマ戦線において、秘密作戦・翻訳・尋問・シギントなどに従事した。他にも、比嘉トーマス太郎上等兵をはじめとした、幼少期を沖縄県で過ごした為、英語・日本語・沖縄語を話す事の出来た、442連隊で兵卒だった者を中心とした170名の非MIS隊員も、通訳兵として沖縄戦に従軍した。終戦を迎えると、メンバーの多くが「連合国軍最高司令官総司令部 (GHQ)」の一員として連合国軍占領下の日本へ渡り、復興支援にあたる事となった。
前線には赴かず、国内でのみ任務を遂行した部隊としては、1944年4月26日にハワイ準州で編成された「第1399建設工兵大隊」が挙げられる。同部隊は、悪路や敵の障害物を模したものを含めた、ジャングルを想定した訓練施設をはじめとして、B-17専用の飛行場・大砲・弾薬貯蔵庫の建設にあたったほか、塹壕の掘削、道路や橋の修理、採石場での採掘といった、準州内のインフラに関するあらゆる日常業務に従事した。また、当時ワヒアワで建設にあたった、総容量100万ガロンにも及ぶ貯水槽は、現在でもホノルル水道局によって使用されている。
女性の場合は、軍への志願が認められた1943年11月に、収容所から解放された142名が婦人陸軍部隊 (WAC) に配属される事なった。以降、終戦まで約300人の日系人女性が、WACで軍務にあたる事となった。その殆どは、医療部隊や戦時情報局 (OWI) において、タイピスト・事務員・調査員としての任務にあたったが、約50人が通訳としてMISに配属され、戦後に日本へ渡った者もいた。

### 例外的な事例
宜野座 ハーバート静人（ぎのざ ハーバートせいじん）は、1924年10月3日にハワイ準州カハルウで生まれる。ミドルスクール卒業後にエンジニアになる事を志し、家出同然で本土のカリフォルニア州へ渡った。その後、太平洋戦争開戦に伴い、西海岸において日系人に対する強制収容の実施が決定した際は、これを回避すべく、中西部へ移り住んだ。1942年の時点では、日系人は徴兵の対象外であった。しかし、宜野座が当時居住していた地域において、インフルエンザが流行していた事で、選抜徴兵局は想定していた徴兵枠を満たす事が出来ず、宜野座までもが召集される運びとなった。入隊当初は、100大隊ないし442連隊への配属を希望していたものの、USAAFの第15空軍部隊第483爆撃群第815爆撃飛行隊へ配属させられる事となった。B-17の尾部銃手として、中央ヨーロッパにおける軍事施設やインフラへの爆撃作戦に従事した。1945年2月20日に、ナチス・ドイツのウィーンにある石油精製工場への爆撃中に、搭乗機が対空砲火を受け制御不能となり、パラシュートで脱出。ハンガリーのバラトン湖近くに不時着したところ、4人の地元住民に拘束され、捕虜としてバイエルン州モースブルクにある捕虜収容所に送られる事となった。同年5月10日に、友軍によって解放された後は、イギリスのサウサンプトンを経て、8月に帰国。12月に技術軍曹の階級で名誉除隊となった。最終的には、2つのオークリーフ・クラスター付き航空勲章、名誉戦傷章、戦争捕虜章など、累計で5個の勲章を授与される事となった。2011年9月2日に、カリフォルニア州リバモアで逝去。86歳没。

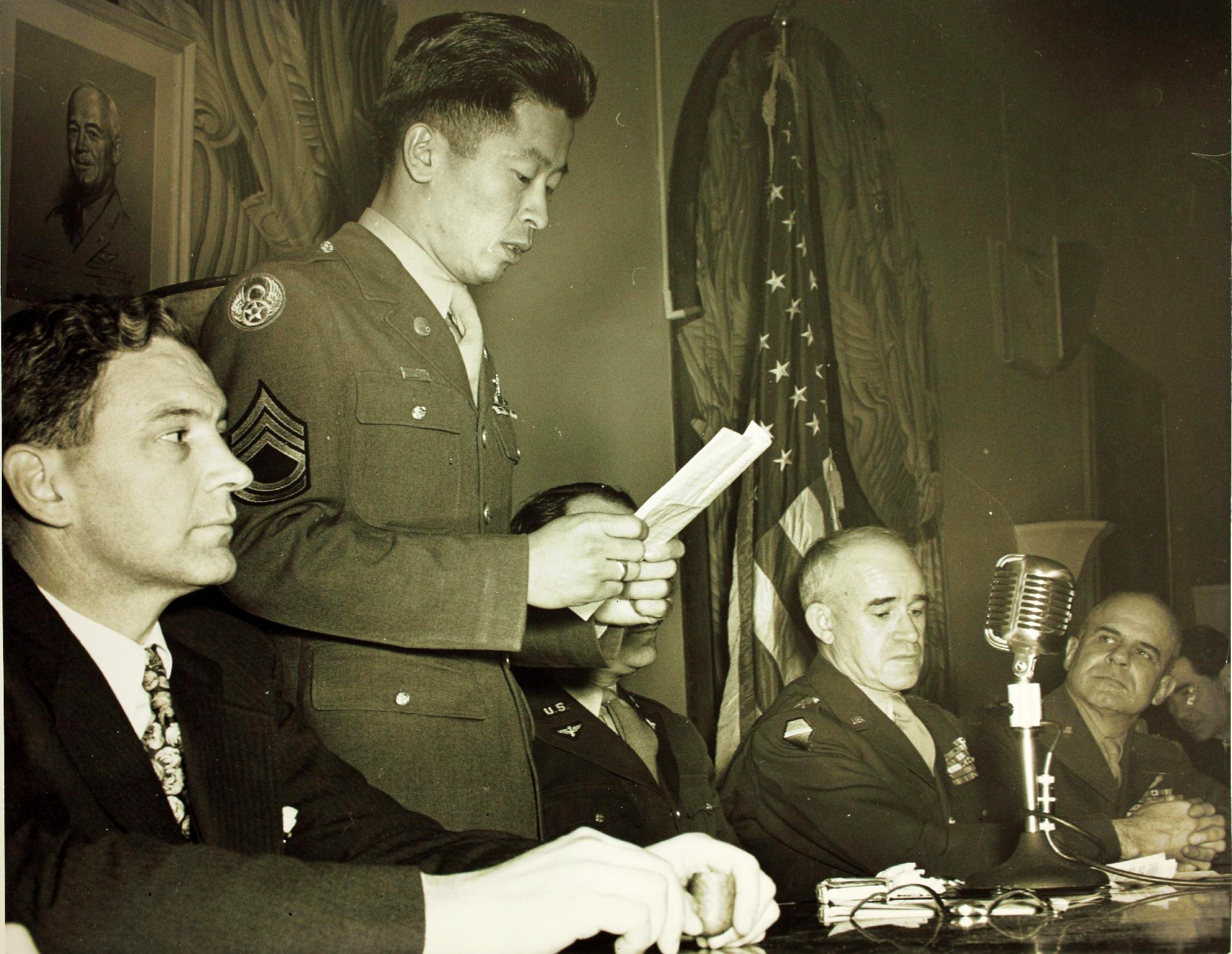
ジミー・ドーリットル中将（右端）が見守る中で、スピーチを行う黒木

黒木 勉（くろき べん）は、1917年5月16日にネブラスカ州グーテンバーグで生まれる。真珠湾攻撃の直後にUSAAFに志願し、第8空軍部隊第93爆撃群第409爆撃飛行隊へ配属。B-24の銃手として、ヨーロッパ西部戦線において30回のミッションをこなし、『TIME』誌などで大々的に取り上げられる事となった。ヨーロッパにおける最後のミッションで負った怪我の治療の為に帰国した際は、ラジオ番組に出演したほか、スピーチ後に10分間のスタンディングオベーションが起きたコモンウェルス・クラブ・オブ・カリフォルニアをはじめとする、数多くの公の場に顔を出す事となった。カリフォルニア州のビジネスマン達が、黒木の活躍を称賛した事は、西海岸における対日系人感情が軟化する事への、最初のきっかけとなった。その後は、太平洋戦線へ転属。両親の祖国である日本への本土空襲作戦を含めた、計28回のミッションをこなし、太平洋戦線におけるUSAAFの戦闘に参加した唯一の日系人となった。これらの功績により、3個の殊勲飛行十字章、5つのオークリーフ・クラスター付き航空勲章に加え、戦後の2005年8月には、ジョージ・W・ブッシュ大統領より、陸軍殊勲章を授与されている。2015年9月1日に、カリフォルニア州カマリロで逝去。98歳没。
緒方 健二（おがた けんじ）は、1919年6月1日にインディアナ州ゲーリーで生まれる。幼少期をイリノイ州スターリングで過ごし、そこではボーイスカウト活動に勤しむ。ハイスクール卒業後は、ナショナル・マニュファクチャリング・カンパニー（現：NCR）でメッキ工として働く傍ら、民間パイロット操縦プログラムを受けていた。真珠湾攻撃の翌日に、USAAFに志願すべくシカゴへ向う。一度は門前払いを受けるも、自身のアメリカへの忠誠心を頑なに訴え続け、ロックフォードにあるキャンプ・グラントに、衛生兵として配属される事となった。その後も、パイロット志願を諦めきれなかった緒方は、故郷であるスターリングの町長・警察署長・弁護士・判事に、陸軍へ自身のUSAAF転属に関する推薦状を、送付する事を嘆願した。結果として、1943年12月31日に、イタリアにある第15空軍部隊第451爆撃群第726爆撃飛行隊へ、転属させられる事となった。B-24のボールターレット銃手として、計35回のミッションをこなし、2度の撃墜を生還。最終的に、3つのオークリーフ・クラスター付き航空勲章と名誉戦傷章を授与され、2等軍曹の階級で名誉除隊となった。戦後は、G.I.ビルによりイリノイ大学医学部へ進学。ハワイ準州で1年間、小児歯科医として勤務した後、スターリングで歯科医院を開業した。他にも、グアテマラへ2度に亘り、ボランティアに赴いた。1996年より引退生活に入る。2012年1月18日に、スターリングで逝去。92歳没。

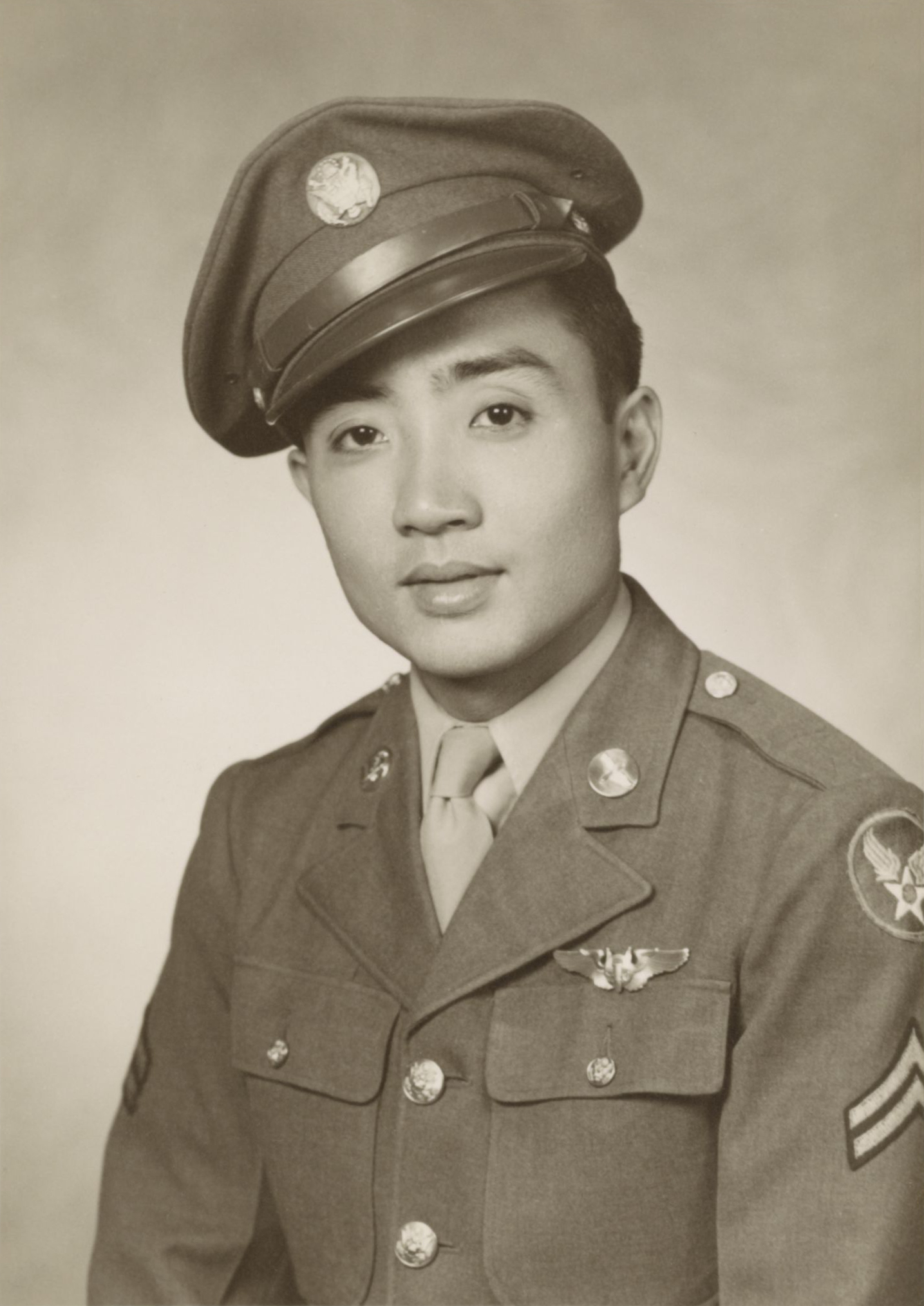
緒方健二

和田 ダグラス智雄（わだ ダグラスとしお）は、1910年9月9日にハワイ準州ホノルルで生まれる。ハイスクール中退後に日本へ渡り、5年間滞在した。帰国後の1933年に、ハワイ大学へ入学。1937年に卒業した後は、布哇タイムス社に勤めたものの、日中戦争の勃発に伴い、日本語専門の特技兵として、海軍へ入隊。ONIへ配属された。大戦中は、アメリカ太平洋陸軍 (USARPAC) 司令部の参謀次長補佐官である岩井次郎と共に、太平洋戦争における最初の日本人捕虜となった、酒巻和男帝国海軍少尉への尋問を担当するなど、対諜報活動を従事した。終戦後の東京裁判に際しては、連合国検察団の一員として、東條英機元首相をはじめとする、A級戦犯の起訴に貢献した。その後は、朝鮮戦争の勃発に伴い、アメリカ極東海軍司令部 (COMNAVFE) における日本国政府・保安庁（現：防衛省）・警察庁・海上保安庁との情報連絡員に就任。足掛け38年間に亘ってONIに務め、中佐で定年退役を迎えた。2007年4月2日に、ホノルルで逝去。96歳没。
4名以外にも、
- USAAFには、上述した黒木・宜野座・緒方以外にも、第12空軍部隊（英語版）第47爆撃群第97爆撃飛行隊でA-20の銃手として、計50回のミッションをこなした松本ジョン英朗2等軍曹、気象航空団の田代登中尉と他5名
- 海軍には、上述した和田以外にも、第一次世界大戦への従軍経験もあり、駆逐艦のベテラン機械工として、真珠湾攻撃の時点で勤続30年を越していたヘンリー・マツモト・ジュニア[注釈 9]上等兵曹と他1名[注釈 10]
- 海兵隊には平田カーリー啓[注釈 11]とマックス・ツチダ、沿岸警備隊には井上ロイ将克と金澤リチャード卓一の2名ずつ

の2世が、それぞれ所属していた事が確認されている。
第二次世界大戦中、本来なら日系人に対しては、門戸が閉ざされていた筈の海軍やUSAAFなどにおいて、上述したような事例が生じたのは、開戦直後の混乱期ゆえに、手続き上のミスの頻発したなど、様々な偶然が重なった事による側面が大きかったのではないか、と現在では推測されている。
因みに、太平洋戦争中に日本軍の捕虜となった日系人兵士としては、テキサス陸軍州兵所属のフランク・フジタ3等軍曹と、陸軍対敵諜報部隊所属の榊田リチャード元宗少尉の2名がいる。
軍人以外の事例として、OWIは帰米2世である馬場フランク正三の他、1世の石垣栄太郎/綾子夫妻・国吉康雄・八島太郎なども雇用した。八島の場合、日本への理解が浅かったOWI内部から、対日伝単の改善に尽力。彼が作成したコマ割り漫画『運賀内蔵』は、戦中最も多く撒かれた伝単とも言われ、日本兵の間でも絶大な人気を博した。OSSに移った後は、ビルマ戦線における対日宣伝工作へ従事するも、間もなく終戦を迎えた。戦後、米国戦略爆撃調査団の一員として、渡米以来初めて帰国した際は、少佐相当の軍属として、米陸軍の将校制服を着用し、祖国の地を踏む事となった。
また、大戦中に商船の船員として勤務していた日系人が、少なくとも19人死亡した事も確認されている。

### 戦後における評価
大戦中、約33,000人の日系人達が軍務に就いた。しかし、復員した彼等を故郷で待っていたのは、「ジャップを許すな」「ジャップお断り」といった看板が、此処彼処に置かれる街の風景や、元いた自宅が誹謗中傷の落書きだらけとなっていた様子、レストランや商店での入店拒否だった。復員兵達は、財産も奪われたまま、長らく職や新居を探す事も、困難な状況に置かれ続けた。こうした、アメリカ社会における日系人への偏見が解消されるのには、公民権運動が勃興する1960年代を待たなければならなかった。

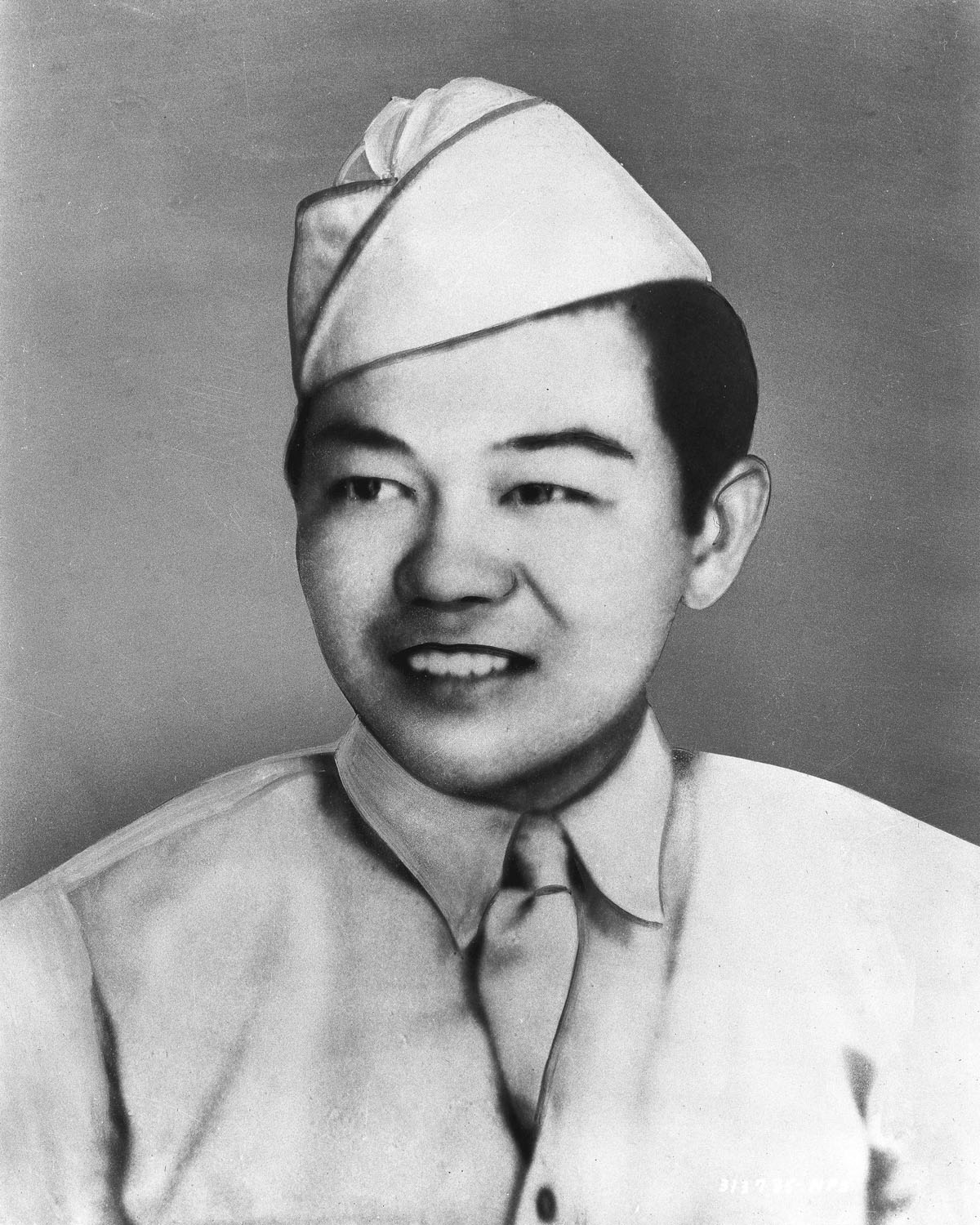
旨森貞夫

442連隊の一員で、イタリア戦線において戦死した旨森貞夫元上等兵は、アメリカ軍の勲章としては最高位となる名誉勲章を、1946年3月7日に授与された。旨森の名誉勲章は、第二次世界大戦下で活躍したアジア系兵士に授与された2つの内の1つで、日系人に授与されたものとしては、初めてだった。
1990年代に入ると、442連隊の元兵士に授与された勲章の再調査が行われた。結果として、西本ジョー真織元上等兵に授与された殊勲十字章が、1998年に名誉勲章へ格上げされた事をはじめとして、2000年には新たに19名に対して、同等の措置が取られた。最終的に、21個の名誉勲章が442連隊に授与される事となった。その内の1つは、井上ダニエル建連邦上院議員に対するものだった。

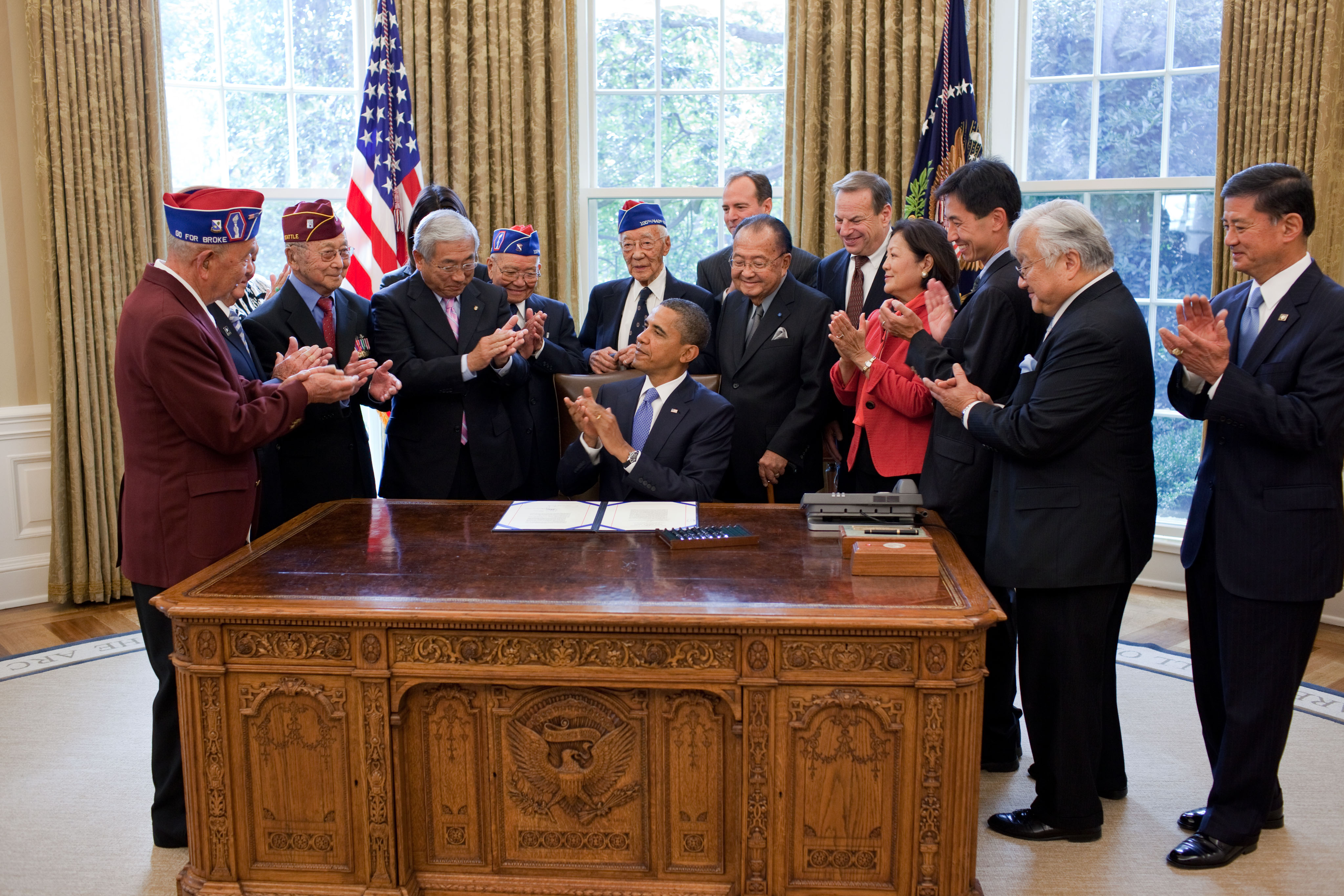
日系退役軍人達が見守る中、日系人部隊へ議会名誉黄金勲章を授与する法案に署名するオバマ大統領（2010年10月5日撮影）

2010年10月5日にバラク・オバマ大統領は、442連隊・100大隊・MISに、アメリカ合衆国において最高位の勲章である議会名誉黄金勲章を授与する法案に署名した。
現在のアメリカにおいて、2世兵士の強さは、
- 日本の修身教育（孝行・恩・我慢・頑張り・仕方がない・感謝・忠義・責任・誇り・名誉・義理・犠牲）
- アメリカの民主教育（自由主義・理性主義・個人主義）
- 「義務」と「権利」のバランス
- 抑留の身にある家族の権利回復に対する思い
- 豊富な武器と物資の供給力
- 戦術・戦略・情報力・技術力・組織力の強さ

といった要素が、全て見事に噛み合った事に起因するものだと評されている。

## 日本へ渡った2世達

### 2世による渡日の始まり
1930年代に入ると、アメリカでの人種問題や日本の地政学上の勢力増大を契機として、1世が祖国との関係を見直し始め、2世に日本精神を植え付ける事を試みた。結果として、多くの2世が日本の価値体系・言語・国民性の本質を強く求めるようになり、日本へ留学する事を選んだ。
太平洋戦争前の日本には、
1. 1世である親が、アメリカでの生活を畳み、日本へ戻った者達。他にも、親が我が子を日本で初等・中等教育を受けさせるべく、日本の親族へ預ける事例もあった。この種の2世は、「日本人」としての義務を果たした事を理由に、アメリカの市民権を喪失するまでは、二重国籍を維持し、日本社会に順応していた。1930年代には、こうした2世が、日本全国で1万～3万5,000人いると推定された。その殆どは、両親の出身地[注釈 14]である農村地帯に居住していた。
2. 高等教育を受けていたり、ホワイトカラーの専門職に就いている者達。この種の2世は、大学を卒業しており、一般的な2世より年齢が高めであった。英語力だけでなく、特殊技能や高い知識を備えており、東京をはじめとする大都市において、財界・マスメディア・学術の分野で、重要な地位を占めた[注釈 15]。こうした状況は、アメリカ経済の主流から、アジア人が人種的に排除された為、高学歴の2世が大学教育や雇用を求めて、日本へ渡った事に起因していた。
3. 日本の学校教育を受ける為に、1人で太平洋を渡った高校生～大学生の年齢の「留学生」。1936年には、日本の中・高等教育機関に2世学生が、約3,700人程在籍していたと推測されている[注釈 16]。そうした者だけでなく、1930年に本派本願寺の教育者である常光浩然が立ち上げた「日米ホーム」や、1935年に設立された恵泉女学園の留学生特別科といった、首都圏における外国出生者向けの特殊学校で、基礎的な日本語・日本文化を学ぶ者も多かった。前者が、その多くが卒業後は朝鮮・台湾・南洋諸島・満洲国を含めた日本各地ないしその植民地で雇用を求めたのに対し、後者は日本に数年間滞在した後、アメリカへ戻る傾向にあった。この事は、1930年代初頭に、米ドルに対する日本円の価値が急落した事に起因している[注釈 17]。こうした背景をもとに、多くの1世にとって、我が子を日本へ留学させる事が、経済上現実的な選択となった。また、2世の雇用機会を改善する事や、世代間の文化や言葉のギャップを埋めるという目的も、そこには含まれていた。

という3種類の2世がいた。

### 両親の祖国で暮らすよそ者達
日本に渡った2世の大半は、往々にして頼れる人が誰もいない、慣れない環境に居住している事から、文化の違い・日本語の難しさ・ホームシックといった日常的な問題に悩まされた。また、その国際的な生い立ちの結果、自分ではコントロール出来ない強大な力の板挟みにも陥った。一方で、日本人は人種の不変性を信じ、在日2世を同胞と見なし、日本独自の厳格な文化規範や立ち居振る舞いの作法を押し付けた。 1930年代の日本社会では、物事を「日本的」か「アメリカ的」かに分ける、二極的な思考パターンと価値観が蔓延していた。恵泉女学園に当時在籍していた、とある在日2世の女性が、「自分の祖先の国にいる時、その身体的特徴の為に、彼等は日本人と見なされ、異国的と思われるものは、何であっても批判的な目で見られる」と述べていたように、一般的な在日2世の振る舞いは、日本人には粗野かつ鼻持ちならない程に、無礼なように見えた。例えば、東京・横浜・大阪の歓楽街にあるカフェーやダンスホールへ頻繁に通い、アメリカ映画を鑑賞する、洋食を嗜むといった、昭和モダンを体現した在日2世の生活様式は、アメリカで生まれ育った彼等の文化的常識からすれば、ごく当たり前の事に過ぎなかった。しかし、日本社会で幅を利かせつつあった国粋主義者の目には、道徳的退廃の極みと映った。
特に、シアトル生まれ・日本育ちの2世である熊谷フランク武比古が、1933年10月に東京のダンスホールで自殺した事件は、日本だけでなく、アメリカの日系コミュニティにおいても、広い関心を集める事となった。事件の2年前程から、京浜地域の社交場では馴染みの顔だった熊谷は、ダンサーやホール支配人、自身の兄弟から金品を恐喝し続けていた。その事から、1933年5月に警視庁は熊谷の犯罪行為を摘発し、国外追放の手続きを進めていた。同年10月に、東京全域でダンスホールへのガサ入れが行われた際、刑事が熊谷を発見。身柄を確保しようとしたものの、熊谷はその場で服毒自殺を遂げた。日本の新聞は、熊谷の犯罪者としての資質は、アメリカで生まれたという生い立ちにあるかのように書き立てた。これ以降、在日2世は警察当局から十把一絡げに犯罪者として扱われ、日本国民の間でも、文化的なはみ出し者であるだけでなく、国家の安全保障上から見ても好ましくない「公共の敵」と見なされるようになった。
1937年に日中戦争が勃発し、1939年には日米通商航海条約が失効した事で、日米関係は悪化の一途を辿った。日本社会全般が、あらゆる「アメリカ的」なものを排除する情勢になると、1940年には日本から2世の大量脱出が始まった。こうして、母国であるアメリカに戻った2世は、アメリカの一般社会や政府だけでなく、同胞である筈の日系人からも「帰米」と一括りにされ、不信と拒絶に遭遇する事となった。当時のアメリカ人にとって、帰米2世が日本で学校教育を受けた事は、天皇の為に命を擲ち、無差別殺人の敢行すら厭わない、狂気じみた日本兵の分身と見なすのには、十分な理由であった。とある情報専門家は、「このような者達は、合理的な疑いの余地なく無実が証明されるまでは、有罪と見なさなければならない」とまで述べた。皮肉な事に、日米の架け橋としての役割を追求して、日本で教育を受けた2世は、祖先の国と生まれ育った国の両方から、阻害される憂き目に遭う事となってしまった。こうした帰米2世が、アメリカ社会において日の目を見るには、後にトルーマン大統領をして「人間秘密兵器」と言わしめる程、対日戦において八面六臂の活躍を見せた語学要員部隊であるMISが、編成されるのを待たなければならなかった。

### 戦時下の日本における2世

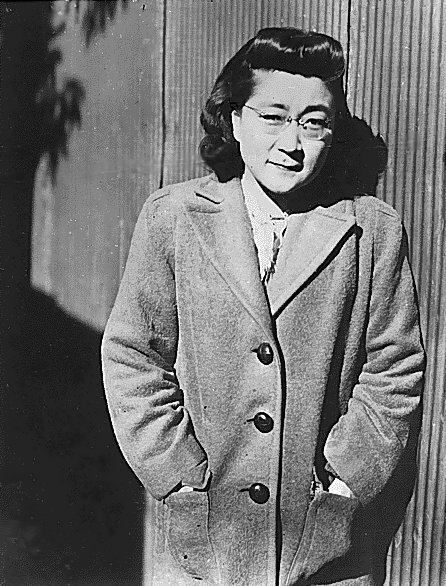
アイバ・ダキノ（1944年12月に、ラジオ・トウキョウ前で撮影）

太平洋戦争中の日本では、約2万人の2世が、居住していたと推測されている。
彼等が、上述したような事例以外で、日本に渡った・留まり続けた背景としては、
1. 親戚の訪問や、日本で教育を受ける事を目的に、短期で滞在する予定が、日米開戦により、帰国できなくなってしまった。
2. トゥーリーレイク収容所で「忠誠登録」に“No-No”と回答し、第二次日米交換船で日本へ渡った。

が挙げられる。
戦時下の在日2世は、軍に召集された者を除いて、その殆どが、英語力を活かした職業に就いた。特に、連合国軍向けプロパガンダ放送『ゼロ・アワー』において、ニュース解説を担当し、「和製ホーホー卿」とも呼ばれた吉井チャールズ寿雄の他、「東京ローズ」の通称でDJを担当したアイバ・ダキノ（戸栗郁子）を含めた2世女性達が、著名なケースだと言える。また、同番組を制作した「ラジオ・トウキョウ（現：NHKワールド・ラジオ日本）」にも、多くの2世が集い、稲田ベティ文子・ティーブ釜萢・村山有・森山久などが在籍していた。他にも、同盟通信社や外務省ラジオ室、国内外における日本軍の情報機関、赤十字社なども2世の多い職場だった。外務省ラジオ室には、同省が創立した2世向けの教育機関「敝之館」の国費留学生が動員された。大戦末期の広島市では、第2総軍司令部情報部が2世女性を徴用し、アメリカからの短波放送を傍受する「特情班」を設けた。その一方で、戦時下の日本における2世は、そのアメリカ人としての背景の為、「アメリカのスパイ」の可能性がある者と見なされた。警察や一般社会による、絶え間ない嫌がらせや厳しい監視の的となるなど、社会的迫害の憂き目に遭う事となってしまった。

### 個々人の事例
竹宮 帝次（たけみや ていじ）は、1923年にロサンゼルスで生まれ、1939年に家族で熊本市へ引き揚げた。九州学院中学を経て、1943年に青山学院高等商業学部へ進学したが、同年の学徒出陣に伴い、帝国海軍へ入隊し、旅順へ向かった。1945年3月には、呉鎮守府の第2特攻戦隊に転属。特殊潜航艇「蛟龍」の艦長に任ぜられ、特攻出撃命令を待っていた。だが、英語力を買われ、1945年7月末に軍令部へ転属。慶應義塾大学日吉校舎で、アメリカからの短波放送を傍受する任務に着き、少尉の階級で終戦を迎えた。同年8月27日には、1週間後に控えた、降伏文書調印式に関する事前折衝の通訳を受命。2名の軍令部参謀大佐と共に、駆逐艦「初桜」に乗船し、相模湾沖に停泊中の戦艦「ミズーリ」へ乗り付けた。その後は、COMNAVFEの初代司令官となったオスカー・バッジャール2世少将から、専属通訳に指名される事となった。これを皮切りに、以降半世紀に亘って横須賀海軍施設に勤務し、港湾統制部最高責任者や民事部長などを歴任。1964年11月12日に、日本史上初の原子力潜水艦寄港となる、「シードラゴン」の佐世保港到着に際しては、ライシャワー駐日大使による記者会見において、通訳を担当した。また、日本におけるボーイスカウト活動推進に貢献した事もあり、日本国政府からは、1986年に藍綬褒章、1994年に勲五等双光旭日章、世界スカウト機構からは、1998年に団体史上268人目となるブロンズ・ウルフ章を、それぞれ授与されている。定年延長を重ねた末、1997年に退官。2010年4月30日に、脳梗塞の合併症により逝去。86歳没。米海軍は、竹宮による生前の功績を称え、池子米軍住宅内にレストラン&バー「クラブ・タケミヤ」を設置・運営している。
宇野 バディ一麿（うの バディかずまろ）は、1913年にオークランドで生まれ、ジャーナリストを志していた事もあり、ハイスクール時代から『羅府新報』でコラムを執筆していた。1937年には、フリーランスの従軍記者として、日中戦争下の中国大陸へ渡った。取材にあたっては、日本に住む伯父の人脈を利用して、最前線へ度々赴き、各日系紙の英文欄で、詳細な戦況を発信し続けた。また、多くの年長2世リーダー達と同様に、「2世は“日米の架け橋”としての役割を担うべき」という思想を提唱していた。その事から帰国後は、アメリカ社会へ向けては、日本の立場への理解を、若い2世に向けては、日本語と日本の歴史・文化を学ぶべく、日本へ留学する事を、それぞれ呼び掛ける旨の講演を続けた。しかし、アメリカ社会における日系人に対する風当たりが、日を追う毎に厳しいものとなる現状を鑑みて、1939年6月に渡日。この頃から忠誠の対象が、アメリカから日本へ変わるようになった。1940年1月に帝国陸軍へ召集されると、大本営陸軍報道部の記者に抜擢され、上海へ渡る事となった。1943年4月に東京へ呼び戻されると、捕虜収容所の所長に就任。連合国軍兵士の捕虜を利用して、『ゼロ・アワー』を含めた数々の謀略宣伝工作に携わった。1944年10月には、フィリピンのマニラへ渡るが、同月のレイテ沖海戦で日本が大敗するなど、赴任した時点で既に、戦局は絶望的だった。1945年5月に、餓死寸前のところを抗日ゲリラに拘束され、他の日本人捕虜をと共に、ニュー・ビリビッド刑務所に収監された。そこでは、MISに志願した弟・ハワード安麿と、再会する事となった。復員後は、1941年に結婚した妻と子供達が待つ日本で暮らす事を選んだが、大戦末期に罹患したマラリアと結核が原因で、1954年12月10日に神戸市で逝去した。41歳没。
ワダ・ミノルは、幼少期にアメリカから日本へ渡り、東京帝国大学を経て久留米第二陸軍予備士官学校を卒業。予備役輜重少尉に任官した。太平洋戦争中に召集され、原田次郎帝国陸軍中将が率いるフィリピン・ミンダナオ島所在の第100師団に配属された。しかし、同島での戦局が悪化するにつれ、次第に日本軍の姿勢へ疑問を持つようになると同時に、戦争を早期に終結させ、日本の国土・国民が被る無意味な損失を、可能な限り軽減させたい、と考えるようになった。その事から、1945年8月初旬に米軍の捕虜となった際は、海兵隊の情報将校による尋問の過程で、島の地理に明るい下級将校であるワダは、協力者として迎え入れられる事となった。8月10日に、MISの今井チャールズ丈夫技術軍曹を、通訳として帯同させたうえで、海兵隊爆撃隊VMB-611のPBJ-1Dミッチェル哨戒爆撃機へ搭乗したワダは、同機の無線オペレーター席より、第100師団の本部を爆撃する為の重要な標的を特定。ワダが指定したポイントには、総計22,000ポンドにも及ぶナパーム弾・破片爆弾・ロケット弾の投下と重機関銃による射撃がなされた。これにより、第100師団の指揮能力は完全に破壊され、ミンダナオ島での戦闘は終結した。ワダの事例は、太平洋戦争中に日本軍の士官が、米軍の航空機に搭乗し、その攻撃を指揮した唯一の出来事だった。因みに、戦後のワダは過去を消すべく、新たな戸籍等を与えられたと推測されており、その消息は不明となっている。

## 日米関係の好転と移民受け入れの再開
終戦を迎えると、ポツダム宣言を受諾して敗戦国となった日本は、連合国軍の占領下に置かれた。そのうえで、GHQの支援を受け、国家の再建に取り組む事となった。因みに、占領期の日本では、元MISLS校長の相磯ジョン藤雄少佐や、ダグラス・マッカーサーGHQ最高司令官の副官兼個人通訳となった田上寛中尉を筆頭に、約8,000人の2世が、GHQのスタッフとして勤務していたと、推測されている。そして、その半分にあたる約4,000人は、G2翻訳通訳部に所属した。部員達は、憲法改正時の日米間折衝・東京裁判・BC級戦犯裁判・東條元首相の逮捕・真珠湾攻撃の総隊長だった淵田美津雄元海軍大佐への尋問・豊田副武元海軍大将の裁判など、占領史のあらゆる場面に立ち会う事となった。
時を同じくして、礼儀正しさ・勤勉さ・賢さ・「和」の精神といった日本的価値観が、アメリカでも広く知られるようになり、アメリカ人の対日観は、大きく変わる事となった。

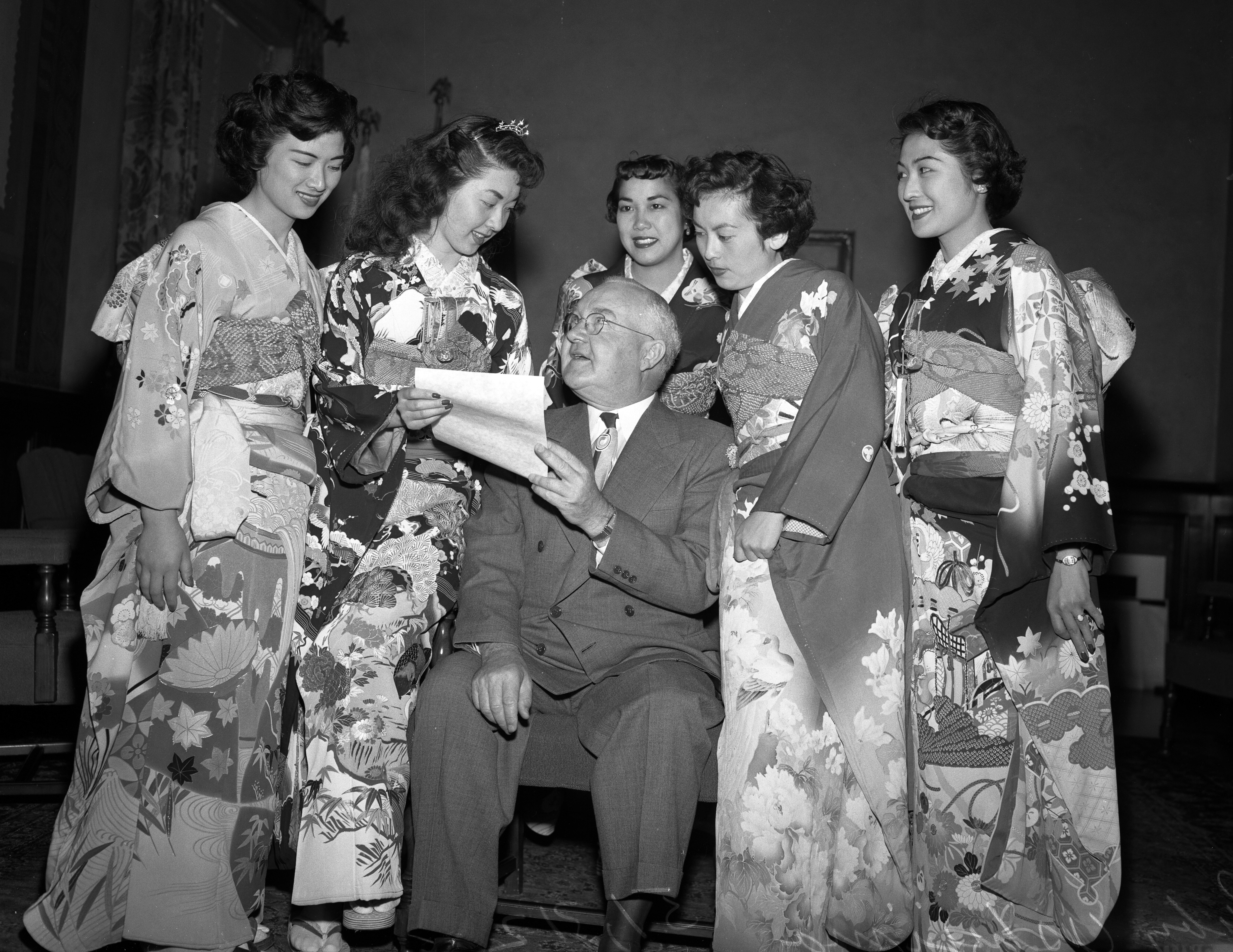
二世週日本祭で、5名のクイーン候補者と写真に収まる、ロサンゼルス市長のフレッチャー・ボウロン（1950年撮影）

こうした対日感情の好転に伴い、1952年6月27日には『移民国籍法』が成立。1世に帰化市民権が与えられると同時に、日本からの移民の受け入れが、28年振りに再開される事となった。
1953年8月7日には、『難民救済法』が成立。1956年に失効するまで、所謂「GIベビー」として生まれた約2,500人の戦災混血児と、1,005名の和歌山・広島・鹿児島からの農業移民が、アメリカへ渡った。
1965年に『移民及び国籍法』が成立した事に伴い、『排日移民法』から引き継がれていた国別割当制度は、撤廃される事となった。エマニュエル・セラー下院司法委員長が提案し、エドワード・ケネディ連邦上院議員により強く支持された同法は、今日のアメリカにおける移民関係法の基盤となった。

## リドレス運動の展開

### 補償請求に際しての困難
1948年7月2日に、日系人の強制収容に対する連邦政府による補償策としては、最初のものとなる『日系人退去補償請求法』が、ハリー・S・トルーマン大統領によって署名された。しかし、国家補償の対象となる日系人達の損害・喪失は、文書によって証明できる不動産・私有財産に限られ、精神的苦痛や教育・職業によって見込まれた、逸失利益に対する補償は否定された。また、1件当たりの補償額の上限は2,500ドル、請求権の時効期間も1年半と定められた。
1948年法に基づいた請求は、時効を迎えるまでに22,945件提出され、その4割は限度額である2,500ドルを越えたものだった。しかし、立証責任が請求者に課せられた事から、手続きに時間がかかり、1950年末までに処理された請求は、僅か137件に留まった。それ以降も、1951年の修正法では、補償額を請求額の75%、または限度額より少ない額とする事とされた。更に、1956年の再修正法では、示談により総額10万ドル以内で、補償額を決定する事が基本となり、請求者が不服を申し立てた場合は、合衆国請求裁判所において、裁決が行われる事とされた。
同法に基づいた補償処理は、1965年に終了したものの、支払われた約3,800万ドルという賠償金の総額は、請求総額の約25%、日系人達が被った損害総額の10%未満に過ぎなかった。

### 『市民の自由法』成立に至るまで
そうした中で、1950年代半ば頃から黒人による公民権運動が展開され、結果として1964年に『公民権法』、翌1965年には『投票権法』が、相次いで制定される事となった。こうした動きに触発された日系人達によって、1948年法では考慮されなかった、無形の損害や日系人の自由及び尊厳の回復を求める「リドレス運動」が、1970年代から展開されるようになった。
こうした動きを受け、JACLは1970年に、太平洋戦争中における日系人の強制収容に対する、謝罪と補償を要求する為の『全米補償請求委員会 (NCR)』を設立し、同運動の嚆矢となった。
1976年2月19日にジェラルド・R・フォード大統領は、『大統領令9066号』の正式な終了を確認する布告『アメリカの誓い』に署名。
「我々は、当時から理解するべきだった事を、今日知った。日系人の強制収容は、誤りだっただけではなく、彼らは当時も今も、忠実なアメリカ人である」
と述べた。
1979年春にNCRは、強制収容所の実態を調査する為の連邦委員会の設置を提案した。これを受けた、民主党の井上ダニエル建連邦上院議員とジム・ライト連邦下院議員によって、
- 『大統領令9066号』に関する事実と、その影響に関する調査
- 軍による指令の検証
- 適切な救済策の提示

を目的とした、『戦時における民間人の転住・抑留に関する委員会 (CWRIC)』の設置を要求する法案が、連邦議会に提出された。同法案は1980年7月31日に、ジミー・カーター大統領によって署名された。
その後、1981年7月から12月にかけて、ワシントンD.C.を皮切りに、ロサンゼルス・サンフランシスコ・シアトル・アンカレッジ・ウナラスカ・シカゴ・ワシントンD.C.（第2回）・ニューヨーク・ボストンの順で公聴会が開かれ、計20日間に亘って、750名の関係者が証言する事となった。

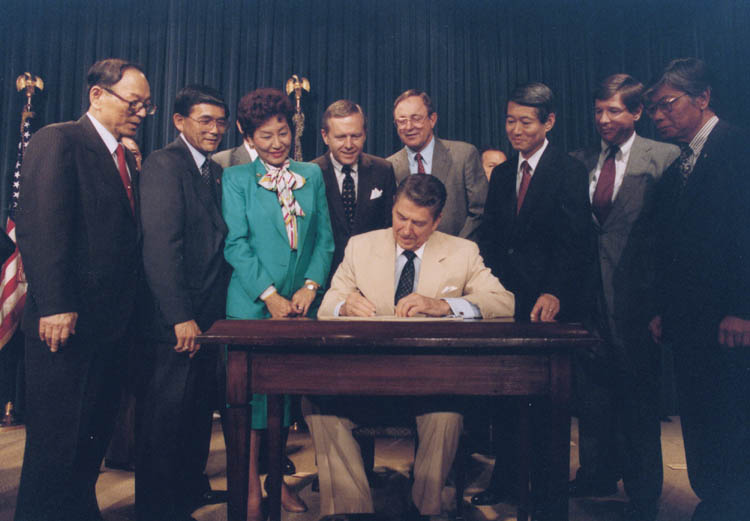
『市民の自由法』に署名するレーガン大統領と、それを見守る（左から）松永スパーク正幸上院議員、峯田ノーマン良雄下院議員、佐伯パット・ハツエ下院議員、ピート・ウィルソン上院議員、ドン・ヤング下院議員、松井ボブ武男下院議員、ビル・ローリー下院議員、梶原ハリー斉JACL会長。

CWRICは、1982年12月に『拒否された個人の正義 (Personal Justice Denied)』と題した、467ページにも及ぶ報告書を、連邦議会に提出。同報告書の内容は、翌1983年2月24日に公表され、
| 日系人の強制収容は、軍事的な必要性ではなく、人種差別・戦時中の集団ヒステリー・政権の失策に基づいた、不当なものだった。 |

と結論付けられた。また、同年6月22日には、存命している約6万人の元収容者に対し、1人当たり2万ドルの賠償金を支払う事を、連邦議会に対して勧告した。
1988年8月10日に、ロナルド・レーガン大統領は『市民の自由法』に署名。
「日系アメリカ人の市民としての基本的自由と、合衆国憲法で保障された権利を侵害した事に対して、連邦議会は国を代表して謝罪する」
として、強制収容を経験した日系人に対して、公式に謝罪を表明。また、1人当たり2万ドルの賠償金が、存命者にのみ支払われる事と、全米の学校において、日系人の強制収容に関する教育を行う為の、総額12億5,000万ドルの教育基金を設立する事も、同時に発表された。

## 「日系アメリカ人」の多様化

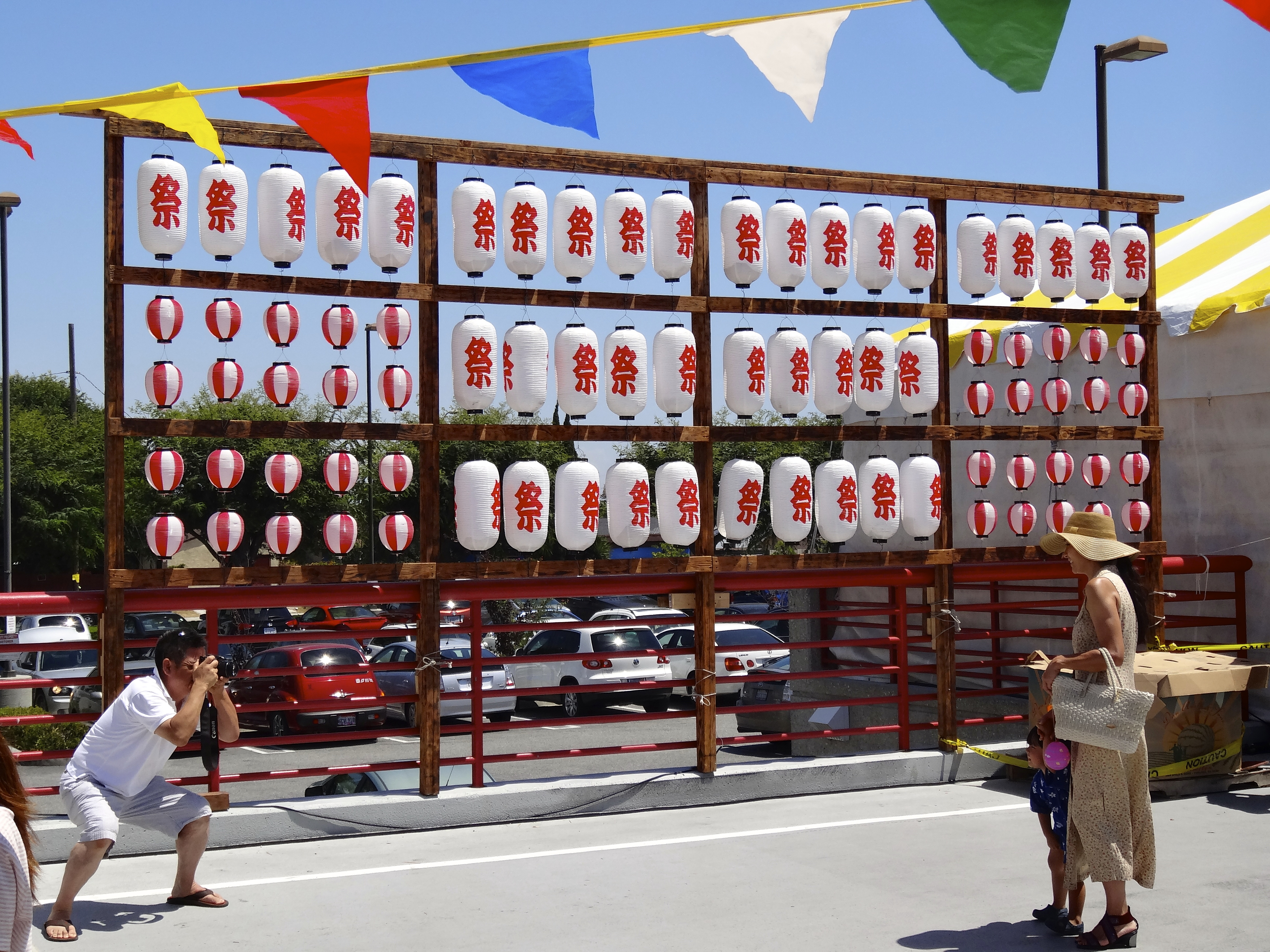
トーランスにおける「お盆フェスティバル」の一幕

世間一般における「日系アメリカ人」とは、戦前からの移民と、その子孫の事を指す。しかし、戦後になると、多くの日本人が定住者・半定住者・一時滞在者として、アメリカへ渡るようになった。
大まかな種類としては、
1. アメリカで生まれ、幼少期を日本で過ごした「帰米2世」。彼等の多くは、戦後にアメリカへ帰国した。アメリカだけで過ごした2世が、小学校高学年頃から英語が第一言語となったのに対し、幼少期に日本へ渡った2世は、米英を敵視した日本の戦時体制もあって、自然の流れで日本語が第一言語となり、英語能力は衰退していった。その為「帰米2世」は、英語を第一言語とする一般的な2世ではなく、日本語を第一言語とする1世のコミュニティに溶け込む事となった。
2. 連合国の占領下において、所謂「戦争花嫁」が夫を追う形で渡米し、アメリカ各地へ定住した。しかし、彼女達の居住地は、日系人の密集する地域とは異なり、日系コミュニティとは隔離された生活を送る事となった。
3. 上述した通り、『移民国籍法』が成立すると、農業移民をはじめとする日本人が、少数ながらもアメリカへ渡るようになった。こうした戦後移民は、戦前と同じく、その多くが西海岸に定住する事となった。
4. 1960年代には、日本の高度経済成長に伴い、日本企業の駐在員がアメリカの東西海岸都市に、次々と着任するようになった。70年代に入ると、駐在員とその家族も増え、特にニューヨーク・ロサンゼルス・サンフランシスコ・サンノゼなどでは、その人口が万単位にまで達した。
5. 4.の現象に伴い、駐在員コミュニティによる様々なニーズを満たす必要性が生まれた。その事から、旅行代理店・書店・日本食材店・床屋（美容室）・土産物店・中古車業者・弁護士・医療従事者・不動産紹介業者といった業務に従事する人々が、日本から移住するようになった。特にトーランスは、多くの日本企業が事業所を置いた事に伴い、日本食レストランをはじめとする、日本に関連する各種店舗が、国内の他都市と比して、人口当たりにおいて、非常に多く運営されるようになった事から、『LAウィークリー（英語版）』紙において、「実質的な日本の48番目の県」となぞらえられる事となった。
6. 平成に入ってから増えた、「語学研修」と称しつつ、勉学には力を入れず、日本からの仕送りで気ままな「遊学」生活を送る、20歳前後の若者。

が挙げられる。
こうして、戦後にアメリカへ移住した日本人達は、「新1世」と呼ばれ、日系コミュニティに新たな要素を加える事となった。戦後からの移住者に共通している点は、日本語が母語であり、英語は後天的に習得したという事である。その為、彼等と一般的な日系人達との間は、母語や価値観の違いもあって、必然的に距離が生じる事となった。それでも、程度や形の違いがあるとは言え、どちらも日本文化を受け継いでいる以上は、交流や相互支援を強化する必要に迫られる場合もある。従来の日系コミュニティと、戦後に形成された「新日系社会」の間には、一概には語れない複雑さが横たわっていると言える。
そうした中で、アメリカに適応・同化しつつ、日米を頻繁に行き来する事で、日本社会と強固な繋がりを保持した生活を営む戦後移民も、多く見られる。両国の社会的・文化的習慣や価値観を有する、トランスナショナルな存在である彼等が、既存の日系人達と如何にして交流を深め、新たなネットワークを構築するのか、アメリカ社会や日米関係に、影響を及ぼす存在となるのかも、注目されている。

## 年表（江戸時代）
- 名前や出生などの具体的記録は残っていないが、「既に移民が開始されていた中国人により、日本人女性が人身売買同然にアメリカへ連行され、売春宿で働かされていた」との記録がある。
- 1791年 - 5月6日（寛政3年4月4日）に、ジョン・ケンドリックが船長を務めるアメリカ船「レディ・ワシントン」と「グレイス」の2隻が、台風から避難すべく紀伊大島に到着。アメリカ人として初めて日本に上陸し、ラッコ皮の交易を図る[注釈 31]も失敗。5月17日に離日。
- 1806年 - 大坂から伊勢へ向かう予定だった稲若丸の船員8名が、漂流中にアメリカ船「ディバー」に救出された後、ハワイ王国へ送られ、同地に初めて上陸した日本人となる。彼等は、マカオからバタヴィア（現：ジャカルタ）を経て日本に送還されるが、伝染病や自殺により、帰国が叶ったのは、平原善松のみだった。
- 1830年 - 6月26日（天保元年5月6日）に、マサチューセッツ州出身のナサニエル・セイヴァリー（瀬堀南山）をはじめとする欧米人5名と、太平洋諸島出身者25名が、小笠原諸島父島扇浦に入植。同諸島における、欧米系島民の開祖となる。
- 1833年 - 尾張国の宝順丸が、14ヶ月に亘る漂流の末、ワシントン州クララム郡のフラッタリー岬付近に漂着。生き残った音吉ら3名は、ネイティブ・アメリカンのマカ族に奴隷として酷使された後、イギリスのハドソン湾会社に救出され、同国の保護下に入る。その後、バンクーバー～ロンドン～マカオを経て琉球王国に送られ、同地でモリソン号に移乗するが、三浦半島沖でモリソン号事件が起こった為、帰国は叶わなかった。
- 1841年 - 土佐国の漁師である中浜万次郎（ジョン・マン）が、漁の最中に遭難。漂着した鳥島で、アメリカの捕鯨船に救助され、ハワイに渡航。1843年にマサチューセッツ州に渡り、カリフォルニア州と琉球王国を経由し、1851年に日本へ帰国。
- 1848年 - 7月1日（嘉永元年6月1日）に、オレゴン州出身のラナルド・マクドナルドが、利尻島に密入国。同年10月に長崎へ移送され、抑留生活を強いられる。しかし、井戸覚弘長崎奉行の計らいにより、日本史上初の母語話者の英語教師として、森山栄之助をはじめとする14名の阿蘭陀通詞に、英語を教えることとなった。
- 1849年 - 4月17日（嘉永2年3月25日）に、米海軍のスループ艦（英語版）「プレブル（英語版）」が、蝦夷地沖で難破した後、長崎で抑留されていた捕鯨船「ラゴダ」の船員15名の解放を要求すべく、長崎へ入港。同艦艦長のジェームス・グリン中佐による交渉の結果、抑留中に自殺した2名を除く13名と、上述したマクドナルドの計14名が、プレブル入港の9日後に解放された。この事は、鎖国中の日本において、通信国（李氏朝鮮と琉球王国）と通商国（明/清とオランダ）以外の外国が、初めて交渉に成功した事例とされている。
- 1850年 - 浜田彦蔵（ジョセフ・ヒコ）が、岩吉や仙太郎をはじめとする17名と共に、摂津国の栄力丸で、江戸観光からの帰路に着いている際、志摩の大王崎で遭難。南鳥島付近で、アメリカ船「オークランド」により救出され、サンフランシスコへ渡航。1858年に日本人として初めて、アメリカ市民権を取得するも、後に帰国。1850年のアメリカ合衆国国勢調査票の原票には、8名の日本人のものがあり、これが原票記載として最も古いと思われる。因みに、8名の職業は全て「水夫 (Mariners)」と記載されていた[99]。
- 1852年 - 11月3日（嘉永5年9月22日）に、祐宮睦仁親王（後の明治天皇）が誕生する。
- 1853年 - マシュー・ペリーによる黒船来航。
- 1854年 - 3月31日（嘉永7年3月3日）に、『日米和親条約』が締結される。
- 1858年 - 7月29日（安政5年6月19日）に、『日米修好通商条約』が締結される。
- 1859年 - 1月19日（安政5年12月16日）に、タウンゼント・ハリスが初代駐日本アメリカ合衆国弁理公使に任命される。同年7月7日に、江戸の元麻布善福寺に公使館を設置。
- 1860年
  - 江戸幕府が、日米修好通商条約の批准書交換の為に、木村喜毅軍艦奉行とその従者の福澤諭吉、共に軍艦操練所教授である、乗組士官の勝海舟と通訳の中浜万次郎など、77名から成る「万延元年遣米使節」を派遣する。
  - 出島松蔵が、横浜からサンフランシスコへ密航し、ペンシルベニア州に移住。明治維新後に帰国し、日本で初めてアイスクリームを製造。後に、クラーク博士の秘書となる。
- 1861年
  - 江戸から箱館に渡り、アメリカ領事館で英語を学んだ鈴木金蔵が、アメリカ船「オービット」のヘルマン・C・レオナード船長の協力を得て、オレゴン州ポートランドへ密航。同地では、レオナードが経営するガス会社に勤務した。1871年に、神奈川県庁の招請を受けて帰国。工部省に出向した後、開拓使を経て外務省に異動。1872年から8年に亘って、ロンドンの日本公使館で、書記官として務めた[100]。
  - この年に勃発した南北戦争において、1863年12月7日にサイモン・ダン (Simon Dunn) 、1864年8月25日にジョン・ウィリアムズ (John Williams) なる英語名を持つ日本人[注釈 32]が、共にニューヨーク州で北軍に入隊。2名とも戦火を生き抜き、ウィリアムズが1865年6月27日にニューヨーク州で、ダンが同年8月28日にバージニア州リッチモンドで、それぞれ除隊[101]。
- 1866年
  - 江戸幕府が、日本人の海外渡航を解禁。外国奉行が雑伎人（曲芸師）らに免許状（パスポートに相当）を発行し、興行の為に渡米した記録が残っている。
  - 6名の薩摩藩第二次米国留学生が、アメリカ・オランダ改革派教会の宣教師であるサミュエル・ロビンス・ブラウンとグイド・フルベッキの仲介により渡米。マサチューセッツ州のモンソン・アカデミーに留学する。
- 1867年
  - 薩摩藩第一次英国留学生だった長澤鼎が、ローレンス・オリファントの招きで渡米。1871年に永住を宣言した後、カリフォルニア州サンタローザでワイナリーを経営するようになる。
  - 在神戸米国領事館が開館。
  - 11月9～10日 - 二条城で大政奉還が成される。これに伴い、翌1868年1月3日（慶応3年12月9日）に「王政復古の大号令」が発せられる。

## 年表（明治時代）[102]

### 19世紀
- 1868年

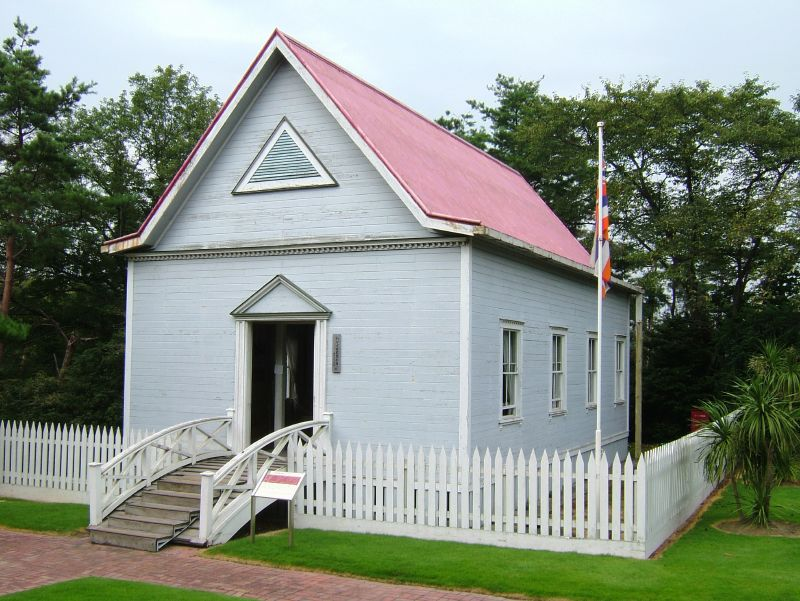
1889年にハワイ島ヒロで建てられたハワイ移民集会所。現在では、愛知県犬山市の博物館明治村に移築されている。

  - ユージン・ヴァン・リードの手引きにより、149人[注釈 33]の「元年者」が、ハワイへ到着。ただし、契約自体は江戸幕府とイギリス人ブローカーとの間で締結された3年間の労働契約であり、日本国政府からは非公認だった。
- 1869年
  - 旧会津藩の武器御用商人だったジョン・シュネルが、日本国政府に無許可で、旧会津藩士ら約40人程[注釈 34]を連れ、カリフォルニア州ゴールド・ヒルに移住。茶と養蚕を目的とした「若松コロニー」を作るが、僅か2年で頓挫。シュネルは逃亡し、渡航した日本人は取り残されたが、詳しい消息が判明している事例は、少数である。
  - 「元年者」のうち40人程が、3年の労働契約満了を待たずに、日本へ帰国。
- 1870年
  - アメリカ合衆国国勢調査によると、ハワイを除き、55名の日本人が、アメリカ本土に居住していたとされる[注釈 35][99]。
  - 8月25日 - 在サンフランシスコ日本国総領事館が開設。チャールズ・ウォルコット・ブルックスが、名誉領事となる。
  - 10月5日 - ワシントンD.C.に日本公館が開設。森有礼が、少弁務使として赴任。
- 1871年
  - 大日本帝国とハワイ王国との間で日布修好条約締結。「元年者」でアメリカ本土への渡航を希望する者に、日本国政府がパスポートを発行。
  - 12月23日 - 上田悌子・吉益亮子・山川捨松・永井繁子・津田梅子らが、日本初の官費女子留学生として、岩倉使節団に随行する形で渡米。
- 1872年
  - 在ニューヨーク日本国総領事館が開設。
- 1873年
  - 6月22日 - 若松コロニーの一員だった柳澤佐吉に、長女・米が誕生。事実上、アメリカにおいて初めて「日系2世」として出生した人物となる[注釈 36]。後に、何れも大和民族の女性として初めて、アメリカの大学（カリフォルニア大学バークレー校）での学位と、カリフォルニア州医師免許を取得する事となる[104]。
- 1876年
  - 佐藤百太郎・森村豊ら5名がニューヨークへ渡り、「日の出商会」を設立。日本生糸や雑貨の直売を始める。
  - フィラデルフィア万国博覧会の開催にあたって、現在の松風荘の原型となる、アメリカでは初となる日本庭園が造園される。
- 1877年
  - 10月 - サンフランシスコ在住の日本人クリスチャンによって、同国では初の日系団体となる「福音会」が設立される。
- 1879年
  - 松平忠厚[注釈 37]が、ニュージャージー州への留学後に、鉄道測量技師としてコロラド州へ移住。
  - 8月31日 - 明宮嘉仁親王（後の大正天皇）が誕生する。
- 1880年
  - 7月 - 帝国海軍軍艦「筑波」が、サンフランシスコに入港。同市在住の日本人80名が、歓迎会を催す。
- 1881年
  - 3月4日 - ハワイ王国のカラカウア王が訪日。日本国政府にとっては、初めて迎える外国の国家元首だった。明治天皇と会見し、新たに日本からハワイへ、移民を送る事に合意する。
  - 7月2日 - ガーフィールド大統領暗殺事件が起きる。
- 1884年
  - 福沢諭吉が時事新報（現：産経新聞）に寄せたコラム『移住論の辨』において、「米国は志士の棲家なり」と記し、若者の渡米を奨励。
- 1885年
  - 日布政府間に協約が結ばれ、2月に在ホノルル日本国総領事館（英語版）が開設。日本国政府が、日本人の海外渡航を正式に許可し、最初のハワイ官約移民943名[注釈 38]が、「シティ・オブ・トウキョウ」に乗船し、同国の首都ホノルルに到着。
  - 漁師の重田濱之助（チャールズ・カメ）が、ロサンゼルスのダウンタウン地区1番街340番地に、日本食店「カメ・レストラン」を開店[注釈 39]。それ以降、日本人家庭25世帯が居住するようになり、日本人児童向けの学校も設立される。この事が、リトル・トーキョー発祥の基礎となる。
  - 12月22日 - 伊藤博文が初代内閣総理大臣に就任。
- 1886年
  - 1月28日 - 『日布渡航条約』が調印される。同年3月6日より発効。
  - 4月10日 - 中村隼雄が、日本人により日本国外で創刊された日本語新聞としては、最初のものとなる『東雲雑誌』の第7号[注釈 40]を、サンフランシスコで発行する。
  - 10月28日 - ニューヨークで、自由の女神像が除幕される。
- 1887年
  - 石川県出身の白山谷喜太郎（英語版）[注釈 41]が、オハイオ州シンシナティにあるロックウッド製陶に、技師として招かれる。
  - 和歌山県出身の3名が、カリフォルニア州バカビルに定住。以降、和歌山市出身の相川直之助が、1890年にバカビルへ移住した事をきっかけに、多くの和歌山県民が、同市で果樹栽培に従事すべく、渡米するようになる。こうした状況を受けた相川は、1896年に日本人向けの食料品を扱う「東洋物産商会」を、サンフランシスコとバカビルに設立。この事がバカビルで、戦前のアメリカでは最大となる日本人移民コミュニティが、形成されるきっかけとなる。
- 1888年
  - 石坂公歴[注釈 42]・菅原傳・日向輝武・渡辺勘十郎らが、サンフランシスコで「日本人愛国同盟」を設立。自由民権運動の支援や日本人移民の組織化などに取り組む。
  - 大貫八郎が、アリゾナ州フェニックスで、現在のアリゾナ公共サービス（英語版）の前身となる電気会社を設立。
- 1889年
  - 本派本願寺の曜日蒼龍が、ハワイへ渡航。同地における仏教の布教が始まる。
  - 10月28日 - 官約移民として初めてプランテーション労働者から商店主となり、ハワイ島における日系コミュニティの指導者でもあった後藤濶が、白人を頂点とする人種的ヒエラルキーを、恐怖によって維持する事を意図していた白人の有力者達の手により、ホノカアで殺害された挙げ句、遺体を電柱に吊し上げられる事件が起きる。
- 1890年
  - カリフォルニア州への日本人による集団移民が、開始される。
  - 在日アメリカ公使館が、現在の赤坂へ移転。
- 1891年
  - ユニオン・パシフィック鉄道が、鉄道建設労働者に日系人の採用を開始。アイダホ州などへ、初の日本人移民が渡る。
  - 6月 - サンフランシスコで「大日本人会」が設立される。阿部屠龍・馬場小三郎をはじめとする、メキシコへの殖民希望者による「実業会」の後身組織である「遠征社」と、日向輝武・菅原傳らが、遠征社に対抗すべく組織した「日米用達会社」を統合したもの[107]。
- 1892年
  - 福田清次郎が、ハワイで初となる日本語学校を、マウイ島で開校。
  - 6月3日 - 小野目文一郎（英語版）が、ハワイにおける最初の日本語新聞「日本週報」を創刊。
  - 7月29日 - 横浜正金銀行（現：三菱UFJ銀行）が、ホノルル支店を開店[108]。
  - 12月 - 古屋政次郎（英語版）が、シアトルで「古屋商店」を開業。日米両国の雑貨品・食料品の販売に加え、信託部を設置したうえで、日本人移民預金の取り扱いも開始する。後に、シアトルの本店以外にも、同市内の2店舗を含め、タコマ・ポートランド・バンクーバー・横浜・神戸にも、支店を展開するようになる。
- 1893年
  - サンフランシスコ教育委員会が、日系人子弟の公立学校への入学を拒否する決議を採択（サンフランシスコ日本人学童隔離事件）。当時の珍田捨巳総領事の尽力により、撤回される。
  - ハワイ王国が崩壊。日本国政府は邦人保護を目的に、軍艦「金剛」と「浪速」をホノルルへ派遣。約130人がハワイを離れ、グアテマラへ向かう事を選ぶ。
  - シカゴ万国博覧会の万国宗教会議に、本派本願寺の八淵蟠竜・真言宗の土宜法龍・臨済宗の釈宗演・天台宗の蘆津実全が参加。アメリカ本土における、仏教の布教が始まる。
- 1894年
  - 7月4日 - ハワイ共和国の樹立に伴い、官約移民制度が廃止。廃止までの9年半の間に、船が26回渡航。主に、広島・山口・福岡・熊本の農村部から約3万人が、ハワイ諸島へ渡った[注釈 43]。以降は、民間の仲介業者による移民となる。
  - 11月22日 - 『日米通商航海条約』が調印される。1899年7月17日より発効。
- 1896年
  - 日本郵船が、横浜ーシアトル間の定期航路を開設する。
  - 福島県出身の勝沼富造（英語版）が、ユタ州ローガンでアメリカ市民権を取得。前年8月8日には、大和民族として初めてモルモン教の信者となった[110][111]。
  - 新潟県出身の金子ユリシーズ眞成が、カリフォルニア州サンバーナディーノで、日本生まれの妻や息子と共に、アメリカ市民権を取得[111]。
- 1897年
  - 2月27日 - 神州丸でホノルルに入港した日本人665名中587名が、無認可と50ドル不所持を理由に、税関より上陸を拒否される。再調査の結果、139名は上陸を許可されるも、残る448名は帰途につく事を余儀なくされた[注釈 44]。
  - 12月1日 - 在シカゴ日本国総領事館が開館。
- 1898年
  - ハワイがアメリカ合衆国の属領となる。以後、ハワイからアメリカ本土への移民制限が緩和される。
  - 本派本願寺が、サンフランシスコに本多恵隆・宮本恵順の両布教視察使を派遣。同市を本部とする「米国仏教団」が設立される。
- 1899年
  - 3月8日 - 植田憲三らが北米で初の日系金融会社となる「日米金融社」を、サンフランシスコで設立[注釈 45]。
- 1900年
  - この頃から西海岸において、日本人移民による土地の開墾と入植が、本格的に始まる。
  - 民間業者仲介によるハワイへの移民が、中止される。業者の仲介により、6年間で約3万5,000人が渡航。その後は自由移民となる。
  - アメリカ本土への日本人移民の数が、初めて年間1万人に達する。
  - 3月12日 - ハワイ準州で、37名の日系人商人によって、「ホノルル日本人商人同志会（現：ホノルル日本人商工会議所（英語版））」が設立される。
  - 12月22日 - 在シアトル日本国総領事館が開設。

### 20世紀
- 1901年

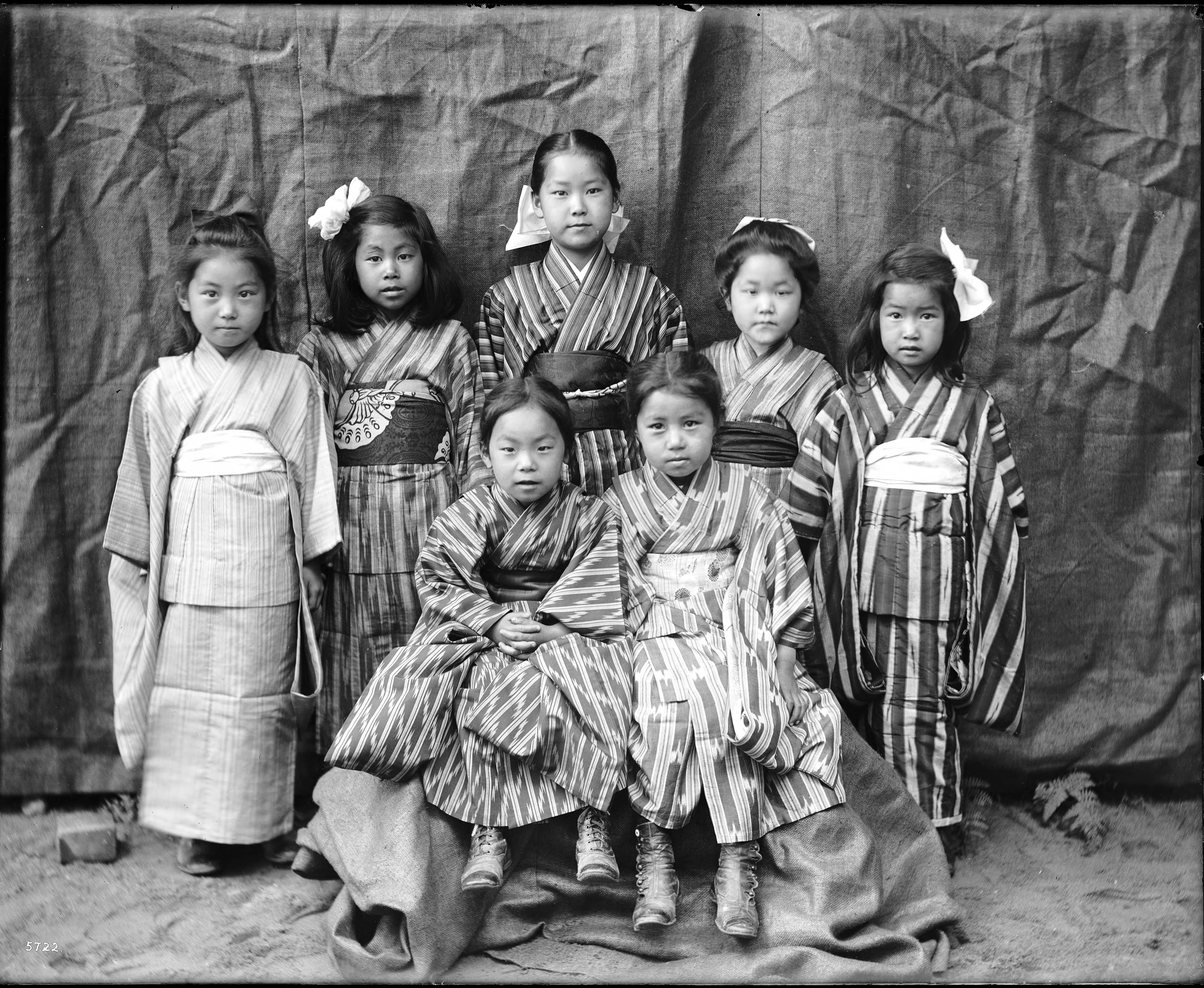
着物姿の日系人少女（1900年撮影）

  - カリフォルニア州とネバダ州の議会が、連邦政府に対し、日系人移民を制限する建議書を送る。
  - 4月29日 - 迪宮裕仁親王（後の昭和天皇）が誕生する。
  - 6月10日 - 副島八郎が、カリフォルニア州バークレーで、北米における初のサケ醸造所となる「日本醸造会社」を設立。
  - 9月6日 - マッキンリー大統領暗殺事件が起きる。
- 1902年
  - 日系人によるアメリカでの初の出版物となる、野口米次郎による“The American Diary of a Japanese Girl”が、出版される。
  - 当時の東京府京橋区築地で「東京外国人学校（現：アメリカン・スクール・イン・ジャパン）」が開校。
  - 6月 - 日本国政府が、在米日本人によら親族の呼び寄せ渡航を許可する。
  - 7月 - シアトルで、アメリカ本土では初となる日本語学校が開校する。
  - 9月1日 - 隈元清が、シアトルで『北米時事（現：北米報知）』を創刊。
  - 10月 - 安孫子久太郎が、カリフォルニア州に日系人専門の人材派遣業「日本人勧業社」（後の日米勧業社）を設立。
- 1903年
  - 西原清東が、テキサス州に移住。後年、同地における稲作を成功させる。
  - 4月 - 南カリフォルニア大学在学中の山口正治・渋谷清次郎・飯島栄太郎によって、『羅府新報』が創刊される。1922年に、駒井ヘンリー豊策が編集長となって以降は、現在に至るまで、駒井家による家族経営となる。
- 1905年
  - サンフランシスコで「アジア排斥同盟」が設立。その後、他都市・他州にも同様の組織が設立される。
  - 10月9日 - インディアナ大学ブルーミントン校ロー・スクールを卒業した福島県出身の宮川益次が、インディアナ州モンロー郡でアメリカ市民権と、大和民族としては初となる同国における弁護士資格を取得[111]。
  - 10月26日 - 伊藤博文暗殺事件が起きる。
- 1906年
  - 連邦政府が帰化法を改正。司法省が全裁判所に対し、日本人の帰化申請を拒否する旨の訓令を発布。
  - 安孫子久太郎により、カリフォルニア州リビングストンに「大和コロニー」が設立される。
  - ワシントン州の司法試験に合格した愛媛県出身の山下宅治が、同州タコマでアメリカ市民権を取得。
  - 日米双方において、公使館が大使館へ昇格。
  - 10月11日 - サンフランシスコ教育委員会により、公立学校に在籍中の日系人学童[注釈 46]を、強制的に東洋人学校へ転学させる決議を採択。青木周蔵駐米大使の抗議を受けたセオドア・ルーズベルト大統領により、翌年に措置は撤回される。
- 1907年
  - 2月に施行された大統領令により、日本人によるハワイ準州・メキシコ・カナダからアメリカ本土への移住が禁止される。
  - 高見豊彦が、ニューヨークで「紐育日本人共済会（現：ニューヨーク日系人会）」を設立。
  - 古屋政次郎が、古屋商店信託部を移行させた「日本商業銀行」を創立。後に、「太平洋商業銀行」へ改称。
  - 5月19日 - ニューヨークで「ジャパン・ソサエティー」が発足。
  - 5月20日 - サンフランシスコで、排日暴動が起きる。
- 1908年
  - 日米両政府間で、前年から7度に亘り行われた書簡交換により、「日米紳士協約」に基づく日本人の移民制限が開始される。
  - 写真だけのお見合いをして、在米日本人男性のもとへ嫁ぐ女性、所謂「写真花嫁」の渡航が始まる。
  - 9月3日 - 住田多次郎がホノルルで、ハワイにおける初のサケ醸造所となる「ホノルル日本酒醸造会社」を設立。
  - 11月22日 - 戸塚球場で、3Aの選手を中心とした選抜チーム「リーチ・オール・アメリカン」と早稲田大学野球部の試合が、開催される。この事が、日米野球の嚆矢となる。
- 1909年
  - シアトルで「日本館劇場（英語版）」が開館。
  - 5月9日～8月5日 - 第1次オアフ島大ストライキ
  - 10月26日 - 伊藤博文暗殺事件が起きる。
- 1910年
  - 8月
    - シアトルで、小笹三郎が設計を手掛けた「パナマ・ホテル」が開業。同ホテルは、現在でも営業しており、その一角は、シアトルの日本町にまつわる展示を行う「シアトル日系米国人博物館」となっている。
    - ミシガン大学ロー・スクールを卒業した2世の小澤アーサー健三郎が、日系人として初めて、ハワイ準州における弁護士資格を取得[113]。
- 1911年
  - アリゾナ州において、アメリカ市民権を持たない外国人による、土地の所有及び一定年数以上の借地が禁止される。
- 1912年
  - 3月27日 - ワシントンD.C.の西ポトマック公園（英語版）で、尾崎行雄東京市長から寄贈された、3,020本の桜の苗木の植樹式が執り行われる。

## 年表（大正時代）

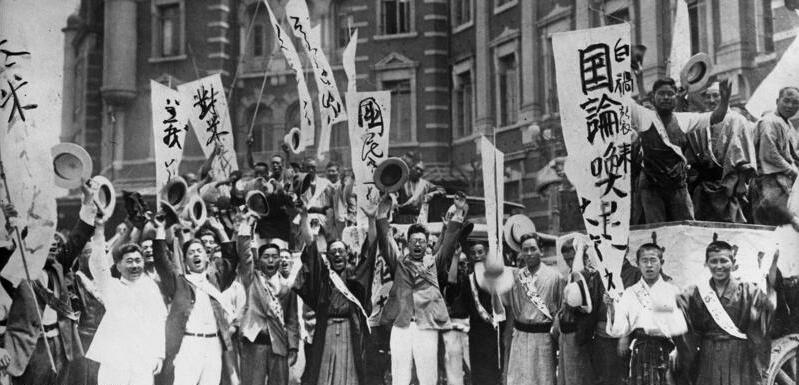
在日アメリカ大使館前で、排日移民法の制定に抗議する群衆（1924年8月撮影）

## 年表（大正時代）[114]
- 1912年
  - 12月7日 - 牧野フレッド金三郎（英語版）が、ホノルルで『ハワイ報知』を創刊。
- 1913年
  - 住田物産（現：エム・シー・フーズ）初代社長の住田多次郎が、ホノルルで「太平洋銀行」を開業する[108]。
  - 市橋倭が、アジア出身の博士号取得者として、初めてアメリカの大学（スタンフォード大学）で教職に就く。
  - 5月2日 - カリフォルニア州で、アリゾナ州と同様の法律（カリフォルニア州外国人土地法）が成立。1世による、土地の購入及び一定年数以上の借地が禁じられる。5月10日に、珍田駐米大使が抗議声明を出すも、8月10日より施行される。同時期に、アリゾナ州では期限を問わず、1世による一切の借地が禁じられる。その後、ワシントン・オレゴン・アイダホ・モンタナ・テキサス・カンザス・ミネソタにも波及。
- 1914年
  - アメリカ・カナダの日本人会を統括する「太平洋沿岸日本人会協議会」が発足。
- 1915年
  - 7月 - 在ロサンゼルス日本国総領事館が開設。
  - 9月1日 - ロサンゼルスで「南加中央日本人会」[注釈 47]が設立される。
- 1916年
  - 10月2日 - 住友銀行がホノルルで現地法人「布哇住友銀行」を設立[115]。
- 1917年
  - 4月6日 - アメリカが第一次世界大戦に参戦。終戦までに、約800人の1世が戦地へ出征した。
  - 4月13日 - 東京で「日米協会」が発足。
  - 8月16日 - ハワイ準州で、白人兵が西部戦線へ出征した防衛隊（英語版）において、596名の1世から成る日本人中隊が、留守部隊として組織される。英語を解さない隊員が大半だった為、命令等は日本語で行われた[111]。
- 1918年
  - 8月 - 片山潜らが、ニューヨークで「在米日本人社会主義者団」を設立。翌年にアメリカ共産党が結成されると、片山は党幹部に選出。同志達と共に「日本人部」を構成する。
- 1919年
  - ハワイ準州で、第一次世界大戦に従軍した、1世の退役軍人約400人に、アメリカ市民権が付与される。しかし、1922年に同措置は無効化された。
  - 10月30日 - 在米日本人会が、写真結婚の廃止を決議。
  - 11月 - 住友銀行が、シアトルで現地法人「沙港住友銀行」を設立。
- 1920年
  - 1月19日～7月1日 - 第2次オアフ島大ストライキ（英語版）
  - 2月25日 - 日本国政府が、「写真花嫁」に対するアメリカ行きの旅券発行を停止。
  - 9月1日 - 明治屋と満平薬局が、日本で初めてコカ・コーラを販売。
  - 11月2日 - カリフォルニア州において、『対外国人土地法修正法』が成立。アメリカ市民権を持つ未成年の日系人による土地所有も禁止される。1世は、我が子である2世を、抜け道的に土地所有者にする手段も、絶たれる事となった。翌年の1月に、幣原喜重郎駐米大使が抗議声明を出すも、2月にはワシントン州でも、同様の法案が成立。2州に住む1世達は、一連の差別法の合憲性を巡って訴訟を起こすも、1923年11月に連邦最高裁は、土地法修正法は合憲であると判断。これにより、日本人移民の中には農業を諦め、都市部へ流出していくほか、アメリカでの生活そのものに見切りをつけ、日本へ帰国する人々が、続出する事となった。
  - 11月24日 - ハワイ準州において、『外国語学校取締法』が成立。翌年の7月より、施行される。
- 1921年
  - この頃に、2世の誕生がピークを迎える。
  - 5月19日 - 連邦議会において『移民割当法（英語版）』（通称：ジョンソン法）が制定される。
  - 6月 - オレゴン州ポートランドのポートランド・ローズ・フェスティバル（英語版）で、同市近郊で農業を営む日本人農民が、自分達が栽培した野菜や果物をあしらった山車を作成して参加。動力車により牽引されるものを対象とした部門で、1等賞を授与される。
  - 7月19日 - カリフォルニア州ターロックで、58名の日本人労働者が、白人の自警団により、同市から追放される事件が起こる。矢田七太郎駐サンフランシスコ総領事は、連邦政府に対して、日本人移民に対する保護を要請[116]。
  - 11月4日 - 原敬暗殺事件が起きる。
- 1922年
  - 1月4日 - 日米国際電話が開通。
  - 9月22日 - 『ケーブル法（英語版）』が制定され、帰化不能外国人である男性と結婚した女性は、アメリカ市民権を剥奪される事となる。1931年に同法は修正され、1936年に撤廃される。
  - 11月13日 - 小沢孝雄による、アメリカへの帰化を求める請求を、連邦最高裁が棄却（小沢対アメリカ合衆国事件（英語版））。これにより、日本人は「帰化不能外国人」と規定される[111]。
  - 11月22日 - 山下宅治による、ワシントン州の外国人土地法を不服とした請求を、連邦最高裁が棄却（山下対ヒンクル事件（英語版））。
- 1923年
  - 4月15日 - サクラメント仏教会附属桜学園の寄宿舎が、メキシコ系アメリカ人のフォルトゥナート・バレンシア・パディージャにより放火され、11~17歳の日本人児童10名が犠牲となる。パディージャは、同年8月に地元警察へ出頭した後、9月1日に第一級殺人罪で起訴され、終身刑の判決を受ける。1970年に、カリフォルニア州のサン・クエンティン州立刑務所で獄死。
  - 7月 - 第一次世界大戦にアメリカ兵として出征した、熊本県出身の佐藤市蔵による、ハワイ準州で獲得した市民権が、本土へ渡った際に無効となった事を不服とした請求を、連邦最高裁が棄却。
  - 9月1日 - 関東大震災が発生。ロサンゼルスでは、「南加日本人救済本部」が設置され、義援金が約85万ドルに達した。全米各地における募金活動においても、約1,200万ドルが集まった。
- 1924年
  - 埴原正直駐米大使が、4月にチャールズ・エヴァンズ・ヒューズ国務長官へ宛てた『排日移民法』に抗議する旨の書簡が、アメリカ国内で問題化。これをきっかけに、連邦議会が排日に傾き、5月26日に同法が成立。施行は7月1日からだったものの、事実上本土へは6月24日の「シベリア丸」によるサンフランシスコ入港、ハワイへは6月28日の「笠戸丸」によるホノルル入港を最後に、日本人の移民が全面的に禁止された[注釈 48]。以降の日本人によるアメリカへの入国は、再渡航者・アメリカ出生者・旅行者・官吏及びその家族・通商航海条約の規定の下に商業を行う者・留学生等に限定される事となった。
  - 11月17日 - 日本において、当時の国籍法が改正され、アメリカ生まれの2世による日本国籍の放棄・離脱が認められる事となった。
- 1925年
  - 沿岸警備隊において、給仕として10年以上に亘って勤務していた、神奈川県出身の豊田ハリー秀光上等兵曹が、1921年5月にアメリカ市民権を許可されるも、1923年5月に無効化された事を、不服として提訴。マサチューセッツ州の州裁判所では勝訴するも、連邦最高裁で逆転敗訴。これがアメリカにおける、1世による最後の帰化訴訟となった[注釈 49][111]。
  - 岡山県出身の時岡政幸（英語版）が、ハーバード・ビジネス・スクールで日系人として初めて、MBAを取得[注釈 50]。
  - 3月 - 住友銀行が、サクラメントで現地法人「加州住友銀行」を設立。

## 年表（戦前昭和期）[117]
- 1927年

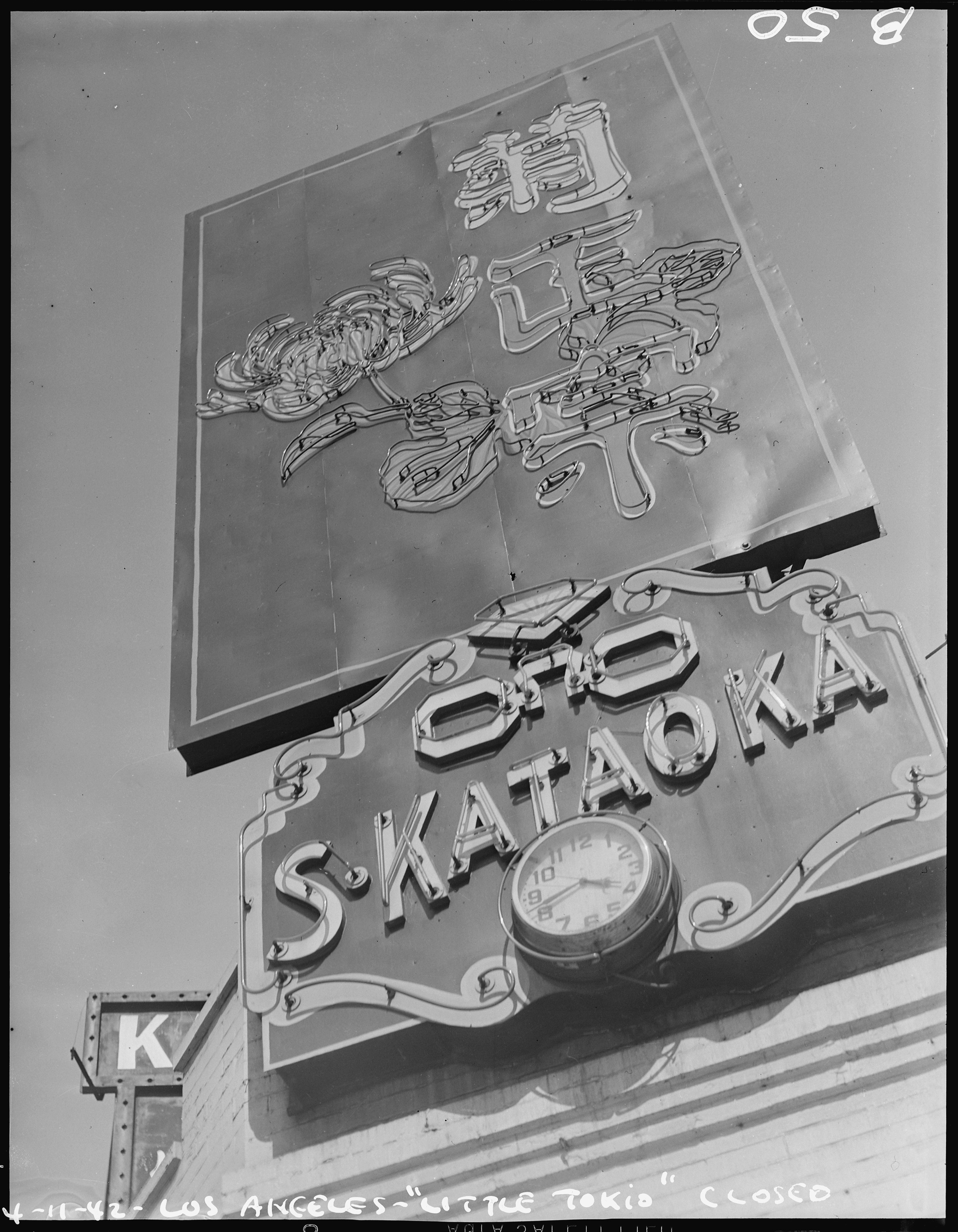
戦前のリトル・トーキョーに立つ、菊正宗のネオンサイン

  - 2月21日 - 連邦最高裁が、ハワイ準州における『外国語学校取締法』を、違憲であるとの判決を下す（ファリントン対徳重事件（英語版））。
  - 6月15日 - ハワイ準州で、2世のエリート男性による社交クラブ「布哇日本人公民協会 (HJCA)」が設立される[118]。
  - 7月8日 - 松平欽次郎[注釈 51]が、メリーランド州エドモンストン（英語版）市長に当選。アジア系として初めて、自治体の首長となる[119]。
  - 8月1～6日 - ホノルルで、ハワイ各島における日系コミュニティの代表者が集まり、桑島主計駐ホノルル総領事やウォレス・ファリントン（英語版）準州知事らも同席のもと、第1回日系市民会議が開催される。
- 1928年
  - 当時19歳だった福永マイルズ寛が、家庭の貧困と、両親がハワイ信託会社[注釈 52]の集金人から侮辱され続けていた事を苦に、同社への復讐を果たしたうえで、両親を故郷の山口県へ帰す為の費用を工面する事を計画。9月18日に、同社副社長の息子であるジョージ・ギル・ジェミソン（当時10歳）を誘拐。4,000ドルの身代金を奪って逃走したうえで、彼を殺害。数千人の群衆が、リンチを目的に福永が拘留されている警察署を取り囲むなど、ハワイにおける対日系人感情が、極めて悪化。同年10月に、ホノルル巡回裁判所は、福永に死刑判決を下す。弁護側は、心神耗弱を理由に再審を請求するも、翌1929年10月に連邦最高裁は、それを棄却。11月12日に、ローレンス・ジャッド（英語版）準州知事は、死刑執行状へ署名。11月19日に、刑が執行される。日系コミュニティにおいては、実直な文学青年・ホテルマンといった福永の人となりや、犯行に至った背景などから、再審運動が起きたにもかかわらず、判決からあまりにも早く死刑が執行された事に、「ハオレ（白人）は日本人を馬鹿にしている」といった憤りの声が、多く挙がった[121][122]。
  - 1世の森口富士松（英語版）が、ワシントン州タコマで「宇和島屋」を開業。
  - 古屋政次郎が、個人所有であった古屋商店の事業を、会社組織に変更。これに伴い、同商店を「太平洋商事会社」へ改称する。
- 1929年
  - 1月 - 柏原ハンス判九郎が、日系人として初めて、アメリカ警察（ホノルル（英語版））において警部に昇進[123]。
  - 2月14日 - シカゴで聖バレンタインデーの虐殺が発生。1世の藤田準之助（英語版）が、報道カメラマンとして唯一、事件の撮影に成功した。
  - 4月 - 城戸三郎らの呼び掛けによって、既存の2世組織を統合した全米規模の日系人組織となる「日系アメリカ人市民同盟 (JACL)」が設立される。これに伴い「太平洋沿岸日本人会協議会」は、同年7月16日を以て解散した。
  - 10月24日 - ウォール街大暴落

### 30年代

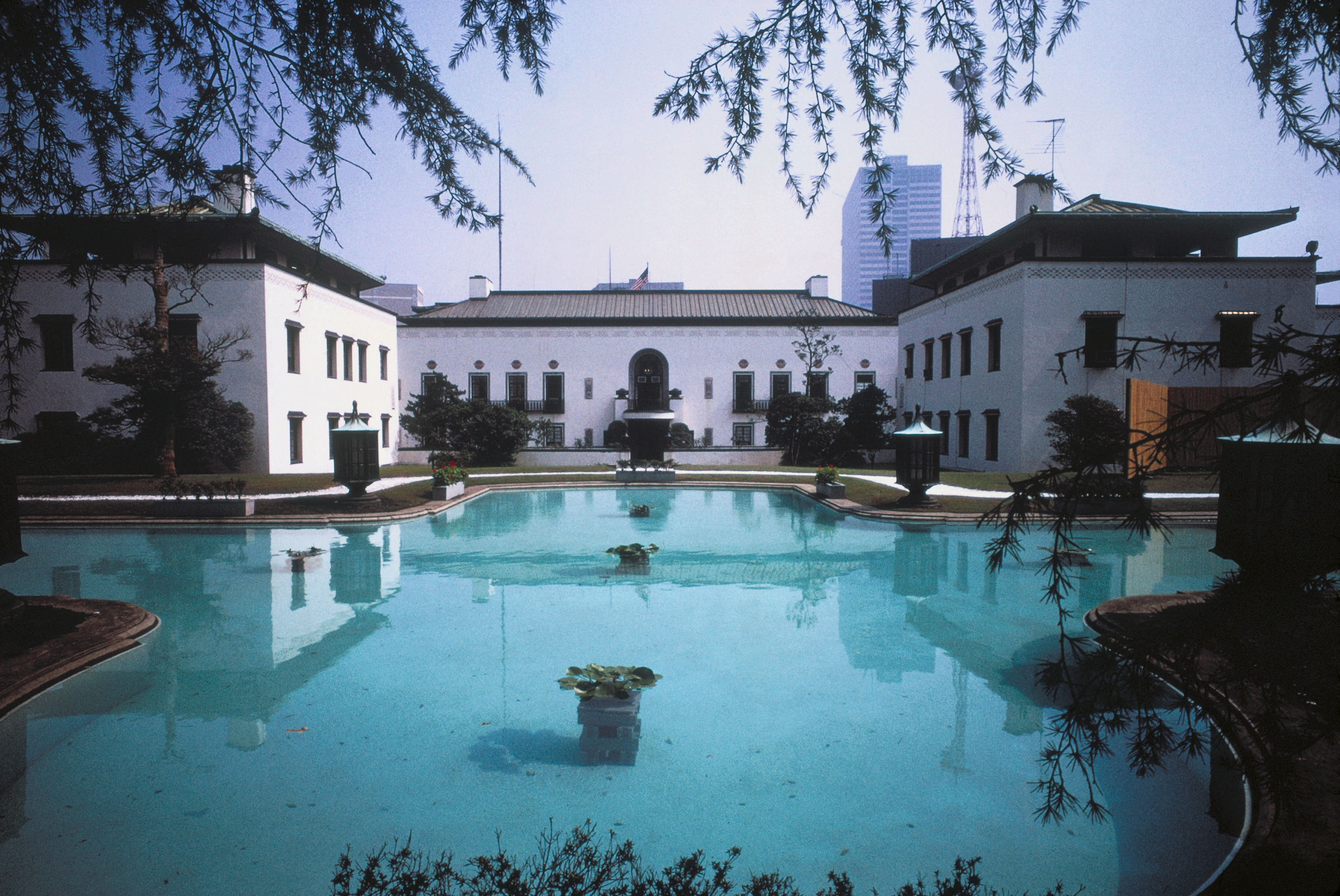
戦時中を挟み、1931年～1974年にかけて使用された、嘗ての在日アメリカ大使館本館

- この頃から、カリフォルニアとハワイの日系人達が、ようやく経済的に安定した生活を送れるようになる。
- 1930年
  - この頃から、アメリカで生まれた後に、渡日して教育を受け、帰国した「帰米2世」が増える。
  - 8月29日 - シアトルで、第1回JACL全国大会が開催される。
  - 11月4日 - ハワイ準州で、民主党の山城アンディ正義と共和党の岡多作が準州議会の下院議員、共和党の三宅昇（英語版）[注釈 53]が郡参事（カウアイ郡）に、日系人として初めて当選[124]。
- 1931年
  - 4～5月 - 高松宮宣仁親王・喜久子妃が、昭和天皇の名代として、カナダとアメリカを訪問。5月27日には、サンフランシスコにおいて、日本人移民達の前でスピーチを行う。帰路途中の6月2日には、ハワイへも寄港。
  - 10月 - 在アメリカ合衆国日本国大使館公邸が竣工。1978年まで、大使公邸として使用される。
  - 10月23日 - 太平洋商事会社と太平洋商業銀行が、世界恐慌の煽りを受け、経営破綻となる。
- 1932年
  - 2月4～15日 - レークプラシッドオリンピックが開催される。
  - 5月15日 - 五・一五事件
  - 7月30日～8月14日 - ロサンゼルスオリンピックが開催される。
- 1933年
  - 3月27日 - 日本が国際連盟を脱退。
  - 12月23日 - 継宮明仁親王（現在の上皇）が誕生。
- 1934年
  - 7月14～18日 - 第1回日米学生会議が、青山学院で開催される。
  - 7月23日 - 沖野トム留吉が、アジア系として初めて、ハワイ準州下級判事に就任[125]。
  - 8月13日 - リトル・トーキョーで、第1回「二世週日本祭」が開催される。
  - 9月9日 - アリゾナ州で、排日暴動が発生。12月28日までに、暴行などの被害を受けた日系人は、69名にのぼった。
  - 11月6日 - 帰米2世の労働運動家である米田カール剛三[注釈 54]が、日系人として初めて、本土の州議会（カリフォルニア州下院）議員選挙に、共産党の公認候補として出馬。当選には至らなかったものの、1,000票以上を獲得したという結果は、日系コミュニティに小さいながらも、確実に希望の光を灯すものだった[126]。
- 1935年
  - 2月14日 - 東京巨人軍が、初のアメリカ遠征へ出発。7月16日までに、2Aパシフィックコーストリーグの8球団に加え、カナダ・メキシコ・ハワイにおけるアマチュア・大学・バンクーバー朝日をはじめとする在留邦人のチームと、計109試合を戦い、75勝33敗1分の成績を残す。
  - 4月 - ワシントンD.C.で、第1回「全米桜祭り」が、斎藤博駐米大使やエレノア・ルーズベルト大統領夫人も同席のもと、開催される。
  - 6月1日 - NHKが、北米向けに「ラジオ・トウキョウ」の放送を開始。専任アナウンサーには、オレゴン州ポートランド出身の吉井チャールズ寿雄が抜擢される[127]。
  - 6月24日 - フランクリン・ルーズベルト大統領が、アジア系退役軍人にアメリカ市民権を付与する『ナイ・リー法』に署名。これに伴い、前述した佐藤市造をはじめとする、第一次世界大戦に従軍した1世の退役軍人838名が、正式にアメリカ市民となった[111]。
- 1936年
  - 2月5日 - 日本で初のプロ野球機構となる「日本職業野球連盟」が設立される。これに伴い、若林ヘンリー忠志や濃人渉をはじめとする、多くの2世の選手も、同リーグで活躍するようになる。
  - 2月26～29日 - 二・二六事件
  - 5月1日 - ハワイ準州ハワイ島では初のラジオ局となる、KHBCが開局。同時に、日本語放送も開始される。
- 1937年
  - この頃から、日本へ留学する2世が、続出するようになる。
  - 映画『妻よ薔薇のやうに』が、日本映画として初めて、アメリカで商業公開される。
  - 11月28日 - ロサンゼルスにあるエバーグリーン墓地（英語版）で、「南加同胞先亡者慰霊塔」が除幕される[128]。
- 1938年
  - 1月 - コロラド州ピアース（英語版）出身の豊錦喜一郎が、日系人として初めて、大相撲で初土俵を踏む。
  - 3月25日 - 日本・ハワイ間通話開通式が執り行われる。
  - 7月 - 廣瀬隆（英語版）と仲間清（英語版）が、全米水泳選手権大会で日系人として初めて、アメリカ代表の一員として出場[129]。
  - 7月15日 - 日本国政府が、1940年に予定していた札幌・東京でのオリンピックと、万国博覧会の開催中止を、正式に決定する。
  - 7月26日 - 連邦政府が、日米通商航海条約の破棄を通告。翌年1月26日に失効する。
  - 11月 - 山口ラルフ忠が、アジア系として初めて、ハワイ準州の副検事総長に任命される[130]。
- 1939年
  - この頃から、3世の誕生が始まる。
  - 4月14日～6月18日 - 宝塚歌劇団が「訪米芸術使節団」として、全米9都市で公演。
  - 4月30日～10月31日 - ニューヨーク万国博覧会の第1期が開催される。
  - 7月 - 勝谷富士子が、全米女子水泳選手権大会で日系人女性として初めて、アメリカ代表の一員として出場[131]。翌年6月には、ハワイAAU水泳選手権大会において、女子200m平泳ぎで、当時のアメリカ新記録を樹立。これに伴い、勝谷は日系人として初めて、オリンピックアメリカ代表に選出される。しかし、上述した通り、東京オリンピックは開催されず、その夢は打ち砕かれることとなった[132]。
  - 8月17日 - 国際情勢の悪化を受け、日本郵船による定期航路が休止となる。
  - 8月31日 - 前年より外務省の音楽親善使節として渡米していた古賀政男が作曲した『緑の月』『ああそれなのに』『男の純情』『酒は涙か溜息か』『丘を越えて』を、オーケストラアレンジしたものが、NBCを通じて全米に放送される。
  - 12月1日 - 外務省の「日米の親善を増進するには、アメリカで教育を受けた2世を、日本で日本精神を体得させ、良く日本を理解させる為の、適当な機関を設けるべき」という意向に基づき、河相達夫情報部長を中心として、同盟通信社と南満洲鉄道の支援のもと、東京市中野区に設立された2年制の教育機関「敝之館」に、在米の領事館により選抜された16名の第1期生が入校する。

### 40年代
- 1940年

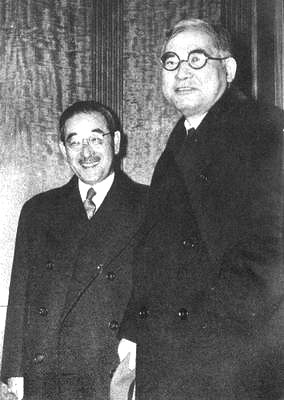
（左から）来栖三郎、野村吉三郎両駐米大使（1941年11月撮影）

  - ニューヨークで、1世のメソジスト教会牧師である赤松アルフレッド三郎を代表とした「東部日本人共護委員会」が設立される。
  - 南加中央日本人会が、「米国最大の日本人密集地に相応しい名称とするべき」という名分のもと、「米国中央日本人会 (CJAOA)」と改称される。
  - 1月 - ハワイ準州で、日本語を含めた外国語によるニュース放送が禁止される。
  - 5月11日～10月27日 - ニューヨーク万国博覧会の第2期が開催される。
  - 6月28日 - ルーズベルト大統領が、『スミス法（英語版）』（正式名称：外国人登録法）に署名。1世を含めた、アメリカ市民権を持たない全ての外国人に、指紋登録が義務付けられる。
  - 10月16日 - 連邦政府が、日本への屑鉄輸出を禁止する。
  - 11月4日 - 東京で、紀元二千六百年記念行事の一環としての「海外同胞大会」が開催される。アメリカを含めた海外諸国から、約1,500人の1世が参加。これに伴い、有田八郎議長・南郷三郎副議長・丸山鶴吉事務総長の三役の下で、「海外同胞中央会」が設立される。
  - 11月5日 - 共和党の阿部三次（英語版）が、日系人として初めて、ハワイ準州議会の上院議員に当選[注釈 55][133]。
- 1941年
  - 6月6日 - FBIが、在ロサンゼルス日本国総領事館駐在の立花止帝国海軍中佐を、スパイ容疑で逮捕。連邦政府は、立花と在シアトル総領事館駐在の岡田貞外茂帝国海軍少佐の2名に、ペルソナ・ノン・グラータを通告し、国外退去処分を下した（立花事件）。日本による第五列活動への恐れが、日系コミュニティを含めたアメリカ社会へ広がる[134]。これに伴い、『羅府新報』英文欄編集長の田中董梧（英語版）は、6月15日付の紙面で「今や日本は敵である」と明言し、2世は日本に銃を向ける覚悟がある事を、アメリカ社会へ向けて発信した。
  - 7月25日 - 連邦政府が、在米の日本資産を凍結。
  - 8月1日 - 連邦政府が、日本への石油輸出を禁止する。
  - 8月18日 - 民主党のジョン・ディンゲル・シニア（英語版）連邦下院議員（ミシガン州選出）が、ルーズベルト大統領宛に、日本が ｢おかしな事｣ を仕出かさない為の保証として、ハワイ在住の日系人1万人を、人質として抑留するよう示唆する旨の書簡を送る[134]。
  - 9月17日 - 前年6月から、ハワイ準州内で情報網の構築に取りかかっていた、ロバート・シャイバーズFBIハワイ支局長が、アメリカに忠誠的な日系人のリストを、白人社会から特に信頼が厚いHJCAの幹部である、若山ジャック喜代松会長や坂巻駿三（英語版）ハワイ大学助教授などから入手。同年11月末までに、情報源1,139名・連絡係50名の他、1世ではホノルル日本人商工会議所会頭などを歴任した住田代蔵（英語版）[注釈 56]、2世では日系人として初めてハーバード・ロー・スクールを卒業した弁護士の丸本正二（英語版）[注釈 54][注釈 57]をはじめとする、73名の日系人を含めた秘密情報提供者172名を、協力者として確保した。このようにFBIは、日系コミュニティ内における不穏な言動を把握する準備を、抜かりなく行っていた。当然ながら、日系人自身による情報提供は、日系コミュニティ内に、深刻な相互不信と亀裂を招く事となった[134][135]。
  - 10月 - 田中董梧が、1世の仲村権五郎CJAOA会長と共に、ワシントンD.C.を訪問。多くの要人達に、日系人の窮状を訴えたほか、日米開戦に至った場合の、日系人に対する措置などを質問した。結果として、ルーズベルト大統領からは、温かい同情の言葉が寄せられ、フランシス・ビドル（英語版）司法長官からは、文書による「最悪の事態が起きても、善良な市民である日系人は、合衆国憲法によって身の安全が保障されている」といった約束を、取り付けるまでに至った。
  - 10月20日 - 日本郵船が、何れも戦前では最後となる、バンクーバー・シアトル向けの氷川丸を横浜から、ホノルル向けの大洋丸を神戸から、それぞれ出航させる。
  - 11月1日
    - サンフランシスコで、帰米2世の弁護士である相磯ジョン藤雄を校長に据え、4名の日系人インストラクターと60名の生徒[注釈 58]により構成された、「陸軍情報部日本語学校 (MISLS)」が設置される。
    - 海軍が、カリフォルニア大学バークレー校とハーバード大学に「アメリカ海軍日本語学校」を設置。翌1942年6月23日には、2つのキャンパスをコロラド大学ボルダー校へ統合・移転する。

  - 11月5日 - 日本の南部仏印進駐による日米関係の悪化に伴い、外務省が来栖三郎を、前年11月に着任した野村吉三郎に続く、異例の「2人目の駐米大使」として派遣する事を決定。
  - 11月12日 - リトル・トーキョーにあるCJAOA本部が、FBIの家宅捜査を受け、記録や名簿が押収された[58]。

## 年表（第二次世界大戦期）[134][136]
- 1941年
  - 12月7日

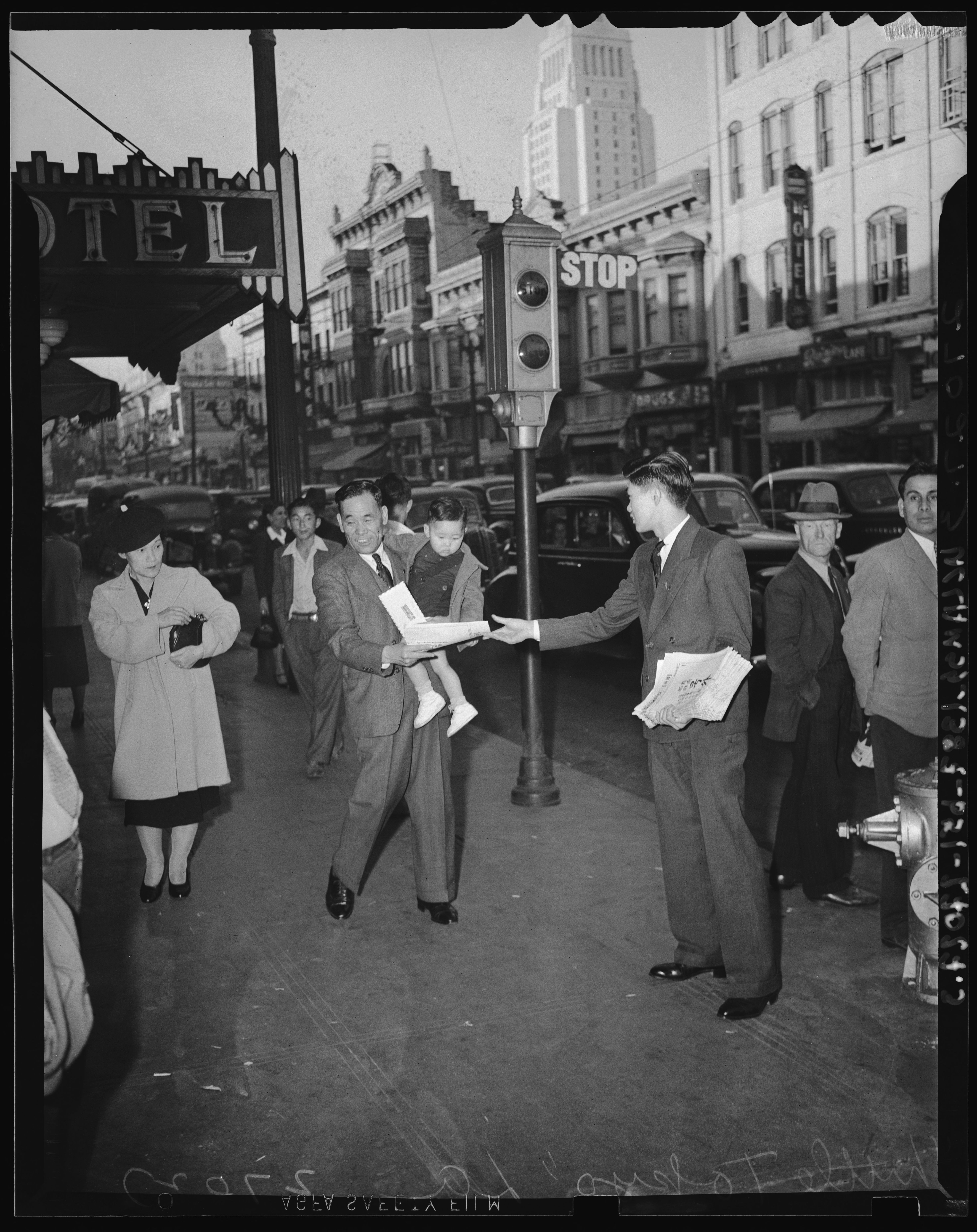
リトル・トーキョーで、真珠湾攻撃を伝える羅府新報の号外を受け取る日系人（1941年12月8日撮影）

    - 真珠湾攻撃を期に、太平洋戦争（大東亜戦争）が勃発。日米両国は国交を断絶し、交戦状態に突入。
    - 日本軍の攻撃により、同日中に23名の日本人・日系人が死亡した。
    - 西海岸では、野村・来栖両駐米大使による、コーデル・ハル国務長官への「対米覚書」手交から48時間以内に、日系コミュニティの指導者と見なされた1,291名が、FBIにより逮捕・拘留される[58]。
    - 15時30分に、ハワイ準州知事のジョゼフ・ポインデクスター（英語版）が、準州内に戒厳令（～1944年10月24日）と灯火管制（～1943年12月20日）を発令。軍政による準州の統治が始まる。
    - ハワイ準州教育省は、日本語学校の全校閉鎖を決定。

  - 12月9日 - ハワイ準州では、この日までに地元警察・FBI・軍警察によって、日本国籍者345名が、拘束される事となった[注釈 59]。
  - 12月11日 - 「東部日本人共護委員会」が、「日米民主委員会 (JACD)」へ改称。小室トーマス勉が委員長に就任。日本の軍国主義体制を真っ向から非難すると同時に、アメリカへの忠誠を誓う。
  - 12月13日 - 真珠湾攻撃の当日に、零戦でハワイ諸島のニイハウ島へ不時着した、空母「飛龍」所属の西開地重徳帝国海軍一等飛行兵曹が、島民に殺害される。西開地の通訳兼協力者だった2世の原田義雄は、散弾銃で自殺。翌日には、原田の妻・アイリーン梅乃と、1世の新谷石松が逮捕される（ニイハウ島事件）。
  - 12月22日 - ハワイ軍政府が、新聞に戦時公式政策を発表。「日本と開戦したとはいえ、日系人を解雇する余裕は無い」として、民間企業における彼等の再雇用を促す。同時に、「日系人の逮捕と捜査は継続するものの、集団強制立ち退きを実施する意図は無い」とも明言。
  - 12月23日 - 陸軍を名誉除隊した田阪ラリー貫一が、ロサンゼルスでフィリピン系住民に刺殺される。同様の日系人を狙った殺害・傷害事件は、同月の24日・25日・29日・30日・翌年1月1日と続く。
  - 12月29日 - カリフォルニア・オレゴン・ワシントン・モンタナ・アイダホ・ユタ・ネバダにおける全ての「敵性市民」に、短波ラジオ・カメラ・双眼鏡・武器といった禁制品の引き渡しが命じられる[137]。

### 1942年

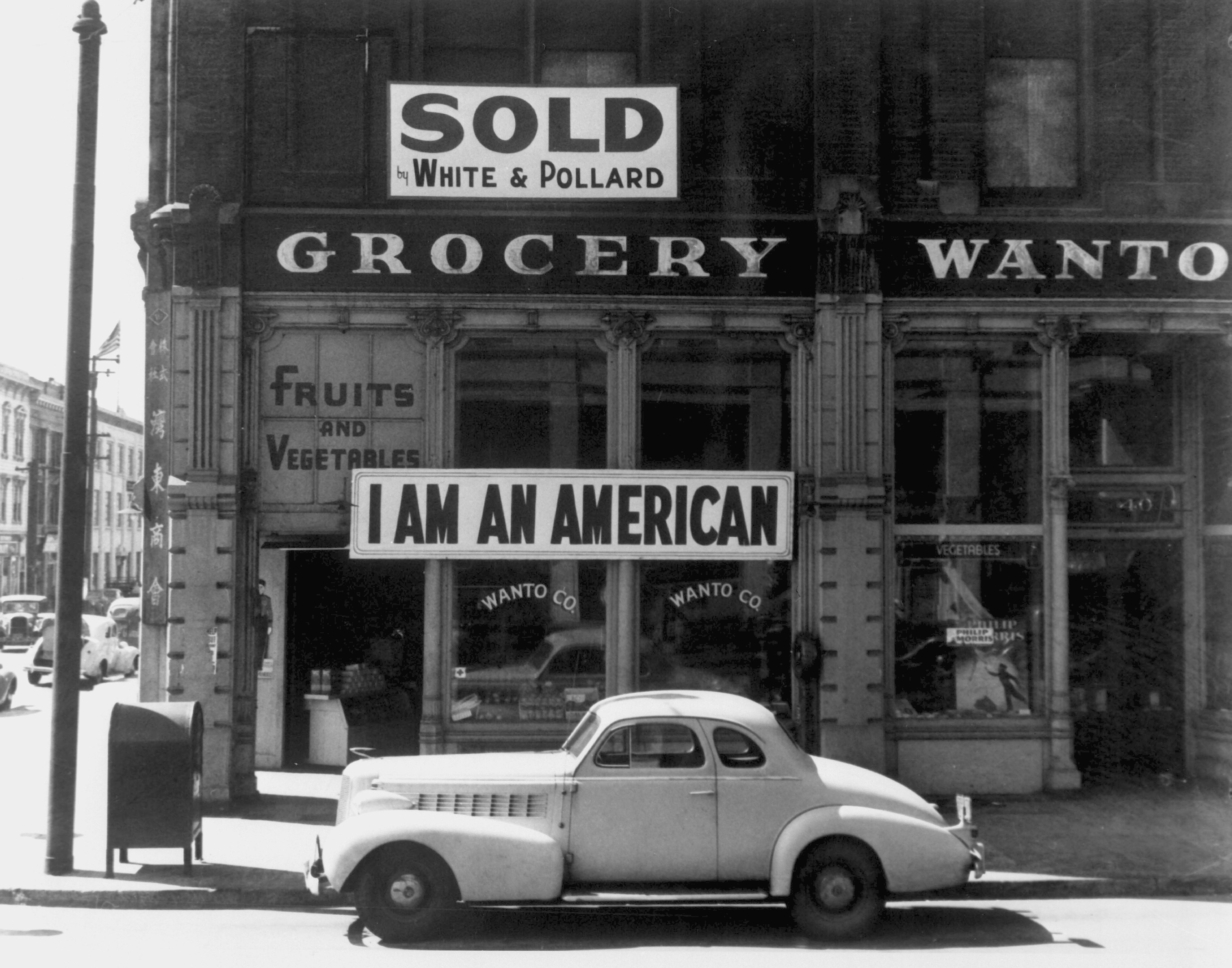
増田辰郎が、サンフランシスコで自身が経営する湾東商会の店頭に掲げた「私はアメリカ人だ」と書かれた看板（1942年3月13日撮影）

- 1月6日 - 『ハワイ報知』と『布哇タイムス』の2紙が、軍政府による検閲を受けるという条件付きで、日本語による新聞発行が認められる。
- 1月19日 - ハワイ準州における約2,000人の日系人兵士が、「4-C（徴兵不可の外国人）」に分類され、事前通告もないまま除隊させられる[58]。
- 1月26日 - 海軍情報局 (ONI) が、ケネス・リングル少佐[注釈 60]による報告書を発表。

| - 2世のうち3/4は、積極的にアメリカへ忠誠を示し、1世の大多数は高齢かつ無気力で、消極的忠誠を示す。 - 西海岸とハワイで綿密な調査をしたが、2世や居住歴の長い日本人から、妨害行為・破壊行為・スパイ行為・第五列的行為の証拠は、一切出てこなかった。 - 潜在的にアメリカへ不忠誠な日本人移民・日系人は、3,500人未満である。そして、その殆どが既に拘引されている、若しくはONI・FBIが、事前に把握している者達である。よって、日系人が軍事的安全に及ぼす脅威は、極めて小さい。 |

と結論付けた。
- 2月3日 - J・エドガー・フーヴァーFBI長官が、ビドル司法長官に、日系人への集団強制立ち退きを、熱烈に求める世論に関する分析を報告。

| 集団強制立ち退きの必要性は、事実に基づいたデータではなく、主として大衆の圧力と政治的圧力に基づいている。 |

と結論付けた。
- 2月8日 - ハワイ準州で、丸本正二を委員長として、日系人のアメリカ化推進により、同コミュニティにおける不安・絶望・混乱を払拭し、軍政当局との連携強化を目的とした「非常時奉仕委員会 (ESC)」が発足する[135]。
- 2月19日
  - ルーズベルト大統領が『大統領令9066号』に署名。「保護」の名目で、西海岸に住む日系人全員に加え、ハワイの日系コミュニティにおける指導者と見なされた人々の計約12万人が、全米10ヶ所に建設された収容所に抑留される（日系人の強制収容）。
  - ハワイで逮捕され、抑留処分となった日系・ドイツ系・イタリア系をはじめとする「敵性外国人」に対する、最初の本土移送が実施される｡ 日本人抑留者の移送は、1943年12月2日までにかけて、10回に分けて行われた。
- 2月25日 - ハワイ準州で、第34戦闘工兵連隊のもとに「大学勝利奉仕団 (VVV)」が編成される。1月30日に、後にESCの副委員長となる吉田繁雄が、除隊させられた元兵士の日系人を代表して、デロス・エモンズ中将に請願書を提出した事に伴うもの。
- 3月18日 - ルーズベルト大統領が『大統領令9102号（英語版）』に署名。収容所に抑留された日系人の管理を担当する「戦時転住局（英語版） (WRA)」が設置される。
- 4月 - 第一次世界大戦に従軍し、米国在郷軍人会（英語版）の役員も勤めていたハワイ出身の若山アーネスト金蔵と妻・ときが、アメリカ自由人権協会に対し、強制収容への異議と人身保護礼状の請求を申し立てる。同年10月より、判事による請願内容の聞き取りが始まる。夫妻の弁護団の一員であるヒュー・マクベス・シニア（英語版）弁護士は、補足説明と口頭弁論の際に、「人種に基づく強制収容は、憲法違反であり、差別である」と非難した[141]。
- 4月2日 - カリフォルニア州人事委員会が、日系人州職員の全員解雇を表明。『エンドウ事件』の原因となる。
- 5月 - MISLSにおける最初の卒業生45名が、アリューシャン諸島ならびに南太平洋に派遣される。
- 5月13日 - WRAが、集合センター及び強制収容所で、季節農業労働者を募集することを許可。5月20日に、第1陣がオレゴン州のテンサイ畑へ向かう[137]。
- 6月12日 - ハワイ出身の日系人兵士によって、「第100歩兵大隊」が編成される。
- 6月17日 - 日本側の第一次日米交換船・浅間丸が、横浜から出航。
- 6月18日 - アメリカ側の第一次日米交換船・グリップスホルム号（スウェーデン船籍）が、ニューヨークから出航。
- 6月20日 - WRAが、日系人の出所方針を決定する。
- 7月12日 - 元カリフォルニア州陸運局職員の遠藤美津江が、「州職員を解雇された事は、アメリカ市民としての公民権侵害にあたる」と主張。遠藤の弁護人であるジェームズ・パーセルは、彼女の身柄を管轄するWRAのミルトン・アイゼンハワー（英語版）局長を相手取って、北カリフォルニア地区連邦裁判所に、人身保護令状を請求を申し立てる。
- 7月21日 - ESCが、HJCAを吸収合併する事を表明。
- 7月27日 - ニューメキシコ州にある司法省が管轄するローズバーグ抑留所で、何れも1世の小畠都四郎と磯村広太が、クラレンス・バールソン上等兵によって射殺される。後に、バールソンは無罪となる（ローズバーグの殺人）。
- 9月14日 - 西部防衛司令部長官のジョン・L・デウィット（英語版）中将が、西海岸における日系人の立ち退き完了を発表[58]。
- 10月 - 「海外同胞中央会」を母体とした、「敵国在留同胞対策委員会」が発足。太平洋戦争開戦に伴い、アメリカを含めた交戦国に抑留された日本人・日系人の救恤事業に取り組む。
- 11月14日 - ポストン収容所で、秘密情報提供者だった西村ケイ一雄が襲撃を受け、2名が逮捕される。被収容者によるハンストの原因となる[137]。
- 12月5～6日 - マンザナー収容所で、WRAとJACLによる収容所の管理体制に反発した、帰米2世の上野ハリー義雄（英語版）を中心とする抑留者達が、JACL幹部の田山フレッド勝を襲撃する暴動を起こす。当局による武力鎮圧の際、当時17歳の伊藤ジェームズ博と21歳の金川ジェームズ克二の2名が死亡。これを受けてWRAは、トラブルメーカーと見なした抑留者を隔離する為の施設を、同月10日よりユタ州モアブに設置する事とした[注釈 62]。
- 12月16日 - 統合参謀本部が、日系人のみで編成された戦闘部隊の創設を、ジョージ・マーシャル陸軍参謀総長に提案。翌1943年1月1日に、マーシャルがそれを承認。1月28日に日系人による連隊規模の部隊を、編制する事が発表された。

### 1943年

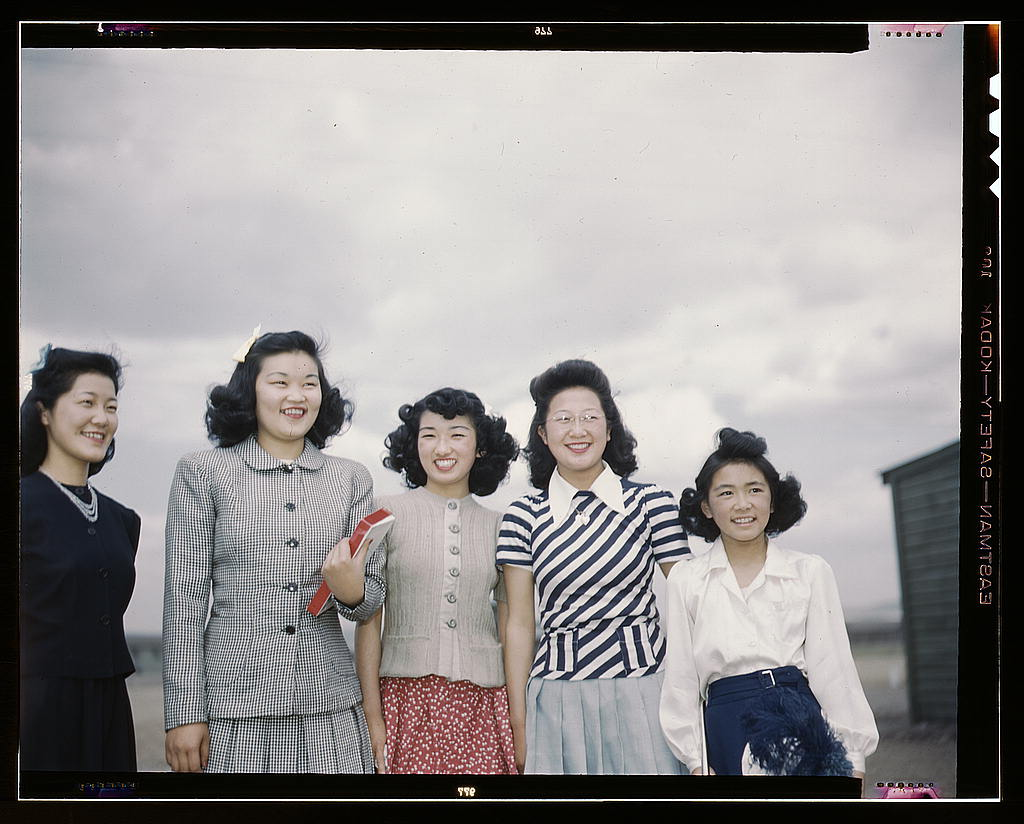
トゥーリーレイク収容所での日系人女性達（1943年8月撮影）

- 1月4日 - WRAが、シカゴとソルトレイクシティに、収容所からの再定住支援を目的としたエリア・オフィスを設置する。
- 1月5日 - 陸軍が、ミシガン大学に白人生徒のみを対象とした「アメリカ陸軍日本語学校」を設置。
- 1月31日 - VVVの兵士達の希望に伴い、同部隊は解散となり、100大隊への入隊が可能となる。
- 2月1日 - 「第442連隊戦闘団」が編成される。
- 2月4日 - 若山夫妻に人身保護礼状が付与され、本格的な審理の開始も予定された。しかし、マンザナー収容所における村八分に憔悴しきっていた夫妻は、日本への帰国を請願。戦後の1945年12月に、妻の祖先の故郷である熊本県に移住した[注釈 63][142]。
- 2月10日 - 収容所の日系人に、“Application for Leave Clearance（出所申請書）”が、配布される。特に、

質問27：貴方は命令を受けたら、如何なる地域であれ、合衆国軍隊の戦闘任務に服しますか?
質問28：貴方は合衆国に忠誠を誓い、国内外における如何なる攻撃に対しても、合衆国を忠実に守り、且つ日本国天皇・外国政府・団体への忠節・従順を、誓って否定しますか?
と記載された、所謂「忠誠登録」が、論争の的となる。
- 3月 - ラジオ・トウキョウ（現：NHKワールド・ラジオ日本）が、アイバ・ダキノをはじめとする、日本に居住する2世女性達で構成された「東京ローズ」を、DJに起用した連合国軍向けプロパガンダ放送『ゼロ・アワー』の放送を開始（～1945年8月14日）。
- 4月18日 - 山本五十六帝国海軍大将が、前線視察中にブーゲンビル島上空で、搭乗機を米軍機に撃墜され死亡（海軍甲事件）。第二次世界大戦時の日本軍において、敵襲により戦死した最高位の軍人となる。死後、日本国政府より元帥に叙せられ、大勲位菊花大綬章を授与される。
- 5月31日 - 広島県出身でカリフォルニア州医師免許を持つ辰口ポール信夫帝国陸軍軍医曹長が、アッツ島の戦いで戦死。辰口による日記は、同島での戦闘が終結した後に発見され、MISの梅谷サム保夫3等軍曹が英訳。米軍内で大きな反響を呼び、終戦後にアメリカ国内でも出版される事となった。
- 6月5日 - ハワイの日系人約1,700人が、連邦政府に「東京爆撃」を要請すべく、1万340ドルの小切手を、中部太平洋陸軍司令官のロバート・C・リチャードソン・ジュニア（英語版）中将へ贈呈する[143]。
- 6月21日 - 日系人への強制収容に抗議すべく、夜間外出禁止令に違反した平林ゴードン潔と安井稔が、連邦最高裁で有罪判決を受ける（ヒラバヤシ対アメリカ合衆国事件（英語版）、ヤスイ対アメリカ合衆国事件（英語版））。
- 9月2日 - 「忠誠登録」に“No-No”と回答した者の割合が、最も高かったトゥーリーレイク収容所[注釈 64]において、日本への帰国を希望した者達の第1陣が、第二次日米交換船[注釈 65]でアメリカを離れる。ただし、帰国希望者が当局側の予想を上回った事から、終戦まで同収容所に留め置かれた者も多かった。以降は、1946年2月23日に最後の送還船が出航するまで、4,724名の「No-No組」が、日本へ帰国する事となった[注釈 66][145]。
- 9月13日 - トゥーリーレイク収容所で、「Yes-Yes組」と「No-No組」の隔離が始まる。これ以降「Yes-Yes組」は、他の収容所へ送られる。5日後には、他の収容所における「No-No組」が、同収容所に到着する[注釈 67]。
- 9月14日 - 日本側の第二次日米交換船・帝亜丸が、茶5万斤、味噌7,000貫、醤油8,600樽、日本語書籍・囲碁・将棋53トンから成る「敵国在留同胞救恤品」を積載し、横浜から出航。アメリカ国内の日系人収容所へ届けられる。
- 9月22日 - 100大隊がヨーロッパ西部戦線に参戦。イタリアやフランス（英語版）を転戦し、モンテ・カッシーノの戦いなど各地で、その激闘ぶりを賞賛される。
- 9月29日 - イタリア戦線において、100大隊の高田ジョセフ繁雄3等軍曹が、日系人兵士として初の戦死者となり、殊勲十字章を授与される。
- 10月
  - トゥーリーレイク収容所で、被収容者の男性が、トラック事故で死亡。その際、未亡人に対する補償が余りにも少なかった事に、他の被収容者達が反発し、大規模なストライキを起こす。これに対してWRAは、「相場の10倍の賃金を与える」という触れ込みで、他の収容所から234名の日系人を集めて、スト破りを実行。それでも、被収容者達が屈服する様子を見せなかった事から、WRAは軍隊を投入し、収容所の管轄権も軍警察へ移行。11月14日には、軍警察が戒厳令を施行し、約350人が収容所内の営倉に監禁、約1,200人の1世が司法省が管轄する敵国人抑留所へ送致された。その為、翌1944年の年明けに、「これ以上の抵抗は、収容所に対する食糧封鎖すら起こしかねない」と判断した被収容者達は、ストライキを撤回。1月15日に、収容所の管轄権はWRAに戻され、戒厳令も解除された[147]。
  - 同年の晩春にコロラド州のアマチ収容所を出所した後、州内のタマネギ農園で働いていた、何れも既婚者であるカリフォルニア州出身の設楽3姉妹が、近隣のトリニダード捕虜収容所から、同農園へ労務作業に訪れていたドイツ人捕虜であるハインリッヒ・ヘルダーとヘルマン・ローシャーと、不倫関係となる。それを期に、ヘルダーとローシャーは同月18日に同収容所を脱走し、民間人に成り済ます為の男性服を用意していた姉妹達と合流。南下を図るも、車がエンストを起こした事を機に、双方は別れる。2名は、ニューメキシコ州ワトラス（英語版）へ辿り着いたが、地元の女性達とバーで遊んでいる所を逮捕される。その際、姉妹達が渡したと思われる現金や地図に加え、彼女達とキスや抱擁を交わす写真が、何枚も押収される。当局側は、同収容所からの更なる脱走が起きる事態を防ぐべく、逃走の経緯について詳しく証言すれば、刑を減刑するという司法取引を2名に持ち掛けたところ、姉妹達による脱走幇助を自供。マスメディアは、一連の出来事を“Japanazi Romance”と銘打ち、前代未聞の醜聞として大々的に報道した。翌1944年5月2日に、コロラド州の連邦大陪審は、姉妹達を起訴し、8月11日に反逆陰謀罪で有罪が確定。長女・ウォレス鶴子が2年、次女・大谷フローレンス静江と三女・谷越ビリー操が、22ヶ月の実刑判決を受け、ウェストバージニア州の連邦女性刑務所に収監される。姉妹達は、何れも1946年に刑期満了で出所[148][149][150]。
- 11月 - トゥーリーレイク収容所において、アメリカ生まれの2~3世が日本へ渡った後に、「日本人」として生活できる下地を整える事を目的とした、収容者達の出資・運営による8校の国民学校が設置される[144]。

### 1944年

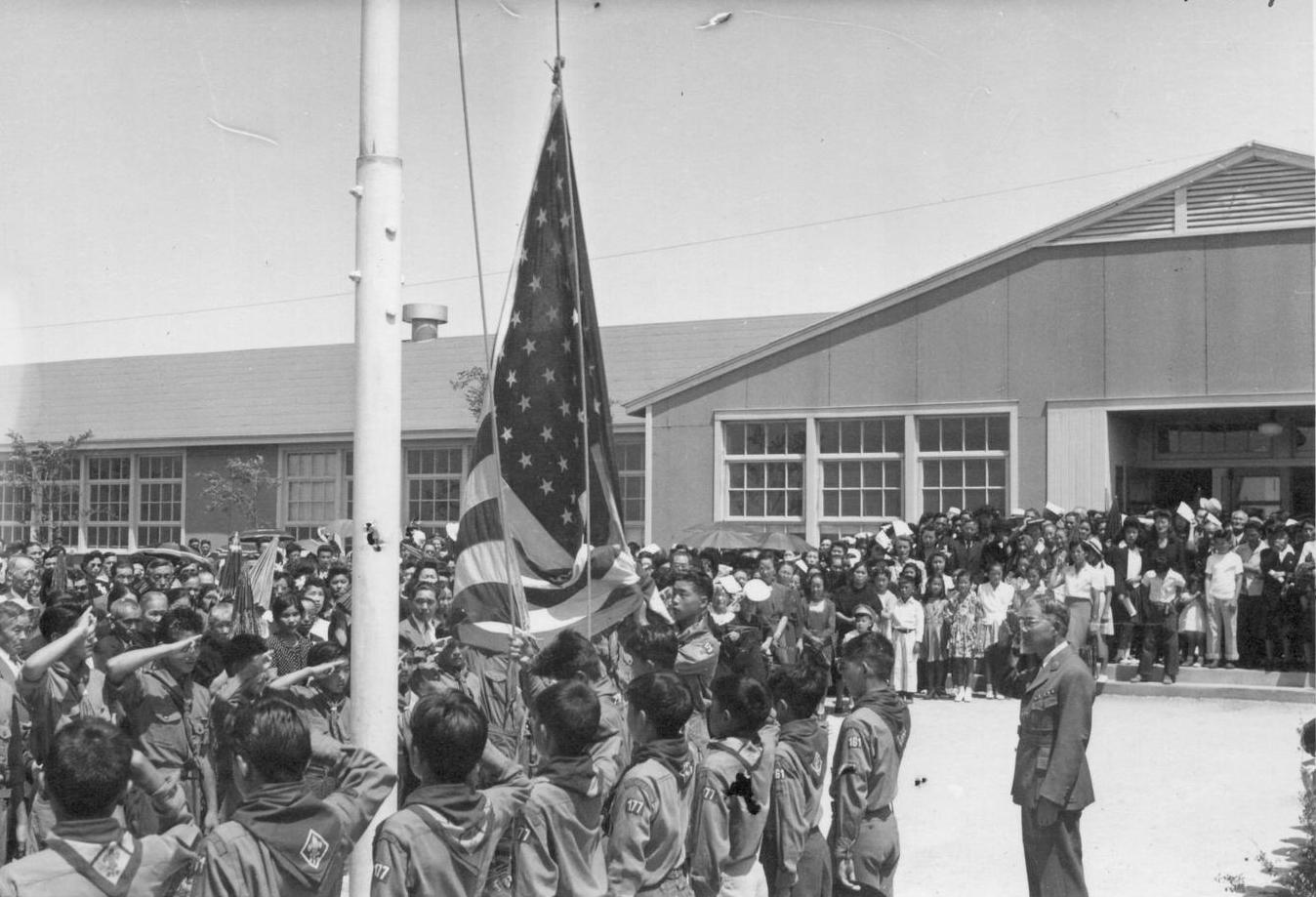
アマチ収容所出身の初戦死者6名を追悼する式典において、半旗を掲げるボーイスカウトのメンバー（1944年8月5日撮影）

- 4月26日 - ハワイ準州で「第1399建設工兵大隊」が編成される。
- 5月 - トゥーリーレイク収容所で、全ての集会が禁止され、学校・職場・スポーツ・レクリエーションも閉鎖される[147]。
- 5月10日 - 連邦最高裁が、江見フランク誠之（英語版）をはじめとする、ハートマウンテン収容所における徴兵忌避者63名に関する起訴を受理。同年6月24日に、有罪・実刑判決が確定する[58]。
- 6月11日 - 100大隊が442連隊に統合される。
- 6月22日 - ルーズベルト大統領が、『1944年復員兵援護法』に署名。この法案を期に、2世の教育水準は一気に高まる事となった。
- 6月23日 - ニューギニアの戦いにおいて、MISの水足テリー行隆技術軍曹が、同部隊における初の戦死者となる。死後、銀星章と名誉戦傷章を授与される。
- 7月1日 - ルーズベルト大統領が、『1944年市民権放棄法（英語版）』（通称：帰化取り消し法）に署名。アメリカ市民権の放棄を希望する収容者には、その権利が与えられる事となった。
- 7月9日 - サイパンの戦いが、アメリカ側の勝利により終結。この結果、日本の絶対国防圏が、事実上破られる事となり、7月22日に東條内閣が総辞職する。
- 7月26日 - MISの久保ボブ保一4等技術兵が、サイパン島で8人の日本兵と、彼等により洞窟に監禁されていた122人の民間人を、1人の死者も出さず、投降させる事に成功。同年10月18日に、同部隊の隊員としては初となる、殊勲十字章を授与される。
- 8月8日 - 関門鉄道トンネルが、上下線ともに開通。
- 10月26日 - ドイツ軍により包囲され、救出困難と判断された事から、「失われた大隊」と呼ばれ始めていた第36歩兵師団（英語版）第141歩兵連隊（英語版）第1大隊（通称：テキサス大隊）を救出する為の作戦が、ルーズベルト大統領から442連隊に対して命じられる。10月31日に作戦は成功するも、211名のテキサス大隊員を救出する為に、442連隊は56名の戦死者と約800人の負傷者を出す犠牲を払った。同戦闘は、後に「米陸軍における10大戦闘」の一つとして数えられる事なった。
- 11月24日 - 戦争省が、アメリカ市民権を持たない1世でも、所定の条件を満たした者に限り、陸軍へ志願する資格を与える旨を発表[151]。結果として、終戦までに40名の1世[注釈 68]が、米陸軍兵として軍務に服した。
- 11月29日 - オレゴン州フッドリバーで、郡庁舎にある「名誉の壁」から、16名の2世兵士の名前が削除される。しかし、翌1945年1月3日に、同市出身のMIS隊員である蜂谷フランク忠一3等軍曹が、フィリピンの戦いにおいて、勇戦の末に戦死。技術軍曹へ2階級特進したうえで、銀星章を授与される。これを期にフットリバーには、全米中から抗議の声が寄せられる事となり、同年4月29日に、16名の名前は壁に復元された。
- 12月18日 - 連邦最高裁が、日系アメリカ人抑留そのものの違憲性を訴えた是松フレッド豊三郎の主張を退ける（コレマツ対アメリカ合衆国事件）。同日、エンドウ事件においては「忠誠な市民の身体を拘束しておく事は、憲法違反である」と判断する。これらの判決以降、WRAと戦争省は、日系人への強制収容と西海岸における立ち退き命令を継続させる事が困難となる。しかし一方で、この事は一部の収容者の間で、アメリカ市民権放棄の動きを加速させる事態を招き、終戦までに5,589名の日系人が、アメリカ市民権の放棄を申し出た。

### 1945年

イタリア戦線における442連隊員達（1945年4月4日撮影）

- 1月2日 - 西海岸における、日系人への立ち退き命令が解除される。
- 1月15日 - 外務省が、在米抑留邦人1,653名の氏名を発表。
- 2月 - フランスのコート・ダジュールに駐屯中だった、442連隊の樫野四郎（英語版）2等軍曹が、同僚隊員と同じ米軍の憲兵が喧嘩騒ぎを起こした際に、その仲裁に入った廉で、直属の大隊長であるアルフレッド・パーセル中佐の命令により逮捕。軍の留置所に収監される[注釈 69]。1ヶ月後に仮釈放となり、ゴシック・ライン（英語版）の戦いへ従事し、銀星章と3個の名誉戦傷章を授与される[注釈 70]。しかし、ドイツ降伏の直後に行われた軍法会議で、禁錮6ヶ月の実刑[注釈 71]と2等兵への降格という判決が下された[153]。
- 2月17日 - シカゴ出身の日米混血である来栖良帝国陸軍大尉が、多摩飛行場で事故死。
- 4月6日 - サクラメント出身の松藤大治[注釈 72]帝国海軍少尉が、「菊水一号作戦」に神風特別攻撃隊の一員として参加。宮武信夫帝国海軍大尉が指揮する第1七生隊の3番機として、鹿屋航空基地より出撃し、沖縄近海で戦死。同日に決行された連合艦隊最後の特攻出撃である「天一号作戦」においても、5名の2世達が、戦艦「大和」や軽巡洋艦「矢矧」等に、軍令部特信班の情報通信兵として乗船し、艦と運命を共にした[154]。
- 4月12日 - ルーズベルト大統領が急逝。これに伴い、ハリー・S・トルーマン副大統領が、大統領に昇格する。
- 4月29日 - 442連隊の一部隊である第522野戦砲兵大隊が、ナチス・ドイツのダッハウ強制収容所を解放。推計6,000人のユダヤ人が救出される。しかし、この事実は1992年まで公表されなかった。
- 6月18日 - 沖縄戦で、米陸軍のサイモン・B・バックナー・ジュニア中将が、日本兵の狙撃により死亡。第二次世界大戦時の米軍において、敵襲により戦死した最高位の軍人となる。1954年7月19日に、特別合衆国議会制定法（英語版）『公法83 - 508』により、大将を追贈される。
- 7月7日 - 100大隊の福田光義少佐が、同大隊の指揮官に任命。アジア系として初めて、米陸軍で大隊長となる[155]。
- 8月6日 - 広島市へ、原子爆弾が投下される。これにより、諸事情により帰米できなかった多数の日系アメリカ人が、被爆する事となった。
- 8月9日 - 長崎市へ、原子爆弾が投下される。
- 8月15日 - 昭和天皇が「大東亜戦争終結の詔書」を朗読する『玉音放送』が、ラジオ放送され、ポツダム宣言の受諾と連合国への降伏が、日本国民に伝えられる。後日、全米各地の収容所でも、同放送を録音したものが流される。

## 年表（朝鮮半島介入期）[156]
- 1945年

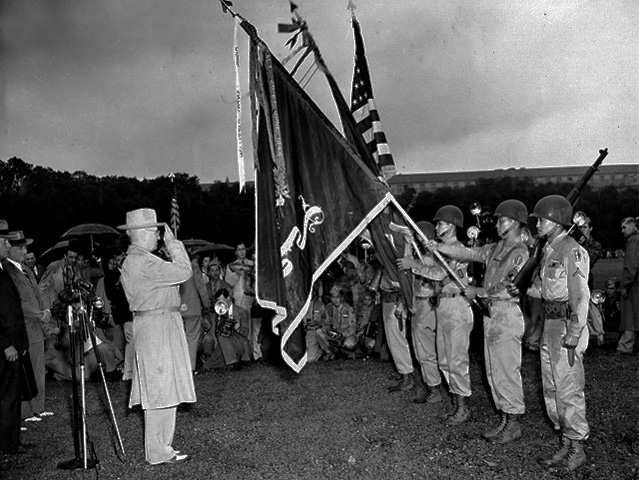
442連隊の連隊旗に、自らの手で大統領部隊感状を括り付けるトルーマン大統領（1946年7月15日撮影）

  - 「在外同胞対策委員会」が、「敵国在留同胞対策委員会」から財産移譲を受ける形で発足。
  - 9月2日 - 戦艦「ミズーリ」における日本の降伏文書調印に伴い、第二次世界大戦が正式に終結。調印式には、連合国軍側通訳としてMIS少尉の坂本トーマス時雄・幸村次郎・吉村登、日本側通訳としてハワイ出身の和田ジミー隆太郎の計4名の2世も同席[75]。
  - 9月27日 - 在日アメリカ大使館で、第1回昭和天皇・マッカーサー会見が行われる。以降、1951年4月15日まで、11回に亘って実施される。
  - 9月30日 - ESCが解散。
  - 10月2日 - 「連合国軍最高司令官総司令部 (GHQ)」が、第一生命館に設置される（～1952年4月28日）。
  - 10月24日 - ハワイ準州における全ての統治機能が、文民政府に戻される[134]。
  - 11月15日 - 藤井僚一が、シカゴで『シカゴ新報』を創刊。
- 1946年
  - 利益代表国の管理下に置かれていた、全米各地の日本国大使館及び総領事館の建物を、連邦政府が接収する。
  - 塚本ウォルター武雄が、日系人として初めて、連邦最高裁判所弁護士会に登録される[157]。
  - 元442連隊技術軍曹の2代目土田五郎が、日系人として初めて、本土（シカゴ）において警察官となる[158]。
  - ルース・ベネディクトが、アメリカ史上初の日本人論を題材とした著作となる、『菊と刀』を発表。日本では、長谷川松治による邦訳版が、1948年12月28日に出版される。
  - 2月28日～3月4日 - コロラド州デンバーで、戦後初のJACL全国大会が、開催される。
  - 3月7日 - ヨーロッパ西部戦線に従軍し、戦死した元100大隊上等兵の旨森貞夫に、日系人として初めて、名誉勲章が授与される。
  - 3月20日 - トゥーリーレイク収容所の閉鎖を以て、全収容所の運営が終了。
  - 5月3日 - 極東国際軍事裁判（東京裁判）が開廷。G2翻訳通訳部軍属の言語裁定官である、MISの伊丹デイヴィッド明少尉の他、広田弘毅元首相や東郷茂徳元外務大臣の担当弁護人である山岡譲爾など、多くの2世が同裁判に携わる事となった[159]。
  - 6月 - 米軍の日本語学校3校が閉校。
  - 6月26日 - WRAが解散。
  - 6月29日 - 進駐軍として日本に駐留した米兵と婚約した日本人女性に、アメリカへの渡航を許可する『G.I.婚約者法（英語版）』が成立。
  - 7月9日 - JACLが、1世の帰化権獲得及び日本への送還の停止、強制立ち退きへの補償などを、連邦議会で立法化させる事を目的とした「反差別委員会」を、ユタ州で法人組織として設立。翌年1月27日に岡田訂JACL会長は、正岡マイク優委員長をロビイストとして、ワシントンD.C.へ派遣した。
  - 7月15日 - ホワイトハウス南側のザ・エリプス（英語版）で、トルーマン大統領の主催による、442連隊の歓迎式典が執り行われる。翌月の16日を以て解散。最終的に同連隊は、その活動期間と規模に比して、アメリカ合衆国軍事史上において、最も多くの勲章を受けた部隊となり、歴史にその名を残す事になった。
  - 11月 - 何れも1世の浅野七之助と安井關治がそれぞれ設立した、サンフランシスコの「日本難民救済会」とニューヨークの「日本救援紐育委員会」が中心となり、「ララ物資」の提供が開始される。多くの日系人達が、自身の窮状を顧みず、この活動に携わる（～1952年6月）。
  - 11月3日 - 日本国憲法が公布。翌1947年5月3日より施行。
  - 11月5日 - 戦後初のハワイ準州議会議員選挙において、上院では共和党の築山ウィルフレッド長松（英語版）[注釈 57]、下院では共和党の榊原トーマス為一（英語版）・板垣ジョセフ梁造、民主党の城戸光之・新城松喜・大上トーマス友一の計6名が、当選を果たす。郡参事選挙でも、ハワイ郡では民主党の阿部一久（英語版）[注釈 57][注釈 73]と共和党の吉田バド義雄、カウアイ郡では共和党の濱本豊が、それぞれ当選[160]。
- 1947年
  - 三阪亙[注釈 54]が、非白人として初のプロバスケットボール選手として、ニューヨーク・ニックスに入団。
  - 与那嶺ウォーリー要が、日系人として初のプロアメリカンフットボール選手として、サンフランシスコ・49ersに入団。
  - ワシントンD.C.で、戦後初の「全米桜祭り」が開催される。
  - 1月1日 - 「アメリカ極東軍 (FECOM)」 が発足。
  - 2月23日 - ホノルルのラジオ局であるKGMB（英語版）において、戦後初となる日本語による放送が行われる。
  - 3月27日 - 442連隊が、予備役（英語版）部隊となる。
  - 10月12日 - ハワイ準州出身の本山ジュリア春江が、日系人として初めて、プロテスタント宣教師として、日本の地を踏む。以降、1951年3月までの間に、彼女を含めた29名の2世[注釈 74]が、同派の宣教師として日本へ渡った[161]。
  - 12月10日 - トルーマン大統領が、ハートマウンテン収容所での徴兵忌避者達に、クリスマス恩赦を与える事を決定。同年12月24日に釈放される[58][134]。
- 1948年
  - 1月4日 - 日米国際電話が再開。
  - 1月19日 - 1世の大山嘉次郎が、長男・フレッド嘉博の名義で購入した土地を、強制収容所に抑留されている最中の1944年に、カリフォルニア州により没収された事を不服として、州を提訴した『オーヤマ対カリフォルニア州事件（英語版）』において、連邦最高裁が原告側勝訴の判決を下す。これにより、『カリフォルニア州外国人土地法』の執行が、事実上不可能となり、1世による土地購入が可能となる。
  - 4月 - ハワイ準州において、日本語学校の運営再開が始まる。
  - 6月4日 - 戦死した442連隊員のうち、永戸文武・棚町三郎の元上等兵2名が、日系人として初めてアーリントン国立墓地に埋葬される[162][163]。
  - 6月7日 - 1世の漁師である高橋虎男が、市民権を持たない外国人による漁労を禁じた、カリフォルニア州における戦時法の撤廃を請求した『トラオ・タカハシ対漁業狩猟委員会事件（英語版）』において、連邦最高裁が原告側勝訴の判決を下す。
  - 7月2日 - トルーマン大統領が、『日系人退去補償請求法』に署名。
  - 10月 - 戦時中に、宇佐海軍航空隊に所属していたハワイ出身の田中昭男が、元神風特別攻撃隊員としては初めて、連邦政府から帰国を許可される[164]。
- 1949年
  - 1月 - 日米開戦に伴い解散した、CJAOAの実質的な後継団体である「南加州日本人商業会議所」[注釈 75]が設立される。
  - 5月 - ロサンゼルスのエバーグリーン墓地で、ヨーロッパ戦線で戦死した2世兵士を顕彰する「殉国碑」が除幕される。高さ約10メートルの塔の天辺には、旨森貞夫元上等兵を象った像が立っている。
  - 7月5日 - 前年8月に、連邦政府が原告となり、国家反逆罪の容疑で逮捕されたアイバ・ダキノの裁判が、サンフランシスコの連邦地方裁判所で開始される。同年9月29日に、禁錮10年・罰金1万ドル・アメリカ市民権剥奪の判決が下された。
  - 8月 - リトル・トーキョーで、戦後初の「二世週日本祭」が開催される。
  - 11月2日 - 連邦政府が戦後初めて、日本の大学卒業（卒業見込みを含む）者約100人に、アメリカへ1年間留学させる機会を与える事を、GHQ民間情報教育局を通して発表。同年12月1日に、仙台・東京・名古屋・京都・広島・福岡で行われた選考試験は、約6,000人が受験し、142名が合格した[165]。
- 1950年
  - 『日本人帰化法案』が、連邦議会の上下両院で可決されるも、トルーマン大統領は署名を拒否[58]。
  - 5月16日～6月19日 - 第100歩兵大隊の退役軍人会である「第100大隊クラブ」が、会館建設の為の基金を募集すべく、美空ひばりと川田晴久による興行を、ハワイ各島で実施。興行を終えた後の二人は、同地で映画『東京キッド』の撮影を行った[166][注釈 76][注釈 77]。
  - 6月25日 - 朝鮮戦争が勃発[注釈 78]。
  - 7月16日 - ハワイ島ヒロのアラエ墓地で、「布哇日本人先亡者慰霊塔」が除幕される[169]。
  - 8月10日 - GHQの指令により、日本において警察予備隊が設立される。
  - 12月 - JACDが解散。
- 1951年
  - 日本郵船による定期航路が、再開される。
  - サクラメントで、国内では初となる、日系人を対象とした退役軍人クラブが設立される[注釈 79]。
  - 初の日米合作映画である『東京ファイル212』が、1月26日に日本、5月31日にアメリカで公開される。
  - 6月19日 - 与那嶺ウォーリー要が、戦後では初めての外国籍選手として、読売ジャイアンツに入団。
- 1952年
  - ヘルシンキオリンピックで、ウエイトリフティングの高野トミー民夫（英語版）、競泳男子100m背泳ぎの親川義信（英語版）、競泳男子1500m自由形[注釈 80]の紺野フォード裕が、金メダルを獲得。競泳女子4×100m自由形/400m自由形の川本エヴェリン・トクエが、銅メダルを獲得。
  - 3月1日 - 渡邊道郎が、アジア系として初めて、ハワイ準州司法長官に就任。
  - 4月17日 - 1世の藤井整が、カリフォルニア州外国人土地法の違憲性を訴えた裁判において、州最高裁が原告側勝訴の判決を下す。州側は、同年5月12日に連邦最高裁への上告を、断念する事を公表。
  - 4月26日 - 日本において、海上保安庁の下部組織としての海上警備隊が設立される。同年8月1日の保安庁設立に伴い、警備隊に改組。
  - 4月28日 - 『サンフランシスコ平和条約』の発効に伴い、日米の国交が回復される。
  - 4月29日 - 札幌と福岡に、アメリカ領事館が開館。
  - 6月2日 - 戦時中を日本で過ごしていた、カレクシコ出身の川北友弥が、大阪俘虜収容所大江山分所で通訳を務めていた際、捕虜を虐待していた容疑で、国家反逆罪に問われた裁判において、連邦最高裁は死刑判決を下す（川北対合衆国事件）。
  - 6月27日
    - 連邦議会で『移民国籍法』が可決され、『排日移民法』が事実上撤廃される事となった。
    - 全米の新聞社に、「“JAP”という差別表現の使用禁止」が勧告される。

  - 7月3～6日 - ホノルルで、第100大隊クラブ会館のオープニングセレモニーが、執り行われる[170]。
  - 10月15日 - 警察予備隊が、保安庁保安隊に改組。
  - 11月14日 - 住友銀行が、サンフランシスコで戦前とは別法人の「加州住友銀行」を設立。
  - 12月21日 - ハワイ準州で、KGMBがアメリカでは初となる日本語によるテレビ放送を開始。
- 1953年
  - 2月1日 - 東京で、NHKが日本初のテレビ放送を開始。
  - 4月2日 - 『日米友好通商航海条約』が調印される。同年10月30日より発効。
  - 7月27日 - 板門店で、朝鮮戦争休戦協定が調印される。

## 年表（ベトナム介入期）[171]

### 50年代
- 1953年
  - 8月7日 - 『難民救済法』が成立。
  - 9月 - 相磯ジョン藤雄が、日系人として初めて、本土において州下級判事（カリフォルニア州）に就任[172]。
  - 11月4日 - 朝鮮戦争に従軍し、捕虜となった第3歩兵師団第7歩兵連隊（英語版）第2大隊の宮村ハーシー浩2等軍曹に、名誉勲章が授与される[注釈 81]。
  - 12月25日 - 奄美群島が、アメリカから日本へ返還される。
- 1954年
  - 2月15日 - 戦前から実業界で活躍していた1世の飯田鴻一（英語版）や2世の香川ローレンス武雄（英語版）の他、井上ダニエル建・坂本エルトン博[注釈 54]・高橋栄（英語版）をはじめとする2世の退役軍人達が、住友銀行の支援を受け、「セントラル・パシフィック・バンク (CPB)」を開業する[174]。
  - 7月1日 - 保安庁が防衛庁に改組。これに伴い、保安隊が陸上自衛隊、警備隊が海上自衛隊にそれぞれ改組したうえで、空軍に相当する航空自衛隊も加える形で、自衛隊が発足する。
  - 11月2日 - ハワイ準州議会議員選挙において、上院では土井ネルソン清（英語版）と高橋栄、下院では有吉ジョージ良一[注釈 54]・土肥正登・原スタンリー幾夫・井上ダニエル建・木村ロバート信一[注釈 54]・河野ラッセル勝博[注釈 54]・松永スパーク正幸・中島純雄[注釈 54]・吉永洋雄（英語版）の計11名が、何れも民主党から出馬し、初当選を果たす[注釈 82]。この選挙を期に、共和党の地盤だった同準州が、一気に民主党の地盤へと塗り替えられる事となった[175]。州へ昇格して以降も、州議会では現在に至るまで、民主党が絶対的優勢を維持するようになった事から、同選挙は「1954年ハワイ民主党革命（英語版）」と呼称されている。
  - 11月11日 - ロサンゼルスのハリウッド・ボウルにおいて、1,600人の1世による帰化宣誓式が執り行われる。
- 1955年
  - 6月 - 「海外日系人連絡事務局」が、「在外同胞対策委員会」を母体とする形で発足。
  - 11月1日 - ベトナム戦争が、事実上開戦。
- 1956年
  - 8月1日 - 丸本正二が、アジア系として初めて、ハワイ準州最高裁判所判事に就任。
  - 11月 - 『カリフォルニア州外国人土地法』が撤廃される。
  - 12月18日 - 日本が国際連合に加盟。
- 1957年
  - 菅野ジェームズ仁（英語版）が、カリフォルニア州ファウンテンバレーの初代市長に就任。
  - 岡田ジョン幸三[注釈 54]による小説『No-No Boy』が刊行される。出版された1,500部の初版本は、岡田が亡くなった1971年の時点でも、在庫が残る程だった。しかし、同作を高く評価したジェフリー・チャン（英語版）らの呼び掛けによって、1976年に復刊。2016年の時点で18刷を重ね、15万部を越えるロングセラーとなっている[176]。
  - 6月30日 - FECOMが廃止され、翌7月1日に「在日米軍 (USFJ)」 が発足。
- 1958年
  - 連邦最高裁が、日本で兵役に服した2世のアメリカ市民権回復を、認める判決を下す。
  - 3月9日 - 関門国道トンネルが開通。
  - 3月26日 - 第30回アカデミー賞で、『サヨナラ』に出演した新1世の梅木美代志が、アジア系として初めて、助演女優賞を受賞[注釈 83]。
  - 5月8日 - ホノルルで、68名の日系人団体代表を集め、「布哇日系人連合協会」が結成される。
  - 12月23日 - 東京タワーが竣工。
- 1959年
  - 喜多山トム勉が、カリフォルニア州ユニオンシティの初代市長に就任。
  - 6月19日 - 1世の福永ピーター秀一や2世の稲葉バロン政人らが、三井銀行とハワイ大学経済学部の支援を受け、「シティ・バンク・オブ・ホノルル (CBOH)」を開業する[177]。
  - 8月 - 坂上宗雄が、日系人として初めて、駐日アメリカ領事（神戸）に就任[178]。
  - 8月21日 - ハワイ準州が、50番目の州として承認される。同時に、井上ダニエル建が日系人として初めての連邦下院議員、柏至朗（英語版）[注釈 57]が初代州司法長官[注釈 84]に、それぞれ就任。
  - 10月5日 - 築山ウィルフレッド長松が、日系人として初めて、州最高裁判所（ハワイ州）（英語版）長官に就任。

### 60年代
- 1960年
  - 1月19日 - 『日米安全保障条約』と『日米地位協定』が調印される。同年6月23日より発効。しかし、これに伴う形で安保闘争が激化。同年6月16日に、3日後に控えていたドワイト・D・アイゼンハワー大統領の訪日を中止[注釈 85]する事が閣議決定され、条約の発効と同日に、岸信介首相も退陣を表明した。
  - 2月8日 - 早川雪洲が、大和民族として初めて「ハリウッド・ウォーク・オブ・フェーム」に名を刻まれる[注釈 86]。
  - 2月18～28日 - スコーバレーオリンピックが開催される。
  - 2月23日 - 浩宮徳仁親王（今上天皇）が誕生。
  - 3月17日 - ノースウエスト航空710便墜落事故（英語版）で、CIA職員の池田千代喜（英語版）[注釈 54]が殉職する[179]。
  - 5月 - 「海外日系人連絡協会」が、同事務局を母体とする形で発足。1964年に「海外日系人協会」へ改称。1967年には、財団法人として認可される。
  - 9月22日～10月7日 - 皇太子明仁親王・美智子妃が、日米修好通商100年に際して、連邦政府より招待を受け訪米。ホノルルを皮切りに、サンフランシスコ～ロサンゼルス～ワシントン～ニューヨーク～シカゴ～シアトル～ポートランドを訪問。
  - 10月3日 - 氷川丸の運航終了に伴い、日本郵船による定期航路が終了。
  - 10月12日 - 浅沼稲次郎暗殺事件が起きる。因みに、犯人の山口二矢が浅沼にとどめを刺そうとする瞬間を撮影した毎日新聞社カメラマンの長尾靖は、翌1961年に大和民族として初めて、ピューリッツァー賞（写真部門）を受賞[注釈 87]。
- 1962年
  - テキサス州知事のジョン・コナリーが、第二次世界大戦中の442連隊による「失われた大隊」の救出に成功した功績を称え、元同連隊員達に「名誉テキサス州民」の称号を与える[180]。
  - 4月21日～10月21日 - シアトル万国博覧会が開催される。
  - 6月 - ジャニー喜多川が、ジャニーズ事務所（現：STARTO ENTERTAINMENT）を創業。1975年1月23日に株式会社化。
  - 9月20日 - 山崎實が、ワールドトレードセンタービルのデザイナーに選ばれる。
- 1963年
  - 1月3日
    - 井上ダニエル建が、日系人として初めて、連邦上院議員に就任。
    - 民主党のパッツイー・ミンク（竹本マツ）が、アジア系女性として初めて、州議会（ハワイ州上院（英語版））議員に就任。

  - 1月7日 - 共和党の堀内正治[注釈 54]が、日系人として初めて、本土の州議会（コロラド州下院）議員に就任[119][181]。
  - 4月 - 旺文社の創業者である赤尾好夫により、財団法人日本英語検定協会が設立される。8月に、第1回実用英語技能検定を実施。
  - 6月 - 坂本九の『上を向いて歩こう』が、全米ビルボードのBillboard Hot 100で、3週連続1位を獲得。翌1964年5月15日には、アメリカ人以外では初めて、アメリカレコード協会のゴールドディスクを受賞。
  - 10月18日 - ハワイ州で、現在に至るまで全米唯一の24時間放送日本語ラジオ局である「KZOO」が開局。
  - 10月24日 - 川北友弥が、再入国禁止を条件としたジョン・F・ケネディ大統領の恩赦により、釈放される。12月13日に日本へ発つ。
  - 11月22日 - ケネディ大統領暗殺事件が起きる。25日に執り行われた国葬には、日本からは池田勇人首相と大平正芳外務大臣が参列した。
  - 12月 - 岡本ロバート陽一（英語版）が、リンドン・ジョンソン大統領よりホワイトハウス公式カメラマン（英語版）に指名される。
- 1964年
  - 村上雅則が、アジア出身者初のメジャーリーガーとして、サンフランシスコ・ジャイアンツに入団。
  - 1月 - 西村バート昇が、日系人として初めて、現役の陸軍大佐に昇進[182]。
  - 2月10日 - 竹本フランシス繁雄（英語版）が、アジア系として初めて、予備役陸軍准将に昇進。
  - 10月1日 - 東海道新幹線が、世界初の高速鉄道として、東京駅～新大阪駅を結ぶ形で開業。
  - 10月10～24日 - 東京オリンピックが開催される。
- 1965年
  - 1月3日 - パッツイー・ミンクが、非白人女性として初めて、連邦下院議員に就任。
  - 12月1日 - 『移民及び国籍法』が成立した事に伴い、国別割当制度が撤廃される。
- 1966年
  - この年に結成された急進的黒人運動（英語版）組織のブラックパンサー党に、FBIは党創設者であるヒューイ・P・ニュートンとボビー・シールから知己のあった、元ギャングの青木リチャード正人（英語版）を情報提供者として潜入させる。
  - 11月 - 全米で最後まで残されていた、ワシントン州の外国人土地法が撤廃される。
- 1967年
  - マイク・ラムが、アトランタ・ブレーブスにおいて日系人として初めて、MLBデビューを果たす。
  - 9月14～30日 - 第1回下田会議が開催される。
  - 10月26日 - 林義美（英語版）[注釈 54]が、ハワイ州において、日系人として初めて連邦検事（英語版）に任命される[183]。
- 1968年
  - 新1世の田中誠一が、北米で初の太鼓道場となる「サンフランシスコ太鼓道場（英語版）」を設立。
  - 5月13日 - ベトナム戦争に伴い、442連隊がハワイ州兵に編入される。
  - 6月17日 - ハワイ州ホノルルで「日本人移住百年記念式典」が、執り行われる。日本からは常陸宮正仁親王・華子妃の他、下田武三駐米大使夫妻、松岡政保琉球政府行政主席、山本良雄駐ホノルル総領事、桑原幹根愛知県知事兼全国知事会会長が出席した[184]。
  - 6月26日 - 小笠原諸島が、アメリカから日本へ返還される。これに伴い、アメリカ統治下で英語教育を受けた欧米系島民の一部は、アメリカ本国へ移住する事を選択した。
  - 12月7日 - ベトナム戦争で、第25歩兵師団第27歩兵連隊（英語版）第2大隊の岡本ヴィンセント七郎（英語版）少尉が、殊勲十字章を授与される[185][注釈 88]。
- 1969年
  - サンフランシスコのジャパンタウンで「全米日系アメリカ人図書館（英語版）」が開館。
  - ロサンゼルス洗心寺（英語版）で「緊那羅太鼓（英語版）」が結成される。オーク樽（英語版）から太鼓を作成。
  - ベトナム戦争で、共にハワイ出身である、第11機甲騎兵連隊（英語版）の矢野・R・J・孝1等軍曹が1月1日、第173空挺旅団第173工兵中隊の河村テリー昭男伍長が3月20日に、それぞれ戦死。共に名誉勲章が授与される。
  - 1月2日 - 木村春一が、ハワイ州ハワイ郡の初代郡長に就任[187]。
  - 4月 - 初めて組織的な「マンザナー巡礼」が行われ、以降毎年実施されるようになる。
  - 12月12日 - 442連隊が、完全解隊となる。

### 70年代
- 1970年

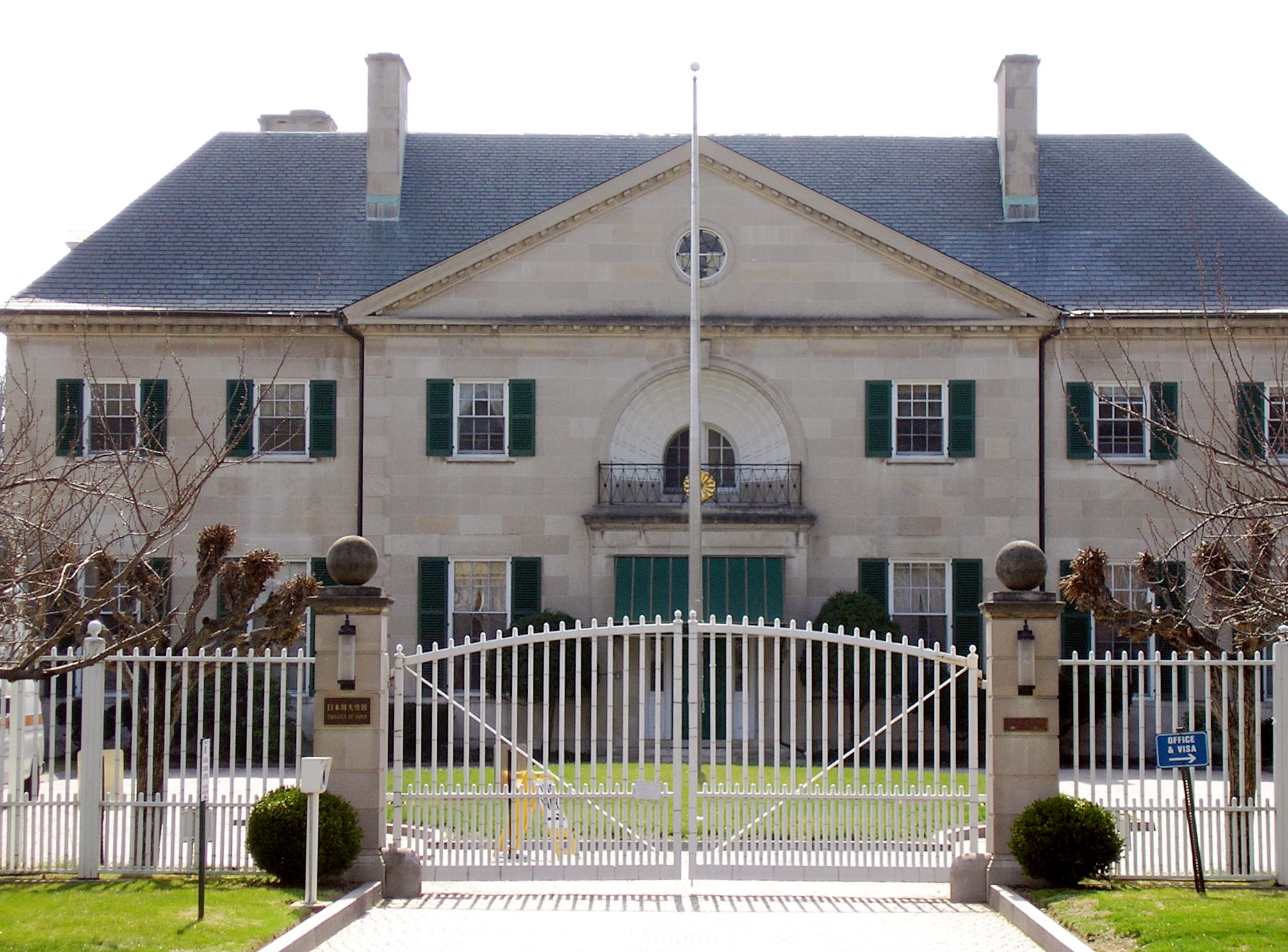
在アメリカ合衆国日本国大使館旧公邸

  - 3月15日～9月13日 - 大阪万博が開催される。
  - 7月14日 - ベトナム戦争で、第25歩兵師団第22歩兵連隊（英語版）第3大隊のドナルド・キムラ5等特技兵が、殊勲十字章を授与される[188]。
  - 12月2日 - 有吉ジョージ良一が、ハワイ州副知事に就任。日系人として初めて、州副知事（英語版）となる。
- 1971年
  - 与那嶺ウォーリー要が、中日ドラゴンズにおいて、初の外国籍NPB監督に就任。
  - リトル・トーキョーで「日米文化会館」が開館。
  - 1月9日 - 峯田ノーマン良雄が、カリフォルニア州サンノゼ市長に就任。アジア系として初めて、本土における主要都市の市長となる。
  - 9月25日 - 戦時中にアメリカ市民権を放棄した者のうち、日本へ渡った者を含めた5,409名が、市民権の回復を願い出た事に対し、リチャード・ニクソン大統領は、全ての市民権放棄は無効であるとの判断を下す。
- 1972年
  - 中岡ケン清人が、カリフォルニア州ガーデナ[注釈 89]市長に就任。
  - 1月3日 - 柏至朗が、合衆国請求裁判所において、日系人として初めて、連邦判事（英語版）に任命される。
  - 1月24日 - グアム島で、横井庄一元帝国陸軍軍曹が、28年ぶりに発見される。
  - 2月3～13日 - 札幌オリンピックが開催される。
  - 5月15日 - 沖縄返還。それに伴い、在沖米国総領事館が開館。
- 1973年
  - 2月20日 - 当時の在アメリカ合衆国日本国大使館公邸が、国家歴史登録財 (NRHP) に指定される。
- 1974年
  - 松田富士夫（英語版）[注釈 57]が、ハワイ大学の総長に就任。アジア系として初めて、主要大学の総長となる。
  - 1月2日 - トパーズ収容所跡地が、旧日系人強制収容所として初めて、NRHPに指定される[注釈 90]。
  - 11月18日 - ジェラルド・R・フォード大統領が、現職のアメリカ大統領として、初めて日本を公式訪問。
  - 12月2日 - 有吉ジョージ良一が、ハワイ州知事に就任。アジア系として初めて、州知事（英語版）となる。最終的には、3期12年[注釈 91]に亘って、知事を務める事となった。
- 1975年
  - 1月3日 - 民主党の峯田ノーマン良雄が、日系人として初めて、本土選出の連邦下院議員となる。
  - 4月30日
    - ジョン・ケンドリックの一行が、アメリカ人として初めて日本に上陸した地となった和歌山県東牟婁郡串本町の紀伊大島で「日米修交記念館」が開館。
    - サイゴン陥落に伴い、ベトナム戦争が終結。

## 年表（戦後昭和期）[189]

### 70年代
- 1975年

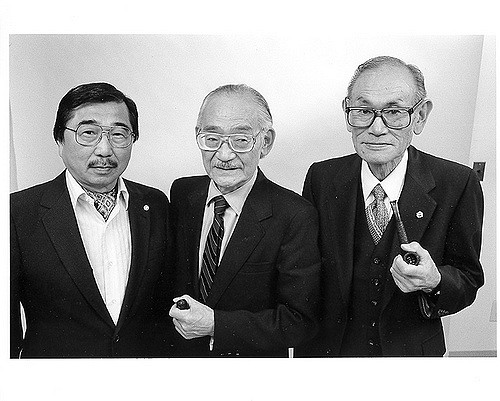
（左から）平林ゴードン潔、安井稔、是松フレッド豊三郎

  - 9月30日～10月14日 - 昭和天皇と良子皇后が、初めてアメリカを訪問。
  - 10月20日 - フォード大統領が、「日米友好基金（英語版）」の設立法案に署名。
- 1976年
  - ウェグリン西浦道子（英語版）が、『アメリカ強制収容所ー屈辱に耐えた日系人』を出版。日系人の強制収容に関して、当時の連邦政府が主張した、所謂「軍事的必要性」の根拠の乏しさを看破しただけでなく、ペルーをはじめとするラテンアメリカ諸国から、約2,200人の日系人が、アメリカ国内の強制収容所へ送致されたという、それまで公には語られなかった事実を明らかにした本書は、日系人によるリドレス運動が、本格化するきっかけとなった。翌1977年には、アニスフィールド・ウルフ図書賞を受賞。
  - 金嶺セオドア繁（英語版）が、日系人として初めて、現役の陸軍准将に昇進。
  - 2月19日 - フォード大統領が、『大統領令9066号』の終了を宣言。
  - 5月7日 - 高杉ロバート光弘（英語版）が、カリフォルニア州中部地区連邦地方裁判所（英語版）において、本土出身の日系人として初めて、連邦判事に任命される。
  - 7月30日 - マンザナー収容所跡地が、NRHPに指定される[注釈 92]。
  - 8月 - シーザー・ペリとノーマ・M・スラレック（英語版）が設計を手掛けた、現在の在日アメリカ大使館庁舎が竣工。同年9月6日に開館。
  - 8月21日 - デンバーにあるサクラ・スクエアで、日系人の強制収容に一貫して反対し、コロラド州知事として、同州への日系人の受け入れに尽力した、ラルフ・L・カーの胸像が除幕される[190]。
- 1977年
  - アイバ・ダキノが、フォード大統領の特赦により、アメリカ市民権を回復。
  - 新1世のゴーマン美智子が、ボストンマラソンとニューヨークシティマラソンにおいて優勝を果たす。
  - 藤本ジャック昌和（英語版）が、サクラメント市立大学（英語版）の総長に就任。アジア系として初めて、本土における主要大学の総長となる。
  - 佐古田ジミー隆が、日系人として初めて、全米最優秀警察官に選出される。
  - 1月2日 - 共和党の早川サミュエル一衛が、日系人として初めて、本土選出の連邦上院議員となる。
- 1978年
  - 鬼塚エリソン承次が、日系人として初めて、宇宙飛行士に選出される。
  - キャスリン・トッド（土井麻子）（英語版）が、ロサンゼルス郡上位裁判所において、アジア系女性として初めて判事に就任。
  - 5月22日 - 日本館劇場が、NRHPに指定される。
- 1979年
  - 板野ハーベイ秋雄が、日系人として初めて、米国科学アカデミーに選出される。
  - 2月19日 - 『大統領令9066号』が発令された同日を「追憶の日」として、サンフランシスコ・ロサンゼルス・ポートランドで行事が催される。
  - 5月 - JACLによるアジア系アメリカ人運動（英語版）への無関心な姿勢に反発した祝部ウィリアム稔（英語版）が、連邦政府に対して、強制収容経験者への個人補償を請求する事を目的とした、「日系アメリカ人リドレス全国協議会 (NCJAR)」を立ち上げる。
  - 5月11日 - ミクロネシア連邦で自治政府が成立。初代大統領に、中山利雄が就任[注釈 93]。
  - 11月17日 - マーシャル諸島で自治政府が成立。初代大統領に、アマタ・カブアが就任[注釈 93]。

### 80年代
- 1980年

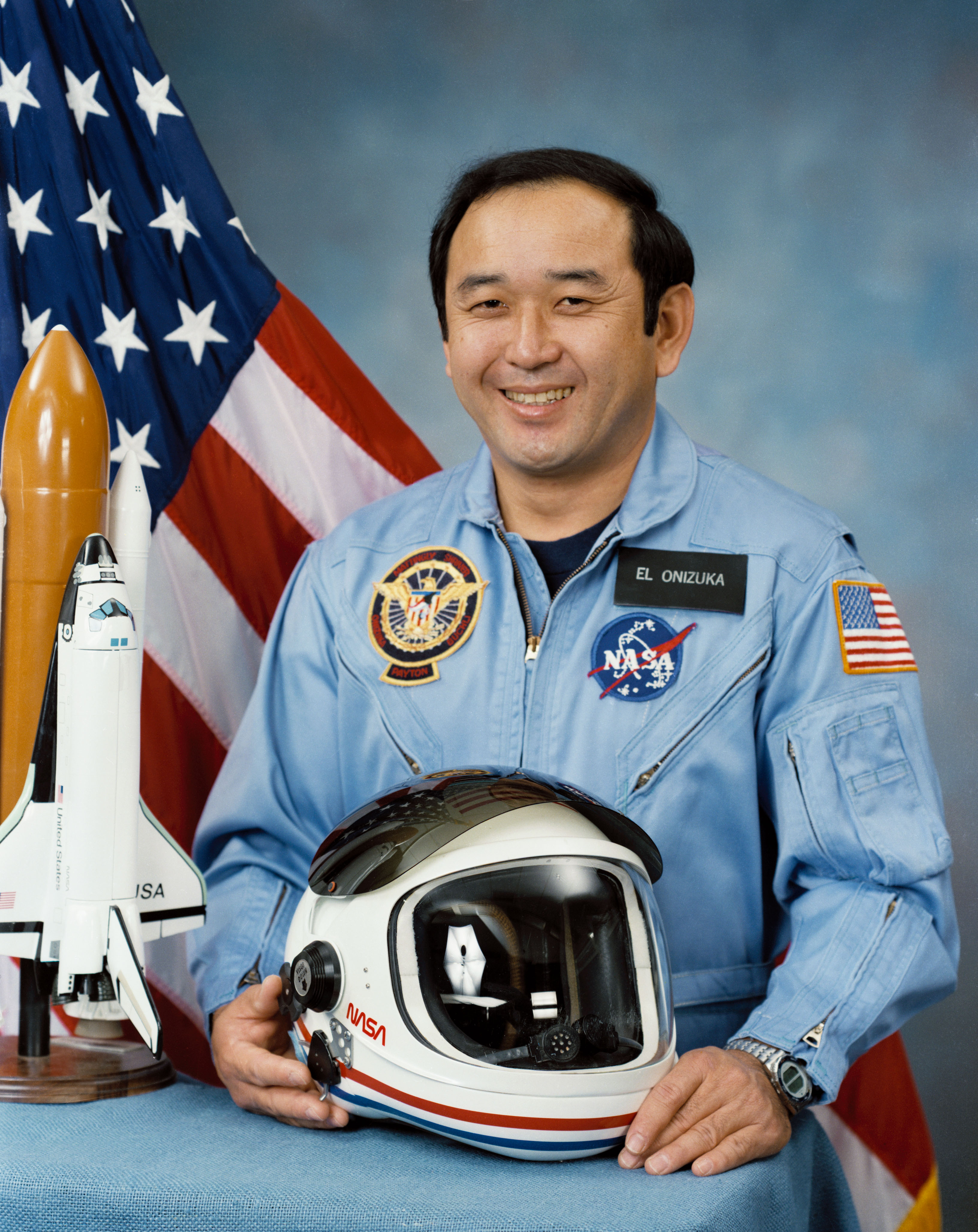
鬼塚エリソン承次

  - JACLが、3月に日本、6月にはハワイに、それぞれ支部を設立する。
  - 山崎豊子による小説『二つの祖国』が、『週刊新潮』6月26日号より連載開始となる（～1983年8月11日号）[注釈 94]。同作が人気を博した事で、日本社会では日系人ブームが起きる。1980年代には、テレビドラマ『波の盆』『オレゴンから愛』、長谷川法世による漫画『がんがらがん』など、日系アメリカ人を主人公とした作品が、多く制作される事となった[191]。
  - 2月13～24日 - レークプラシッドオリンピックが開催される。
  - 3月2日 - ロサンゼルスで「日米文化会館」の落成式が執り行われる。
  - 4月15日 - キャロル・カワカミが、カリフォルニア州ヴィラパーク（英語版）市長に就任。日系人女性として初めて、自治体の首長となる[192]。
  - 5月9日 - カリフォルニア州モントレーにある国防総省語学学校の3つのホールに、太平洋戦争で戦死したMIS隊員である蜂谷フランク忠一・水足テリー行隆の元技術軍曹2名、中村ジョージ一郎元3等軍曹の名前が冠せられる[注釈 95]。
  - 6月3日 - ユーニス・サトウ（英語版）が、カリフォルニア州ロングビーチ市長に就任。アジア系女性として初めて、主要都市の市長となる。
  - 7月31日 - ジミー・カーター大統領が、第二次世界大戦下における日系人の強制収容に関する調査委員会「戦時における民間人の転住・抑留に関する委員会（英語版） (CWRIC)」の設置を要求する法案に署名。
- 1981年
  - 3月2日 - パラオで自治政府が成立。初代大統領に、ハルオ・レメリクが就任[注釈 93]。
  - 3月30日 - 宮城県仙台市にある榴岡公園の天皇御在位50周年記念広場において、蔦川譲二（英語版）[注釈 54]による噴水彫刻「杜のうた (Song of the Forest)」が設置される。
- 1982年
  - 6月19日 - 日米貿易摩擦により、アメリカ国内で反日感情が高まる最中、中国系アメリカ人のビンセント・チンが、デトロイトで自身を日本人と勘違いした2人組の白人から襲撃され、4日後に死亡。
  - 10月1日 - ワシントンD.C.に設立された連邦巡回区控訴裁判所の判事に、柏至朗が唯一のアジア系として任命される。
- 1983年
  - 2月24日 - CWRICが、「大戦下における日系人の強制収容に、軍事的な必要性は無かった」とする結論を発表。
  - 4月15日 - 千葉県浦安市に、アメリカ以外では初のディズニー・テーマパークとなる「東京ディズニーランド」が開園。
  - 11月10日 - 連邦最高裁が、是松フレッド豊三郎の名誉回復を公表。
  - 11月11日 - ロナルド・レーガン大統領が、アメリカの大統領として初めて、日本の国会で演説を行う。
- 1984年
  - 『二つの祖国』を原作としたテレビドラマ『山河燃ゆ』が、日米両国で放送される。しかし、アメリカの日系コミュニティからは、「リドレス運動が大詰めを迎えているうえ、貿易摩擦により日米関係が悪化している最中に、本作の描写は“日系人とは、2つの祖国感情によって、祖国に対する忠誠心が二分されている者達だ”といった誤解を、アメリカ社会に与える可能性が高く、反日団体にとってのリドレス運動への反対の口実にすら、なりかねない」として、猛抗議の声が挙がり、同国での放送は中止される事となった[191][193]。
  - 7月28日～8月12日 - ロサンゼルスオリンピックが開催される。
  - 8月6日 - シアトルのグリーンレイク（英語版）で、広島・長崎の原爆犠牲者を追悼し、恒久の平和を祈念するイベント「広島から希望を (From Hiroshima to Hope)」が、初めて開催。この年以降、毎年催されることとなる[194]。
- 1985年
  - 4月29日 - 有吉ジョージ良一が、日本国政府より勲一等瑞宝章を授与される。
  - 12月19日 - ハートマウンテン収容所跡地が、NRHPに指定される[注釈 96]。
- 1986年
  - ジェームズ・ムコヤマ（2代目向山英文）が、陸軍史上最年少で准将に昇進（当時）。
  - 在アメリカ合衆国日本国大使館で、現在の本館が竣工。
  - 1月28日 - 鬼塚エリソン承次が、チャレンジャー号爆発事故で殉職。
  - 8月22日 - リトル・トーキョーが、NRHPに指定される[注釈 97]。
  - 9月24日 - カリフォルニア州知事のジョージ・デュークメジアン（英語版）が、全米日系人博物館建設への補助金を支出する法案と、太平洋戦争時における日系人州職員への解雇措置を撤回する法案に署名。
- 1987年
  - 野口勇[注釈 98]が、日系人として初めて国民芸術勲章を授与される[注釈 99]。
  - 歌舞伎役者の藤間勘須磨（英語版）（濱口須磨子）が、日系人として初めて、「アメリカ版人間国宝」とされているナショナル・ヘリテージ・フェローシップを受賞[注釈 100]。
  - 2月17日 - 神戸のアメリカ総領事館が、大阪へ移転。
  - 5月28日 - ホノルル日本人商工会議所が、ハワイ州オアフ島モイリイリ地区で「ハワイ日本文化センター」を開館。
  - 6月1日 - 連邦最高裁が、強制収容経験者に対して、総額27億ドルの損害賠償を請求したNCJARの主張を退ける（ホウリ対アメリカ合衆国事件）。しかし、この事は翌年に『市民の自由法』が制定される事への、大きな布石となった。
  - 7月 - 小野アレン健次が、アジア系として初めて、陸軍中将に昇進。
  - 10月 - 帰化市民のチャールズ・ペダーセン（安井良男）が、日系アメリカ人かつ博士号非保持者として初めてノーベル化学賞を受賞[注釈 101]。
- 1988年
  - MISの福原ハリー克治元大佐・榊田リチャード元宗元空軍中佐・小森アーサー敏（英語版）元上級准尉・升田ジョニー久が、日系人として初めてアメリカ軍情報部殿堂（英語版）入りを果たす[注釈 102]。
  - ソウルオリンピックで、柔道60kg級の浅野ケビン義実が、銀メダルを獲得。
  - 入江昭[注釈 57]が、日本人として初めてアメリカ歴史学会（英語版）の会長に就任。
  - 3月13日 - 青函トンネルが開通。
  - 4月10日 - 瀬戸大橋が開通。
  - 8月10日 - ロナルド・レーガン大統領が『市民の自由法』（通称：日系アメリカ人補償法）に署名。人種差別に基づいた、日系人への強制収容に対する謝罪と、生存者1人につき、2万ドルの補償を行う事を決定。1世の半数は、この時点で既に他界していた。1990年より、対象となる約11万5,600人[注釈 103]への支払いが始まり、1994年に完了した[58]。

## 年表（20世紀平成期）[195]
- 1989年

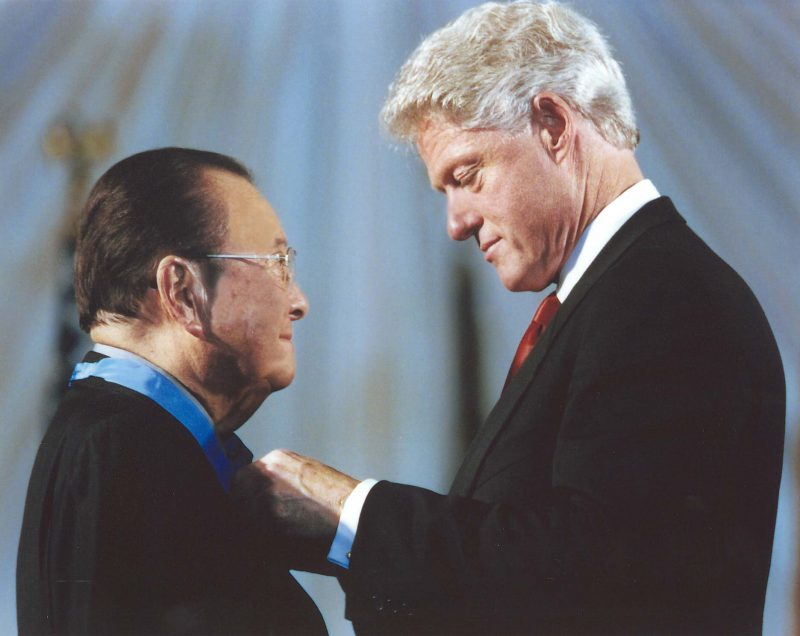
ビル・クリントン大統領から名誉勲章を授与される井上ダニエル建

  - ジェームズ・ムコヤマが、アジア系として初めて陸軍師団長に就任。
  - 2月24日 - 昭和天皇の「大喪の礼」が執り行われる。アメリカからは、有吉ジョージ良一夫妻、和田フレッド勇夫妻、荒谷ジョージ哲夫（英語版）[注釈 54]ほか18名が日系人代表、ジョージ・H・W・ブッシュ大統領、バーバラ大統領夫人、ジェイムズ・ベイカー国務長官ほか3名が連邦政府代表として、それぞれ参列した。
  - 11月30日 - 新1世の藤田テッド哲也[注釈 57]が、「気象学界におけるノーベル賞に値する最高栄誉」とされている、フランス国立航空宇宙アカデミー（フランス語版）賞・金メダルを授与される。
- 1990年
  - 3月20日 - カリフォルニア州ウォルナット・グローブ（英語版）の旧日本人街が、「ウォルナット・グローブ日系アメリカ人歴史地区（英語版）」として、NRHPに指定される。
  - 8月11日 - デンバーにあるサクラ・スクエアで、安井稔の胸像が除幕される。
  - 8月23日 - 沖縄県で、第1回「世界のウチナーンチュ大会」が開催される。
  - 10月29日 - 松永スパーク正幸が、日本国政府より勲一等旭日大綬章を、死後の叙勲として授与される[196]。
  - 12月14日 - カリフォルニア州リバーサイドにある「ハラダハウス」が、国定歴史建造物 (NHL) に指定される。
- 1991年
  - 3月25日 - 第63回アカデミー賞で、『収容所の長い日々/日系人と結婚した白人女性（英語版）』の監督を務めたスティーヴン・オカザキが、アジア系として初めて短編ドキュメンタリー映画賞を受賞。
- 1992年
  - アルベールビルオリンピックで、女子フィギュアスケートの山口クリスティー・ツヤが、冬季オリンピックでは日系アメリカ人として初めて金メダルを獲得。
  - メリーランド州で「日系アメリカ人退役軍人協会 (JAVA)」が設立される。
  - 4月30日 - リトル・トーキョーで「全米日系人博物館」が開館。
  - 7月6日 - ローワー収容所跡地が、NRHP及びNHLに指定される。
  - 10月17日 - ルイジアナ州バトンルージュで、日本人留学生射殺事件が起きる。
- 1993年
  - MISの松本ロイ博（英語版）元曹長が、日系人として初めて米陸軍レンジャー（英語版）殿堂入りを果たす[注釈 104]。
  - 3月 - ハワイ州出身の曙太郎（チャド・ローウェン）が、大相撲において外国出身者としては、初の横綱となる。
  - 4月22日 - 中山ポーラ藍子（英語版）が、アジア系女性として初めて州最高裁判所（ハワイ州）判事に就任。
  - 12月2日 - 在名古屋米国領事館が再々開館[注釈 105]。
- 1994年
  - この年に起きたO・J・シンプソン事件において、刑事事件の裁判官にランス・イトウ（英語版）、民事事件の裁判長に藤崎博が、それぞれ選出される。
  - 4月21日 - ハワイ郡の大福寺が、NRHPに指定される。
  - 5月18日 - アマチ収容所跡地が、NRHPに指定される[注釈 106]。
  - 10月15日 - フランスのブリュイエールで、442連隊の元隊員とその家族を招待し、ナチス・ドイツからの解放50周年を記念する式典が執り行われる。
  - 12月2日 - 福島県出身の広野メイジー慶子[注釈 57]が、1世として初めて州副知事（ハワイ州）に就任。
  - 12月10日 - ハワイ島ホノカアで、後藤濶の記念碑が除幕される。
- 1995年
  - 1月17日 - 阪神・淡路大震災が発生。
  - 3月20日 - 地下鉄サリン事件が起きる。
  - 8月 - リトル・トーキョーで、第1回「ロサンゼルス豆腐フェスティバル（英語版）」が開催される[注釈 107]。
  - 9月7～9日 - シアトルで、MISの元隊員とその家族650名が集まり、戦後初となる全米大会が開催される。参加者が、それぞれ従事した職務に関する報告を行い、その内容は、公文書として記録される事にもなった。
  - 10月 - 樫野四郎元2等兵の軍法会議の記録が、パッツィー・ミンク連邦下院議員により発見される[注釈 108]。加えて、翌年から開始された再審の場では、事件の当事者である元憲兵からの証言の獲得にも成功。1997年12月15日に、樫野の元2等軍曹としての地位の回復[注釈 109]が、退役軍人省より発表された[153]。
  - 11月11日 - ロサンゼルスで、ベトナム戦争に従軍した岡本ヴィンセント七郎元大尉らの手で建立された「日系米国人退役軍人慰霊碑」が、除幕される。
- 1996年
  - シアトルで、日系アメリカ人の歴史を後世に伝える事を目的とした非営利団体「伝承」が発足する。
  - 1月4日 - 田島ウォーレス篤（英語版）が、第9巡回区控訴裁判所の判事に任命される。日系人としては初、アジア系としては3人目の連邦控訴裁判官となった。
  - 7月19日～8月4日 - アトランタオリンピックが開催される。
  - 12月2日 - 藤田準之助が、1928年にミネソタ州レイニー湖[注釈 110]の小島に建てた夏季別荘「ジュン・フジタ・キャビン（英語版）」が、NRHPに指定される。
- 1997年
  - 5月14日 - 池田千代喜が、日系人として初めて「CIA殉職者追悼壁」に名を刻まれる。
  - 6月 - 新関エリック健が、アジア系として初めて、陸軍大将に昇進。
- 1998年
  - 住友銀行が、ユタ州ソルトレイクシティを拠点とするザイオンズ・バンコーポレーション（英語版）へ、加州住友銀行を売却する。
  - 1月15日 - 是松フレッド豊三郎が、アメリカにおける文民最高位の勲章となる大統領自由勲章を、日系人として初めて授与される。
  - 2月7～22日 - 長野オリンピックが開催される。
  - 3月23日 - 第70回アカデミー賞で、『ビザと美徳（英語版）』の監督を務めたクリス・タシマ（英語版）[注釈 111]が、アジア系として初めて短編映画賞を受賞。
  - 7月4日 - ハワイ州ホノルルワイキキにあるフォート・デルッシー・ビーチパークで、ジュディ・ウェイトマン[注釈 112]元ハワイ大学教授により提唱され、赤地文平（英語版）が設計・制作を手掛けた、442連隊・100大隊・MIS・第1399建設工兵大隊による功績を称える「勇敢同胞記念碑」が除幕される[197][198][199]。
- 1999年
  - 1月11日 - 民主党のシャロン・サントス（三宅富子）（英語版）が、日系人女性として初めて、本土の州議会（ワシントン州下院（英語版））議員に就任。
  - 3月10日 - 宇多田ヒカルが1stアルバム『First Love』をリリース。オリコン集計による累積売上765万枚は、日本国内のアルバムセールス歴代1位の記録となっている。
  - 3月26日 - 福岡県福岡市にある博多ぴあトピア緑地において、共和党の小川フランク平男（英語版）元オークランド市議会議員の胸像が除幕される[注釈 113]。
  - 6月5日 - ロサンゼルスで「日系人部隊記念碑」が、除幕される。
  - 6月21日 - 新関エリック健が、アジア系として初めて、陸軍参謀総長に就任。
  - 井上ダニエル建が、日本国政府より勲一等旭日大綬章を授与される。
- 2000年
  - 6月21日 - ホワイトハウスで、ビル・クリントン大統領の主催による、新たに殊勲十字章から名誉勲章へ格上げされる事となった20名に対する、贈呈式典が執り行われる。
  - 7月21日 - 峯田ノーマン良雄が　民主党のビル・クリントン政権において、アジア系として初めて連邦政府の閣僚（商務長官）に就任[注釈 114]。
  - 9月5日 - シアトル市議会が、「シアトル連邦裁判所」の名称を、元442連隊上等兵の中村ウィリアム健造の名を冠した「ウィリアム・ケンゾー・ナカムラ連邦裁判所（英語版）」に改称する議案を、全会一致で可決。
  - 11月9日 - ワシントンD.C.で「全米日系米国人記念碑」が、除幕される。

## 年表（21世紀平成期）[200]

### 2000年代
- 2001年

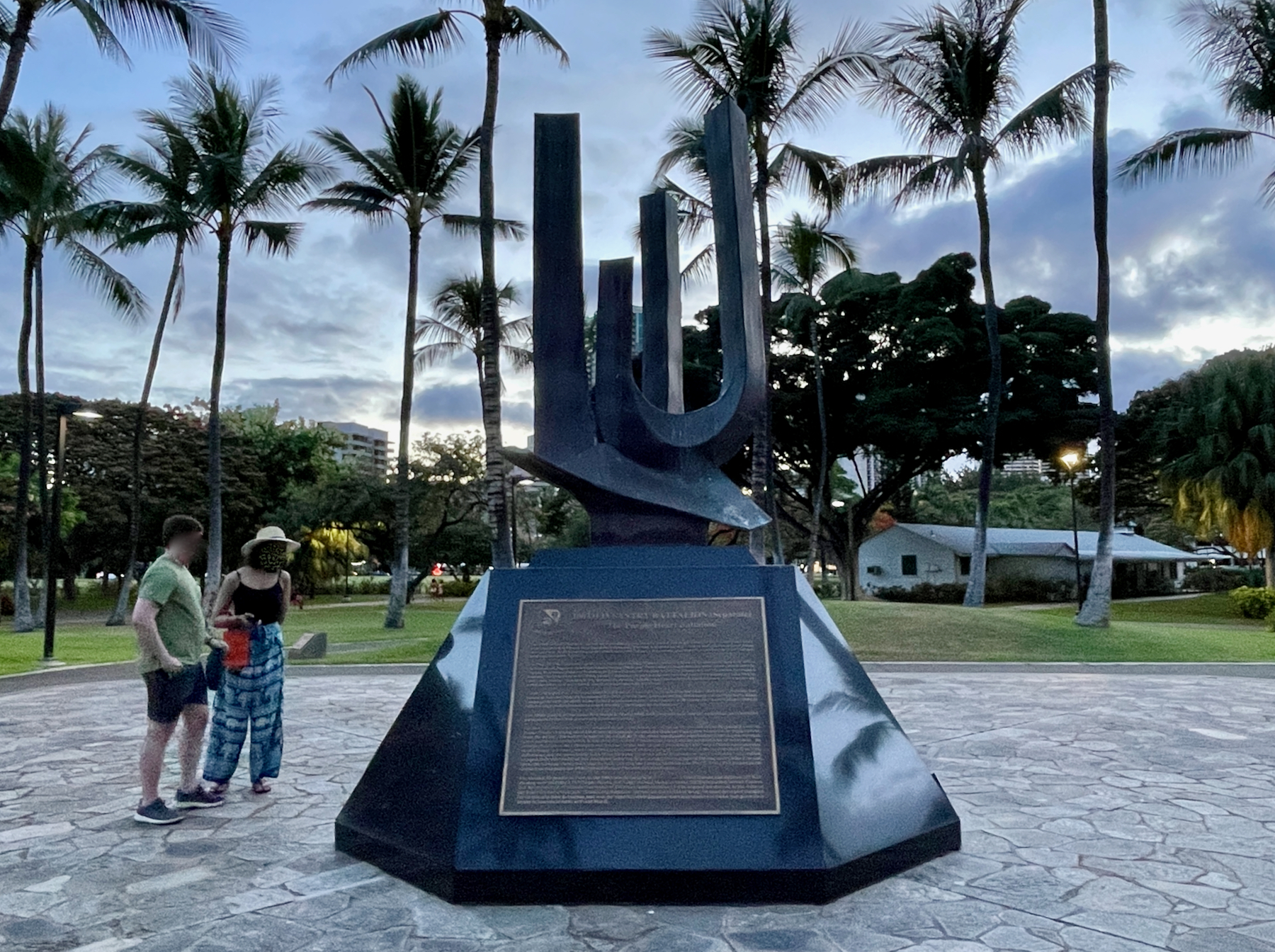
勇敢同胞記念碑

  - 2月16日 - カリフォルニア州出身の帰化日本人である有道出人（デイヴィッド・アルドウィンクル）らが、1999年9月に小樽市の温泉施設で、外国人である事を理由に、入浴を拒否された問題で、施設の運営会社と市を提訴。翌2002年11月に札幌地方裁判所は、運営会社に対して有道らへの賠償支払を命ずる一方で、有道らによる市に対する請求は棄却した（小樽温泉訴訟）。
  - 3月31日 - 大阪市此花区で、ユニバーサル・スタジオ・ジャパンが開園。
  - 4月5日 - 横浜新港埠頭において、戦後のララ物資による支援への感謝の意を表し、後世までその功績を伝える事を目的とした「ララ記念碑」が除幕される。碑には、香淳皇后が1949年10月19日に、昭和天皇と横浜市へ行幸した際に詠んだ
「ララの品 つまれたる見て とつ国の あつき心に 涙こぼしつ」
「あたゝかき とつ国人の 心つくし ゆめなわすれそ 時はへぬとも」
という御製が刻まれている[201][202]。
  - 9月11日 - アメリカ同時多発テロ事件が起きる。以降、ムスリム住民へのヘイトクライムが相次いだ事を受けて、JACLが真珠湾攻撃後の集団ヒステリーと、連邦政府による政治的な過ちが、繰り返されつつある事への警鐘を鳴らす声明を発表。
  - 10月14日 - カリフォルニア州知事のグレイ・デービス（英語版）が、ロサンゼルス・サンフランシスコ・サンノゼにおける日本人街保護の為の基金45万ドルを提供する『上院法案307』に署名。
  - 11月
    - サンノゼ国際空港の正式名称が、「ノーマン・Y・ミネタ・サンノゼ国際空港」に改称される。
    - シアトル・マリナーズ所属のイチローが、アジア人打者初の新人王に加え、何れもアジア出身者としては初となる首位打者・盗塁王・シーズンMVP・シルバースラッガー賞・ゴールドグラブ賞を獲得。
- 2002年
  - 2月8～24日 - ソルトレークシティオリンピックが開催される。同大会では、ショートトラックスピードスケート男子1500mのアポロ・アントン・オーノが、金メダルを獲得[注釈 115]。
  - 2月13日 - ケネス・モリツグが、アジア系として初めて、公衆衛生局の医務総監に就任。
  - 4月1日 - ハワイ出身の日系人女性を主人公とした、NHK連続テレビ小説『さくら』が放送開始となる（～同年9月28日）。外国人を主人公とした作品は、同シリーズでは本作が初となる。
  - 4月26日 - ホノルルの真言宗ハワイ別院（英語版）が、NRHPに指定される。
  - 9月28日 - 玉城デニーが、日米混血として初めて、日本の地方議会議員（沖縄県沖縄市）に就任。
  - 10月22日 - 関口裕仁が、アジア系として初めて、アメリカ歯科医師会の会長に就任。
- 2003年
  - 2月1日 - コロンビア号空中分解事故が起きる。
  - 4月30日 - ニューヨーク出身のビアンキ・アンソニーが、第15回統一地方選挙において、アメリカからの帰化日本人として初めて、地方議会議員（愛知県犬山市）に就任。
  - 6月 - ハワイ州のフォート・シャフター（英語版）陸軍基地内にある野球場が、地元アマチュア野球チームの選手でもあった、元100大隊3等軍曹の高田ジョセフ繁雄の名を冠した「タカタ・フィールド」に改称される。
- 2004年
  - 2月11日 - ホノルル・メモリアルパーク京都庭園（英語版）が、NRHPに指定される。
  - 4月 - CPBが、CBOHを吸収合併する事を表明。
  - 8月16日 - 100大隊が、フォート・シャフターで現役部隊に復帰。翌年10月1日に、第29歩兵旅団戦闘団（英語版）の指揮下で「第442歩兵連隊第100大隊」として再編成される。
  - 10月14日 - 元442連隊上等兵の羽白バーニー二四三が、フランスにおける最高位の勲章となるレジオンドヌール勲章を授与される。
  - 10月23日 - 新潟県中越地震が発生。
  - 10月24日 - イタリアのサンタンジェロ・ダリーフェに、100大隊を顕彰する記念碑が建立される。
  - 11月1日 - 田臥勇太が、フェニックス・サンズの開幕メンバーに登録され、日本人初のNBA選手となる。
- 2005年
  - 2月27日 - 第77回アカデミー賞で、宮城島卓夫がゴードン・E・ソーヤー賞を受賞。オスカー像を手にする。
  - 3月10日 - 民主党の松井ドリス佳寿恵が、日系人女性として初めて、本土選出の連邦下院議員となる[注釈 116]。
  - 3月25日～9月25日 - 愛・地球博が開催される。
- 2006年
  - 2月17日 - トゥーリーレイク収容所跡地が、NRHP及びNHLに指定される。
  - 3月20日 - パナマ・ホテルが、NRHP及びNHLに指定される。
  - 6月 - 比嘉武二郎やフランク・ヒガシ（東江盛勇）[注釈 117]をはじめとした、沖縄戦に従軍した元MIS隊員達に対する、稲嶺惠一沖縄県知事による感謝状贈呈式が、5日にオアフ島ワイパフのハワイ沖縄センター（英語版）、7日にロサンゼルスのホテルニューオータニで、それぞれ執り行われる[203][204]。
  - 9月7日 - スーザン・K・マシコが、日系人として初めて、空軍准将に昇進。日系人女性が、米軍で将官となるのは初。
  - 12月 - 峯田ノーマン良雄が、大統領自由勲章を授与される。
- 2007年
  - 4月29日 - 峯田ノーマン良雄が、日本国政府より旭日大綬章を授与される。
  - 6月26日 - 連邦議会下院外交委員会で、民主党の本田マイク実連邦下院議員を代表提案者とした、日本国政府による慰安婦への謝罪を求める『従軍慰安婦問題の対日謝罪要求決議』が、可決される。
  - 11月 - 井上ダニエル建が、フランス政府よりレジオンドヌール勲章を授与される。
  - 12月7日 - 田尻慎吉が、オランダにおける文民最高位の勲章となるオランダ獅子勲章（英語版）を授与される。
- 2008年
  - 北京オリンピックで、陸上男子十種競技のブライアン・クレイ（石井積）が、金メダルを獲得。
  - ドン・ワカマツが、シアトル・マリナーズにおいて、アジア系として初めてMLB監督に就任。
  - 3月18日 - ワシントン州のワシントン大学で、大統領令9066号によって、退学を余儀なくされた日系人の元学生達に、名誉学位を授与する為の式典「ロング・ジャーニー・ホーム」が執り行われる。
  - 5月8日 - ミニドカ収容所跡地が、国立史跡 (NHS) に指定される。
- 2009年
  - ワシントンD.C.で「米日カウンシル」が、設立される。
  - 8月30日 - 民主党の玉城デニーが、第45回衆議院議員総選挙において、日米混血として初めて、日本の国会議員に就任。

### 2010年代
- 2010年

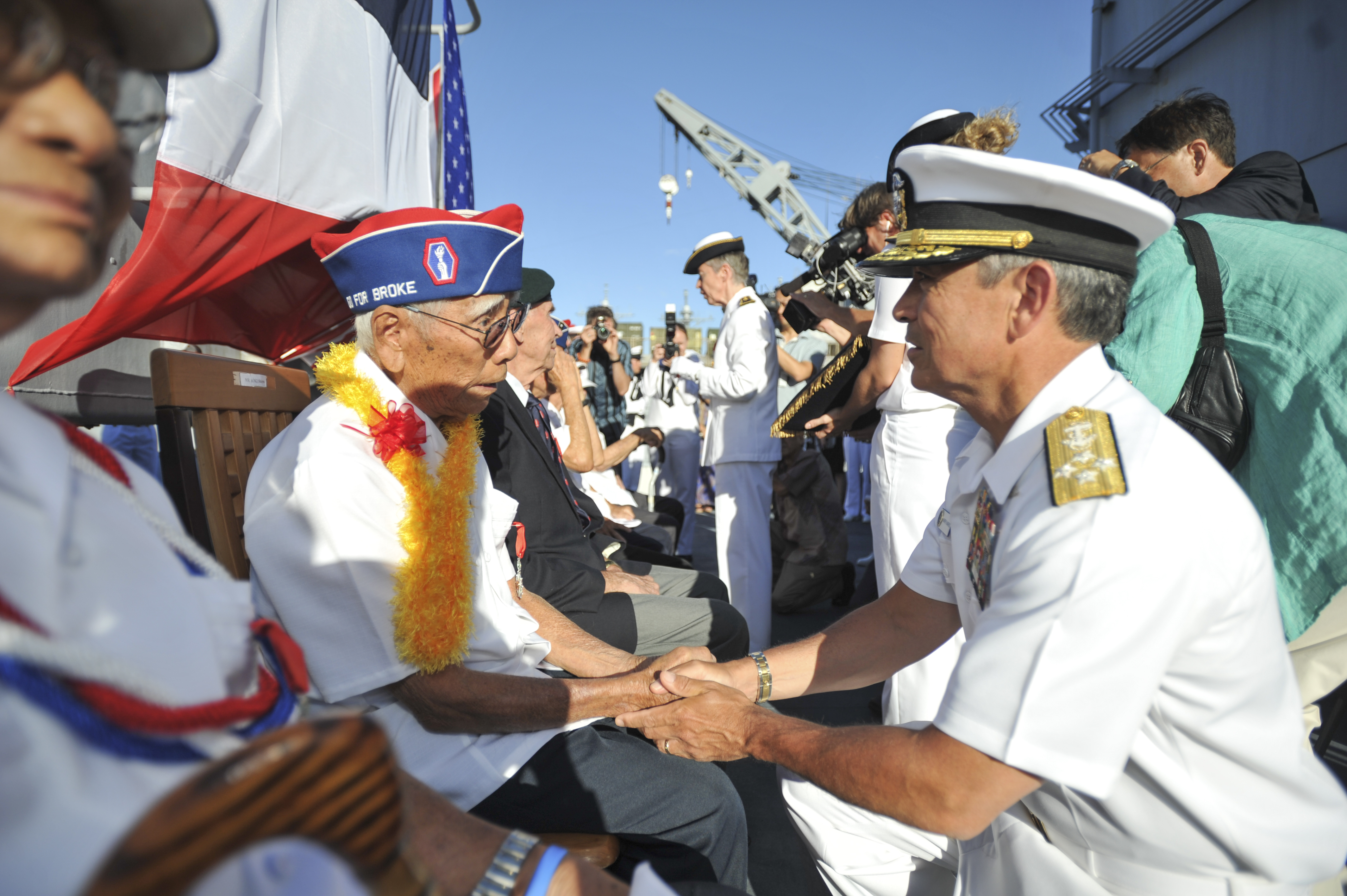
元442連隊技術軍曹の當銘ラルフ保信と握手する、ハリー・B・ハリス・ジュニア海軍大将（2014年7月2日撮影）

  - 9月23日 - カリフォルニア州政府が、是松フレッド豊三郎の誕生日である1月30日を、合衆国憲法で保証された「市民的自由」の重要性を、州民に再認識させる機会とすべく、「フレッド・コレマツの日」とする事を制定。その後、ハワイ・バージニア・フロリダ・ニューヨーク・アリゾナにも波及。
  - 10月1日 - ラウス三上ピートが、民主党のバラク・オバマ政権において、アジア系として初めて大統領首席補佐官に就任。
  - 10月5日 - オバマ大統領が、442連隊・100大隊・MISに対し、アメリカにおける最高位の勲章となる議会名誉黄金勲章を、授与する法案に署名。翌2011年11月2日に合衆国議会議事堂で執り行われた授与式典では、元442連隊少尉の伊藤進（英語版）ハーバード大学名誉教授（細胞生物学）、元100大隊2等軍曹の濱洲テッド光男、元MIS少尉の市川グラント速雄が、それぞれ代表で勲章を受け取った。
  - 11月3～7日 - TBS系でテレビドラマ『99年の愛〜JAPANESE AMERICANS〜』が、5夜連続で放送される。
  - 11月10日 - アレクサンダー・アーヴィズが、日系人として初めて、アメリカ合衆国の特命全権大使（アルバニア駐在）に就任[注釈 118]。
- 2011年
  - 3月11日 - 東日本大震災が発生。これを受け、USFJは被災地の救助・復興支援や福島第一原子力発電所事故への対応の為に、3月13日～4月30日にかけて「トモダチ作戦 (Operation Tomodachi)」を展開した。
  - 5月20日 - 司法省が、戦時中のヒラバヤシ事件やコレマツ事件において、当時の検察官が、ONIによる「日系人は、アメリカの安全保障を脅かしてはいない」と結論づける報告を、意図的に隠蔽し、司法を欺いていた事を認めた[205]。
  - 6月24日 - 井上ダニエル建が、日本国政府より桐花大綬章を授与される。
  - 7月30日 - ワシントン州キトサップ郡ベインブリッジアイランドで「ベインブリッジ島日系アメリカ人排除記念碑」が、一般公開される。
  - 12月 - 国務省において、5名の大統領（アイゼンハワー・ケネディ・ジョンソン・ニクソン・フォード）と2名の駐日大使（ホジソン・マンスフィールド）の日本語通訳を務めた河本幸夫[注釈 54]が、議会名誉黄金勲章を授与される[206]。
- 2012年
  - 2月21日 - ハワイ州のホノウリウリ抑留キャンプ跡地が、NRHPに指定される[注釈 119]。
  - 2月29日 - 東京スカイツリーが竣工。
  - 4月27日 - 平林ゴードン潔が、大統領自由勲章を死後の叙勲として授与される。
  - 8月 - 小野ジェレミー三太（英語版）が、シンシナティ大学の総長に就任。日系人として初めて、主要な研究大学の総長となる。
  - 9月 - 第二次世界大戦中に「失われた大隊」の救出作戦に従事した442連隊の元隊員のうち、当時存命していた34名が、フランス政府よりレジオンドヌール勲章を授与される[207]。
- 2013年
  - 1月3日 - 広野メイジー慶子が、アジア系女性として初めて連邦上院議員に当選。
  - 2月15日 -  442連隊広報班長やJAVA事務局長等を歴任したテリー・シマ（島袋輝次）元4等技術兵が、日系人として初めて大統領市民勲章（英語版）[注釈 120]を授与される[208]。
  - 3月1日 - 辻原ケビン賢が、アジア系として初めてメジャー映画スタジオ（ワーナー・ブラザース）のCEOに就任。
  - 4月16日 - アーカンソー州マギー（英語版）で「日系アメリカ人抑留博物館（英語版）」が開館。
  - 8月8日 - 井上ダニエル建が、大統領自由勲章を死後の叙勲として授与される。
  - 10月16日 - ハリー・B・ハリス・ジュニアが、アジア系として初めて海軍大将に昇進。
  - 12月 - ミヤコ・シャネリーが、日系人女性として初めて、陸軍准将に昇進[209]。
- 2014年
  - 7月12日 - アラスカ州ジュノーで「空席の椅子の記念碑」が、除幕される。
  - 12月1日 - 伊芸デービッド豊[注釈 57]が、ハワイ州知事に当選。沖縄系として、初めて州知事となる。
- 2015年
  - 4月9日 - パナマ・ホテルが、合衆国歴史保護ナショナル・トラスト（英語版）により、国宝に指定される。
  - 4月29日 - 安倍晋三首相が、アメリカ合衆国議会合同会議において、日本の首相として初めて演説を行う。
  - 11月 - ハワイ出身で442連隊に所属していた、濱崎リチャード登元中尉、上岡ハロルド俊朗元4等技術兵、村丸常仁元5等技術兵、藤井ロイ秀雄元伍長、村井チェスター徳雄・中倉優・玉寄クラレンス行雄・丹那ロッキー守の元上等兵4名、與那城フリント守元2等兵の計9名が、ギヨーム・ママン在ハワイフランス名誉領事より、レジオンドヌール勲章を授与される[210]。
  - 11月16日 - 安井稔が、大統領自由勲章を死後の叙勲として授与される。
- 2016年
  - リオデジャネイロオリンピックで、柔道90kg級のベイカー茉秋が、金メダルを獲得。
  - 4月14日 - 熊本地震が発生。
  - 5月27日 - オバマ大統領が、現職のアメリカ合衆国大統領として、初めて被爆地である広島市を訪問。
- 2017年
  - 1月30日 - 上述した「フレッド・コレマツの日」となるこの日に、アメリカ版Google Doodleが、背景に桜の絵を配い、首から大統領自由勲章を提げた是松フレッド豊三郎のイラストを掲載。併せて「間違いだと思うならば、声を上げる事を恐れてはならない」という、是松の言葉も紹介される。
  - 4月27日 - ホノルル国際空港の正式名称が、「ダニエル・K・イノウエ国際空港」に改称される。
- 2018年
  - 平昌オリンピックで、フィギュアスケート団体の長洲アイリーン未来、アイスダンスのアレックス英男・マイア治美から成る渋谷兄妹ペアが、銅メダルを獲得。
  - 3月4日 - 第90回アカデミー賞で、『ウィンストン・チャーチル/ヒトラーから世界を救った男』の主演を務めたゲイリー・オールドマンの特殊メイクを担当した辻一弘が、アジア系として初めてメイクアップ&ヘアスタイリング賞を受賞。
  - 4月26日 - ハリー・B・ハリス・ジュニアが、日本国政府より旭日大綬章を授与される。
  - 6月7日 - ハワイ州ホノルルで「元年者150周年記念式典」が、執り行われる。日本からは、秋篠宮文仁親王・紀子妃の他、伊藤康一駐ホノルル総領事・佐藤正久外務副大臣・北岡伸一JICA理事長が出席した[211]。
  - 6月26日 - ドナルド・トランプ大統領が2017年に発令した、イランをはじめとするイスラム教圏7ヶ国からの入国を禁じる「トランプ渡航禁止令（英語版）」の、一時差し止めの是非を争った裁判において、連邦最高裁のジョン・ロバーツ首席判事（長官）は、差し止めを覆し、その発行を認める5対4の多数意見を述べた。同時に、フランクリン・ルーズベルト大統領が、太平洋戦争中に日系人を抑留する事を合憲としたコレマツ事件に関して、「判決の日に（司法は）重大な誤りを犯した」「歴史という法廷において、却下されよう」と言及し、当時の判決は、憲法上受け入れられる余地は無い、とする見解を示した（トランプ対ハワイ州裁判（英語版））[212]。
  - 9月30日 - 玉城デニーが、沖縄県知事選挙において、日米混血として初めて、日本の都道府県知事に当選。
- 2019年
  - 1月28日 - 日米混血の大坂なおみが、WTAシングル世界ランキングで、男女を通じてアジア国籍選手として初めて1位を獲得。
  - 4月2日 - ニューヨーク出身のキーン・ドナルド[注釈 57]が、帰化日本人として初めて、位階（従三位）を追叙される。
  - 4月18日 - ホノルル市庁舎敷地内の日本庭園において、ハワイ日系移民の元年者150周年の記念碑が、除幕される[213]。
  - 4月30日 - 第125第天皇明仁が、退位の礼を執り行う。これに伴い、翌5月1日に徳仁が、第126代天皇に即位する。元号も、「平成」から「令和」に改元される。

## 年表（令和時代）
- 2019年
  - 6月1日 - 442連隊に所属していた、比嘉ロイス永幸元3等軍曹、比屋根ジミー秀信元4等技術兵、白石クリントン幾造・徳重ハリー厚一・渡邊ポール三次の元上等兵3名、大井出ジョージ健一元2等兵のハワイ出身者6名に対する、4月3日にフランス政府より授与が発表されたレジオンドヌール勲章の贈呈式典が、ホノルルのハワイ・コンベンション・センターにて執り行われる。同式典には、伊芸州知事夫妻の他、フランスからママン在ハワイ名誉領事夫妻と、エマニュエル・ルブラン・ダミアン駐サンフランシスコ総領事が出席した[214][注釈 121]。
  - 6月4日 - 黒宮清が、「全米LGBTQ名誉の壁（英語版）」に殿堂入りする[216]。
  - 12月 - マウイ島のダニエル・K・イノウエ太陽望遠鏡で、ファーストライトが実施される。

### 2020年代
- 2020年

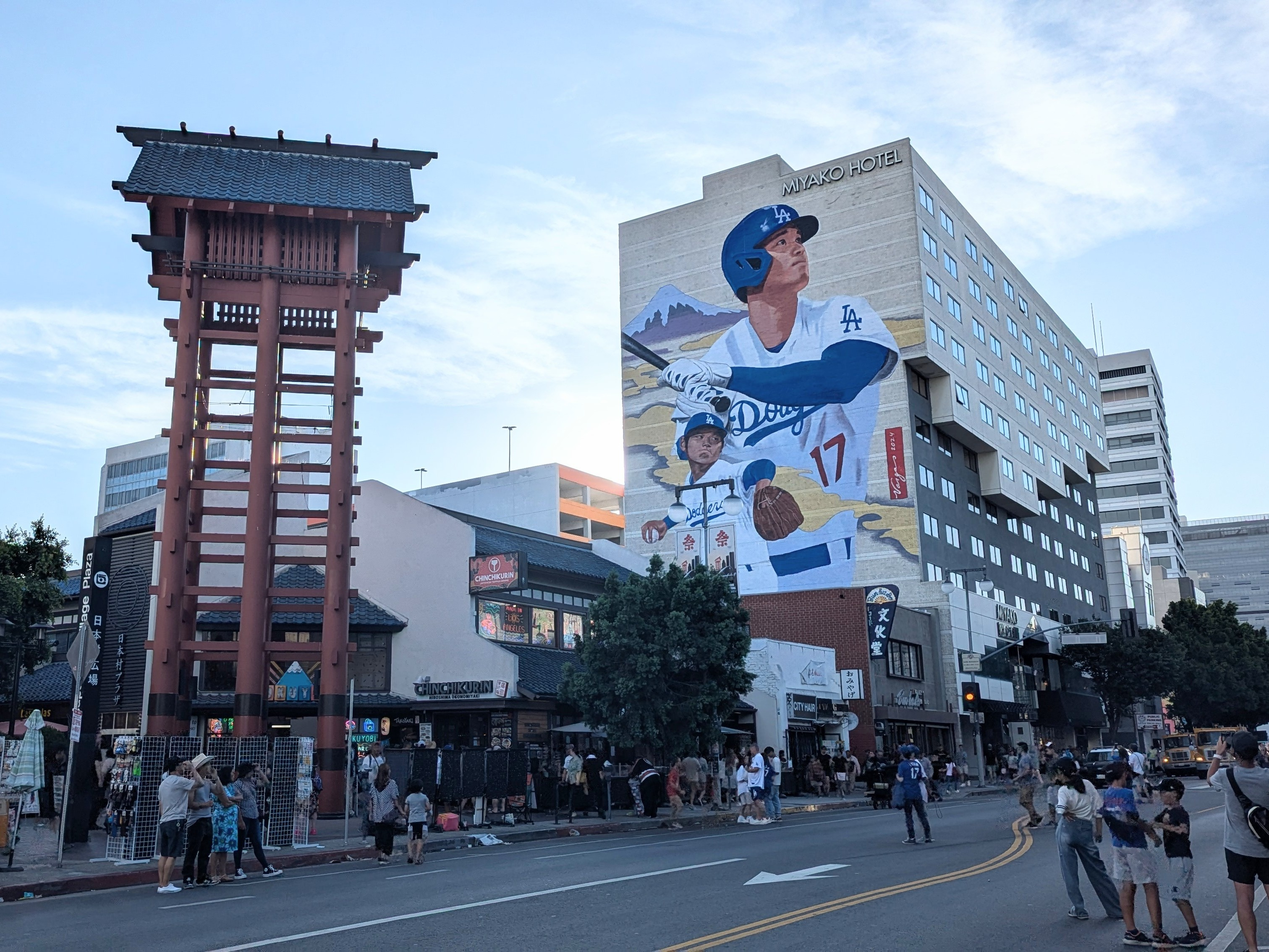
リトル・トーキョーにある、ロサンゼルス都ホテルの外壁に描かれた大谷翔平の壁画

  - 新型コロナウイルスの感染拡大を契機に、中国系アメリカ人へのヘイトクライムの被害が相次ぐ[217]。華人と勘違いされた日系人も標的となり[218]、東本願寺ロサンゼルス別院も襲撃を受けた[219]。なお、今回のアジア系を標的にしたヘイトクライムには、黒人も加害者側に立ったケースが目立った。
  - デーブ・ロバーツが、ロサンゼルス・ドジャースを率いて、初めてアジア系MLB監督として、ワールドシリーズ制覇を果たす。
  - 10月20日 - サクラメントの日系退役軍人クラブの会館が、NRHPに指定される。
  - 12月1日 - パナマ・ホテルが、令和2年度外務大臣表彰を受賞する[220]。
- 2021年
  - 首都警察における特殊捜査部門の緊急対応班に所属していたガンサー・ハシダが、連邦議会議事堂襲撃事件において、現場での対応にあたった後に、PTSDを発症。7月29日に、自宅で自殺しているところを発見される[221]。
  - 3月18日 - 福岡県八女市にあるホタルと石橋の里公園において、井上ダニエル建の胸像が除幕される。
  - 6月3日 - アメリカ合衆国郵便公社が、元442連隊上等兵の山本四六の肖像を象った、第二次世界大戦に従軍した日系兵士を称える記念切手を発行[222][223]。
  - 7月23日～8月8日 - 東京オリンピックが開催される。同大会では、陸上のマイケル・ノーマン（アメリカ代表）が、男子4×400mで金メダル、柔道のウルフ・アロン（日本代表）が、100kg級で金メダル、混合団体で銀メダルを、それぞれ獲得。
  - 12月8日 - 米海軍のミサイル駆逐艦「ダニエル・イノウエ」が就役。
- 2022年
  - 5月6日 - ジョー・バイデン大統領が、ワシントンD.C.にある連邦運輸省本部ビルの名称を、「ウィリアム・T・コールマン・ジュニア（英語版）及びノーマン・Y・ミネタ運輸省本部」とする法案に署名[224]。
  - 5月22日 - バイデン大統領が、訪日に際して駐日アメリカ大使公邸の一室を、「ノーマン・ヨシオ・ミネタ・ルーム」とする証書を捧げる[225]。
  - 6月30日 - 共和党の上田マーク俊郎が、アジア系として初めて、米国証券取引委員会委員に就任[226][227]。
  - 7月5日 - ベトナム戦争に従軍した、共にハワイ出身である、第237医療分遣隊のデニス・フジイ（英語版）元4等特技兵と、第1騎兵師団第9騎兵連隊（英語版）第1飛行隊の金城エドワード昇（英語版）元2等軍曹の2名が、当初授与されていた殊勲十字勲章を、バイデン大統領により名誉勲章へ格上げされる[228]。
  - 7月8日 - 安倍晋三銃撃事件が起きる。9月27日に執り行われた国葬には、アメリカからはカマラ・ハリス副大統領とラーム・エマニュエル駐日大使ほか10名が参列した。
  - 10月5日 - ロサンゼルス・エンゼルス所属の大谷翔平が、投手としての規定投球回と、打者としての規定打席の両方に達した、近代MLBにおける初めての選手となる。
- 2023年
  - ラーズ・ヌートバー（榎田達治）が、第5回WBC日本代表のメンバー入りを果たす。日系人が野球日本代表に選出されるのは、史上初。
  - 9月14日 - ミュージシャンのYOSHIKIが、日本人として初めて、グローマンズ・チャイニーズ・シアターに手形と足形を刻む。
- 2024年
  - パリオリンピックで、柔道の90kg級で村尾三四郎、混合団体で村尾とウルフ・アロンが、銀メダルを獲得。
  - 1月1日 - 能登半島地震が発生。
  - 5月9日 - 元442連隊3等軍曹の金谷イーノック春男が、フランス政府よりレジオンドヌール勲章を授与される。同日に、シカゴのレイヴェンスウッド・フェローシップ・ユナイテッド・メソジスト教会で執り行われた贈呈式典には、日仏の駐シカゴ総領事である柳淳とヤニック・タガンドが出席した[229]。
  - 9月15日 - 第76回プライムタイム・エミー賞において、ドラマ『SHOGUN 将軍』が、ドラマ・シリーズ部門作品賞を非英語作品として、主演を務めた真田広之とアンナ・サワイ（澤井杏奈）が、主演男優/女優賞を日本人として、それぞれ初めて受賞。また同作は、1949年の賞創設以来過去最多となる、合計18冠を獲得した[230]。
  - 11月3日 - 仲宗根ポール幹が、日本国政府より旭日大綬章を授与される。
- 2025年
  - 1月2日 - 遠藤美津江が、大統領市民勲章を死後の叙勲として授与される[231]。
  - 1月3日 - 朝鮮戦争に、第2歩兵師団第38歩兵連隊（英語版）第3大隊I中隊の一員として従軍し、縣里の戦い（英語版）で戦死した中村亘元上等兵が、当初授与されていた殊勲十字勲章を、バイデン大統領により名誉勲章へ格上げされる[232][233]。
  - 1月7~31日 - 2025年1月南カリフォルニア山火事（英語版）が発生。これにより、カリフォルニア州における日系コミュニティの拠点だったアルタデナ（英語版）とパサデナは、街の大半が焼失する事となった[234]。
  - 1月21日 - 元シアトル・マリナーズ所属のイチローが、アジア人として初めてアメリカ野球殿堂入りを果たす[235]。
  - 4月13日~10月13日 - 大阪・関西万博が開催される。